# Holocaust

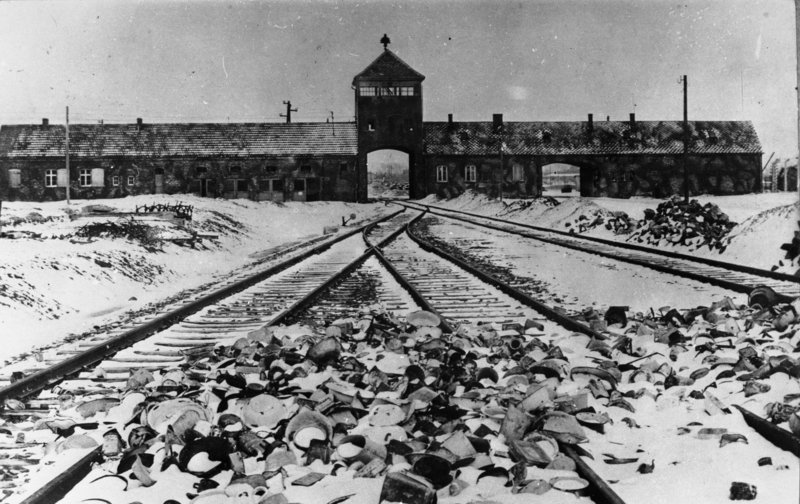
Foto vom Torhaus des KZ Auschwitz-Birkenau. Aufgenommen von der Zugrampe im Inneren des Lagers durch Stanisław Mucha, Februar/März 1945

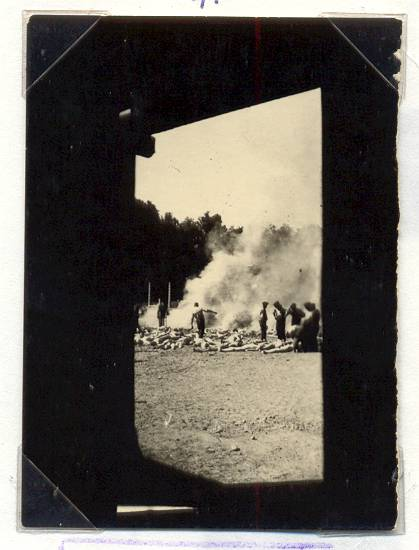
Leichenverbrennung durch das Sonderkommando KZ Auschwitz-Birkenau. Eine der Sonderkommando-Fotografien, heimlich aufgenommen vermutlich von Alberto Errera, 1944

Als Holocaust [ˈhoːlokaʊ̯st, holoˈkaʊ̯st, englisch ˈhɒləkɔ:st] (englisch, aus altgriechisch ὁλόκαυστος holókaustos, deutsch ‚vollständig verbrannt‘) oder Schoa (auch Schoah, Shoah oder Shoa; hebräisch הַשּׁוֹאָה haŠōāh für „die Katastrophe“, „das große Unglück/Unheil“) wird der Völkermord bezeichnet, den das deutsche NS-Regime während des Zweiten Weltkriegs an rund zwei Dritteln aller damals lebenden europäischen Juden, insgesamt 5,6 bis 6,3 Millionen Menschen, beging.
Den endgültigen Entschluss zum Genozid fasste die nationalsozialistische Führung unter Adolf Hitler kurz nach Beginn des Vernichtungskrieges gegen die Sowjetunion ab dem Sommer 1941. Die SS, aber auch Teile der Wehrmacht und der deutschen Polizei sowie ihre Helfer aus den mit Hitler-Deutschland verbündeten Staaten verfolgten daraufhin bis 1945 das Ziel, alle Juden in ihrem Machtbereich systematisch zu ermorden, ab 1942 auch mit industriellen Methoden. Das Menschheitsverbrechen gründete auf dem staatlich propagierten Antisemitismus und der entsprechenden rassistischen Gesetzgebung im Deutschen Reich zur Zeit des Nationalsozialismus.

## Bezeichnungen
Die Nationalsozialisten sprachen von der „Lösung“ bzw. „Endlösung der Judenfrage“. Darunter wurde zunächst die Ausgrenzung, Entrechtung und Vertreibung der Juden verstanden. 1939/40 verbarg sich dahinter die Vorstellung, die Juden aus weiten Teilen des deutschen Herrschaftsgebiets zu vertreiben und in einem noch zu bestimmenden Territorium zu konzentrieren. Bald radikalisierten sich diese Ideen und wurden von der Planung der „Endlösung“ im Sinne eines Genozids abgelöst. Ab dem Frühsommer 1941 umschrieb dieser Ausdruck zur Tarnung die systematischen Judenmorde. Bevor sich die Bezeichnungen „Holocaust“ und „Shoah“ durchsetzten, war „Endlösung“ nach dem Krieg in vielen Sprachen die Bezeichnung für den Holocaust.
Im deutschen Sprachraum wurde der Genozid (bzw. Demozid) seit Mai 1945 als Judenvernichtung, Judenmord oder Massenmord an den europäischen Juden bezeichnet. Infolge des ersten Frankfurter Auschwitzprozesses bürgerte sich seit 1963 auch Auschwitz, der Name des größten nationalsozialistischen Vernichtungslagers (KZ Auschwitz-Birkenau), als symbolische Bezeichnung für das gesamte Geschehen ein.
Die heute übliche Bezeichnung Holocaust leitet sich vom altgriechischen Adjektiv ὁλόκαυστος holókaustos ab, das „vollständig verbrannt“ bedeutet; das Neutrum τὁ ὁλόκαυστον to holókauston bezeichnet ein vollständig auf Altären verbranntes Tieropfer. Seit etwa 1600 bezeichnete das englische Wort Holocaust auch Feuertode, seit etwa 1800 auch Massaker, seit 1895 auch ethnische Massaker wie den späteren Völkermord an den Armeniern. Erstmals für Adolf Hitlers Vernichtungsplan an den Juden verwendete die britische Tageszeitung News Chronicle das Wort im Dezember 1942, allerdings noch ohne Kenntnis der NS-Vernichtungsmethoden. In seiner Ausgabe vom 7. Mai 1945 berichtete das US-amerikanische Magazin Life über das Massaker von Gardelegen und bezeichnete es als The Holocaust of Gardelegen. Bis 1972 wurde es in der Geschichtswissenschaft der Vereinigten Staaten dafür üblich. Seit 1978 verbreitete die Fernsehserie Holocaust – Die Geschichte der Familie Weiss es in vielen weiteren Staaten, darunter in der Bundesrepublik Deutschland. Seither wird der Begriff meist auf die systematische Ermordung der europäischen Juden begrenzt. Manchmal schließt er auch den Porajmos, den Völkermord an mehreren hunderttausend Roma ein, welche die Nationalsozialisten als „Zigeuner“ ebenfalls zur „minderwertigen Fremdrasse“ erklärten und ausrotten wollten. Nur selten wird er auf die gesamte nationalsozialistische Vernichtungspolitik bezogen.
Die Bezeichnung der Judenvernichtung als „Holocaust“ wurde wegen der Herkunft des Wortes aus dem religiösen Opferkult und der früheren Verwendung im christlichen Antijudaismus oft als problematisch angesehen. In Israel und im Judentum wird das Verbrechen seit 1948 als Shoa („Katastrophe“, „großes Unglück“) bezeichnet. Daran erinnert seit 1959 der Gedenktag Jom haScho’a. Seit 1985 wird das hebräische Wort auch in Europa für den Holocaust verwendet. Jüdische Theologen bezeichnen das Ereignis mitunter als dritten Churban (hebräisch: „Vernichtung“, „Verwüstung“, manchmal auch dritten Churbn) und deuten es damit wie die beiden Zerstörungen des Jerusalemer Tempels (586 v. und 70 n. Chr.) als eine alle Nachfahren der Israeliten, also alle Juden betreffende Großkatastrophe.

## Vorgeschichte
Zu den historischen Voraussetzungen des Holocaust gehört der moderne Antisemitismus.
Seit der Gründung des Deutschen Reichs und der Annahme der Bismarckschen Verfassung im Jahr 1871 waren Juden und Nicht-Juden zwar rechtlich gleichgestellt, gleichwohl waren antisemitische Vorurteile und Ressentiments weit verbreitet. Das zeigte sich bereits Ende der 1870er Jahre im Berliner Antisemitismusstreit und in der Gründung der antisemitischen Christlich-sozialen Partei des preußischen Hofpredigers Adolf Stoecker. In Hitlers Heimat Österreich-Ungarn bewies der langjährige Wiener Bürgermeister Karl Lueger um die Jahrhundertwende, wie weit es ein Politiker mit antisemitischer Agitation bringen konnte.

### Verstärkter Antisemitismus infolge des Ersten Weltkriegs

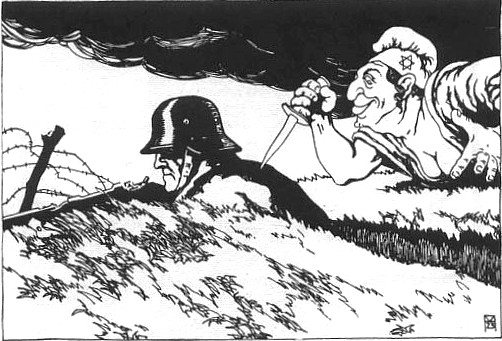
Antisemitische Postkarte aus Österreich, 1919, die die Dolchstoßlüge propagiert

Während des Ersten Weltkriegs (1914–1918) erhielten judenfeindliche Einstellungen weiteren Auftrieb. Da Konservative und Nationalisten die Juden verdächtigten, sich vor dem Fronteinsatz zu drücken, kam es im Oktober 1916 auf Anfrage antisemitischer Reichstagsabgeordneter zur so genannten Judenzählung im deutschen Heer. Diese von jüdischen Verbänden als diskriminierend verurteilte statistische Erhebung ergab, dass im Verhältnis zu ihrem Bevölkerungsanteil sogar mehr jüdische als nicht-jüdische Soldaten an der Front statt in der Etappe Dienst taten. Dieses Ergebnis wurde jedoch nicht veröffentlicht, da es dem Vorurteil der Antisemiten direkt widersprach.
Nach Kriegsende (1918) verbreiteten Antisemiten die sogenannte Dolchstoßlüge, der zufolge auch die Juden einen deutschen Sieg sabotiert hätten und für die Niederlage und Auflösung des Kaiserreichs verantwortlich waren. Im Kampf gegen Demokratie und Weimarer Republik, die angebliche „Judenrepublik“, entstand eine Vielzahl völkischer, antisemitischer Organisationen und Parteien darunter 1919 auch die NSDAP. Deren Aufstieg wiederum wurde vor allem von der 1929 einsetzenden Weltwirtschaftskrise begünstigt. Bereits während Hyperinflation des Jahres 1923 war es in Deutschland vereinzelt zu pogromartigen Ausschreitungen gegen Juden, insbesondere gegen Ostjuden, gekommen, u. a. in Beuthen, Erfurt, Nürnberg und im Berliner Scheunenviertel. Der Antisemitismus verbreitete und festigte sich aber auch in den wirtschaftlich stabilen Jahren der Weimarer Republik, war also primär kein Krisenphänomen.

### Antisemitisches Programm der NSDAP 1919–1933
Die Nationalsozialisten strebten mit ihrem 25-Punkte-Programm seit 1920 die Ausgrenzung und Vertreibung der Juden aus der deutschen „Volksgemeinschaft“ offenkundig an. Adolf Hitler hatte schon 1919, vor seinem Parteibeitritt, die „Entfernung der Juden überhaupt“ zum politischen Ziel eines nationalsozialistischen Staates erklärt. In einem Interview mit einem katalanischen Journalisten vom November 1923 erklärte er, sämtliche Juden Deutschlands umzubringen, „wäre natürlich die beste Lösung“. Da dies aber nicht möglich sei, bleibe als Lösung nur die Massenvertreibung. In seiner zweiteiligen Programmschrift Mein Kampf (1925/1926) sowie seinem unveröffentlichten Zweiten Buch (1928) führte er seinen Rasse-Antisemitismus aus, befürwortete Massenmorde an Juden im Falle eines neuen Weltkriegs und erklärte die Vernichtung des „jüdischen Bolschewismus“ zum Hauptziel nationalsozialistischer Außenpolitik: Gemeint war die kriegerische Eroberung der von einem angeblichen „Weltjudentum“ beherrschten Sowjetunion und die folgende Germanisierung durch Massenumsiedlungen und Massenmorde.
Historiker und Politikwissenschaftler haben immer wieder betont, dass Hitlers extrem gewalttätiges Vokabular und seine biologisch-medizinische Metaphorik eine völkermörderische Mentalität offenbarten. „Auf welche Weise in diesem Gesamtplan der Kampf gegen die Juden durchgeführt werden sollte, dazu äußert sich Hitler in Mein Kampf nicht konkret“, resümiert Barbara Zehnpfennig. „Es ist auch nicht sicher, dass er zur Abfassungszeit des Buches bereits zur vollständigen Auslöschung des jüdischen Volkes entschlossen war. In der Logik seines Denkens ist der Judenmord allerdings schon angelegt. Das große Ziel, das man verfolgt, solle man dem Volke nicht verkünden, weil man die kleinen Geister damit verschrecken würde, schrieb Hitler in Mein Kampf und empfahl, das große Ziel in kleine Etappenziele zu zerlegen, deren Sinn nur der erkenne, der das Endziel im Blick hat. Es ist also denkbar, dass Hitlers Zurückhaltung in Bezug auf die Verkündung des Judenmords hierin ihren Grund hat.“
Der amerikanische Politikwissenschaftler Daniel Goldhagen hat die These vertreten, der Antisemitismus sei in der Weimarer Republik so allgemein gewesen, „daß beinahe jede politische Gruppe die Juden ablehnte“. Hitlers antibolschewistische, antiinternationale und antisemitische Botschaft hätten in den schwierigen Zeiten um 1930 wachsende Faszination ausgeübt. Die große Mehrheit der Deutschen habe die antisemitischen Vorstellungen der NSDAP geteilt. Dieser These wurde entschieden widersprochen. Peter Longerich hat argumentiert, Hitler habe genau gewusst, dass er mit radikalem Antisemitismus keine breite Wählerschaft habe ansprechen können. So distanzierte sich Hitler um 1930 öffentlich von gewalttätigem Antisemitismus und unterlegte Propagandakampagnen wie gegen den Young-Plan aus taktischen Gründen lediglich mit einem antisemitischen Code. An Hitlers grundsätzlicher Haltung hatte sich aber nichts geändert. Während die Forschung bis in die 1990er Jahre in der Abschwächung antisemitischer Parolen in der Wahlpropaganda der NSDAP nach 1930 ein Indiz für die begrenzte Bedeutung des Antisemitismus sah, haben seitdem mehrere Studien auf eine Vielzahl von kleineren Gewaltakten, vor allem Friedhofsschändungen, von Beleidigungen und „stillen“ und offenen Boykottaktionen in den mittleren Weimarer Jahren hingewiesen, die in den letzten Jahren der Republik eine deutliche Steigerung erfuhren und zeigten, wie verbreitet antisemitische Denkmuster in der Bevölkerung waren und auch nicht erst einer Krise oder einer Anleitung „von oben“ bedurften, um Ausdruck in konkretem Handeln zu finden.
Im sozio-kulturellen Milieu der Konservativen wurde der Gedanke, Juden von Bürgerrechten auszuschließen, zunehmend populär, weil in Organisationen wie der DNVP, dem Stahlhelm, dem Reichslandbund der Deutschen Studentenschaft oder dem Deutschnationalen Handlungsgehilfenverband bereits über den Ausschluss jüdischer Mitglieder durch Arierparagraphen diskutiert worden war. Gerade unter dem Eindruck der nationalsozialistischen Herausforderung verschärfte sich im rechtsintellektuellen Diskurs der Nationalismus mit einer immer radikaleren Einstellung zur „Judenfrage“, sodass gegen Ende der Weimarer Republik die Idee, das eigene „Volkstum“ könne nur durch einen Ausschluss der Juden grundlegend erneuert werden, weit über den Nationalsozialismus hinaus Zustimmung fand. Am Ende der Weimarer Republik, so Peter Longerich, scheint es zwischen Rechtskonservativen und Nationalsozialisten eine Verständigung gegeben zu haben, dass antisemitische Politik ein mögliches Aktionsfeld einer künftigen Rechtskoalition sein würde. Das deutsche Volk hatte sich zwar nicht schon vor Hitler einem „eliminatorischen Antisemitismus“ verschrieben, konstatiert Ian Kershaw, aber trotzdem konnte kein anderes Land als Deutschland den Holocaust durchführen. „Deutschlands Einzigartigkeit liegt nicht in der Verbreitung des Antisemitismus, sondern in der Tatsache, daß ab 1933 eine pathologisch antisemitische, potentiell genozidale Führung die Macht im Staate übernehmen konnte. Auf eine monopolistische Partei gestützt, die sich den Antisemitismus als Dogma auf die Fahnen geschrieben hatte, und mit Zustimmung großer Bevölkerungsteile, die die rücksichtslose Verfolgung einer ungeliebten Minderheit als Nebenprodukt des wirtschaftlichen Aufschwungs und eines wiedererwachenden nationalen Denkens in Kauf zu nehmen bereit waren, konnte diese Führung Deutschland in einen Staat verwandeln, der die  ‚Entfernung der Juden‘ als Eckstein seiner politischen Ziele betrachtete.“

### Judenverfolgung im Deutschen Reich 1933–1939
Das NS-Regime erhob die Rassenpolitik, die den „deutschen Volkskörper“ von Juden und anderen ethnischen oder sozialen Gruppen „reinigen“ sollte, zur Staatsdoktrin. Bis zum Krieg gab es aber weder eine konsistente Gesamtstrategie noch eine Autorität, die reichsweit für die Judenpolitik zuständig gewesen wäre. Diese Politik wurde versuchs- und phasenweise mit immer neuen gesetzlichen Diskriminierungen und zunehmendem Terror verschärft, um möglichst viele der rund 500.000 deutschen Juden zur Emigration zu drängen. Ab 1941 betrieb das Regime dann unter Federführung des Reichssicherheitshauptamts der SS zielstrebig die systematische Vernichtung aller Juden in Deutschland und in den deutsch besetzten Gebieten.

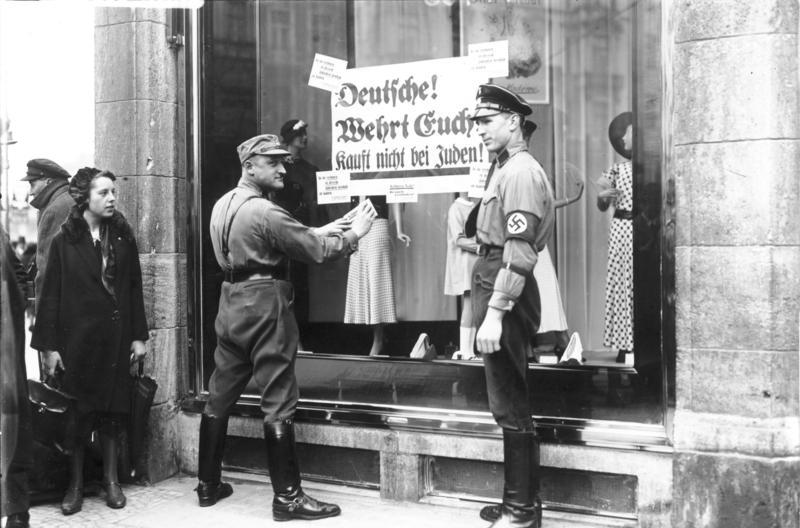
Berlin, 1. April 1933: SA-Männer bringen am Kadewe Plakate an, die zum Boykott jüdischer Geschäfte aufrufen

Bereits kurz nach Hitlers Machtantritt am 30. Januar 1933 setzten die antijüdischen Maßnahmen des NS-Staats ein. Am 1. April 1933 organisierten Joseph Goebbels und Julius Streicher einen nur teilweise erfolgreichen, deutschlandweiten Boykott jüdischer Geschäfte; in Preußen wies Hermann Göring die Polizei an, sich nicht einzumischen. Das Gesetz zur Wiederherstellung des Berufsbeamtentums vom 7. April 1933 sowie das gleichzeitig erlassene Gesetz über die Zulassung zur Rechtsanwaltschaft sahen die Entlassung aller jüdischen und politisch unerwünschten Beamten und Rechtsanwälte vor, womit erstmals ein Rasse-Kriterium in Staatsgesetze eingeführt wurde. Diese Maßnahmen waren eine direkte Reaktion auf den „Druck von der Straße“ durch Mitglieder der NSDAP und ihrer Unterorganisationen SA, SS, NSDStB und Hitlerjugend, die nach der Reichstagswahl vom 5. März 1933 öffentlich Gewalttaten gegen Juden und Personen, die als Juden oder „Fremde“ angesehen wurden, verübt hatten. Dabei war aber Hitlers Rolle zentral. Ohne seinen fanatischen Antisemitismus, seine Ermutigungen und sein Anstacheln wären seine Anhänger nicht so weit gegangen. Ebenfalls wesentlich für die Judenpolitik im NS-Staat war die Vorwegnahme seines Willens, auch wenn er ihn noch gar nicht explizit ausgesprochen hatte, das „dem Führer Entgegenarbeiten“. Diese erste Verfolgungsphase, die bis Ende 1934 anhielt, leitete die gesellschaftliche Ausgrenzung von Juden aus Berufsverbänden, Unternehmen, Vereinen, Schulen und dem Kulturleben ein. Diese wurde mit zahlreichen weiteren antijüdischen Gesetzen und Verordnungen fortgesetzt und bis 1945 ständig verschärft. Ebenfalls 1933 entstanden Konzentrationslager (KZ), meist unter Leitung der SA. Inhaftiert wurden zunächst politische Gegner. Das von der SS betriebene KZ Dachau wurde Modell für spätere Arbeits- und Vernichtungslager für Juden und andere unerwünschte deutsche Staatsbürger. Verhungern, Folter und willkürliche Morde gehörten schon in den ersten KZs zum Alltag. Jüdische Lagerhäftlinge wurden dort bereits besonders schikaniert und hatten die höchsten Sterblichkeitsraten. Am 12. April 1933 wurden im KZ Dachau erstmals auch Juden ermordet, z. B. Rudolf Benario. Ein halbes Jahr später wurde mittels der „Postenpflicht“ die Ermordung von KZ-Häftlingen legalisiert.
In einer zweiten Verfolgungsphase betrieb das Regime ab 1935 die rechtliche Diskriminierung der Juden und ihre Segregation von den Nicht-Juden. Im Sommer dieses Jahres organisierte die Parteibasis erneut Boykottaktionen, die in der Führung von Staat und Partei jedoch auf Ablehnung stießen, weil sie unpopulär waren und den Abschluss des deutsch-britischen Flottenabkommens gefährdeten. Unmittelbar nach dessen Zustandekommen verschärfte Goebbels die antisemitische Gangart erneut. Infolge eines von ihm verfassten Artikels in der Tageszeitung „Der Angriff“ veranstaltete ein Partei-Mob am 15. Juli judenfeindliche Krawalle auf dem Kurfürstendamm, die das Startsignal für ähnliche Aktionen in ganz Deutschland bildeten. Da auch diese Terrorwelle von der Bevölkerung negativ aufgenommen wurde, beendete die Parteiführung sie nach zwei Wochen wieder. Um die eigene Anhängerschaft zufriedenzustellen, ging sie stattdessen beschleunigt daran, die schon seit Sommer 1933 geplanten Rassengesetze auszuarbeiten. Der eigens dazu nach Nürnberg zitierte Reichstag erließ am 15. September 1935 die Nürnberger Gesetze, darunter das Reichsbürgergesetz, das zwei Kategorien im Staatsangehörigkeitsrecht schuf: Reichsbürger mit vollen und Staatsangehörige mit eingeschränkten Rechten. Zu letzteren zählten vor allem die Juden. Das so genannte Blutschutzgesetz, das Eheschließungen und Geschlechtsverkehr zwischen Juden und Nicht-Juden verbot, unterschied zwischen „Volljuden“ und „jüdischen Mischlingen“. Deren Definition wurde in später nachgereichten Verordnungen festgelegt. Nichtjuden, die einen Juden bzw. eine Jüdin heirateten oder zur jüdischen Religion konvertiert waren, wurden unabhängig von ihrer Herkunft zu „Geltungsjuden“ erklärt.
Im Jahr der Olympischen Spiele, 1936, und 1937 redete Hitler kaum über Juden und ergriff keine weiteren Initiativen zu ihrer vollständigen Vertreibung. Doch am 30. November 1937 bekräftigte er laut Joseph Goebbels: „Die Juden müssen aus Deutschland, ja aus ganz Europa heraus.“ Das werde noch dauern, doch er sei dazu „fest entschlossen“. 1938, parallel zur laufenden Aufrüstung der Wehrmacht und Kriegsvorbereitung, verschärfte das NS-Regime die Verfolgung der Juden erneut. Sie mussten zum Beispiel zusätzlich „typisch jüdische“ Vor- und Zunamen annehmen (Januar), wurden nach dem Anschluss Österreichs massenhaft beraubt (März), mussten ihr ganzes Vermögen „anmelden“ (26. April), erhielten keine staatlichen Aufträge und Approbationen mehr (September), aber einen Judenstempel in ihre Reisepässe (Oktober), der mit Auslandsmaßnahmen gegen jüdische Emigranten gerechtfertigt wurde. Juden ohne „typischen jüdischen“ Namen mussten aufgrund der Namensänderungsverordnung im August 1938 zusätzlich bei Frauen den Namen „Sara“ bzw. bei Männern den Namen „Israel“ annehmen.

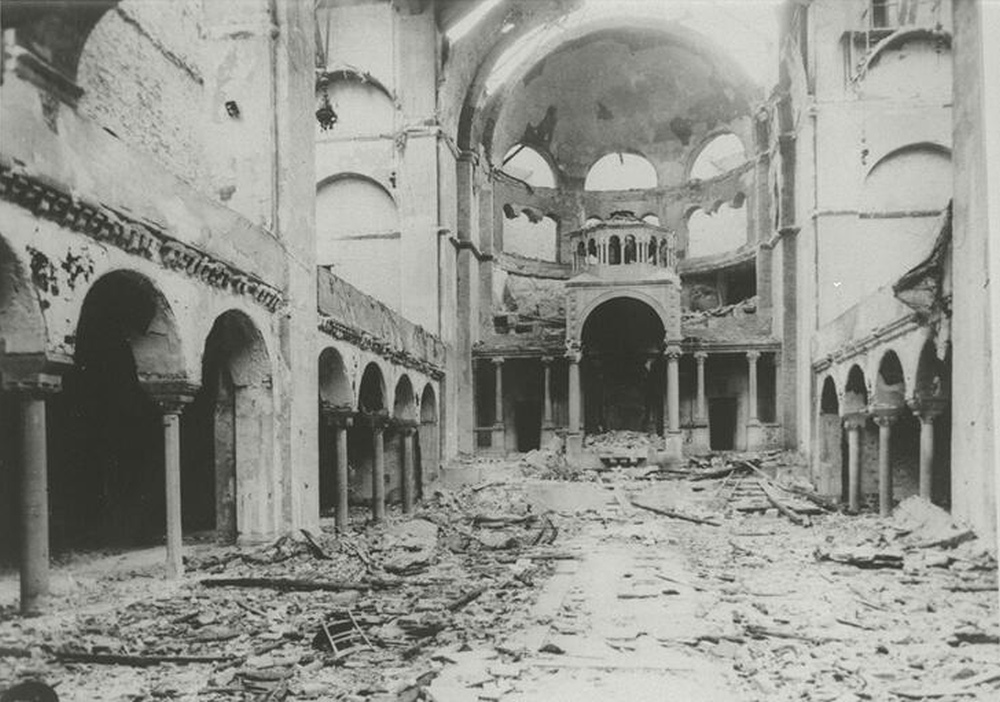
Die verwüstete Synagoge in der Berliner Fasanenstraße nach dem Novemberpogrom 1938

Bei der „Polenaktion“ vom 27. Oktober 1938 wurden etwa 15.000 Juden gewaltsam aus Deutschland nach Polen deportiert. Der Mord des Betroffenen Herschel Grynszpan an dem deutschen Diplomaten Ernst vom Rath diente als willkommener Vorwand für die reichsweiten Novemberpogrome 1938, bei denen etwa 400 Personen ermordet, über 1400 Synagogen, andere Versammlungsräume und Friedhöfe zerstört und bis zu 36.000 Juden in KZs interniert wurden. Mit der am 12. November verhängten „Judenbuße“ mussten die Opfer für die Zerstörungen aufkommen; mit der Verordnung zur Ausschaltung der Juden aus dem deutschen Wirtschaftsleben und der Verordnung über den Einsatz des jüdischen Vermögens wurde die staatliche „Arisierung“ beschleunigt. Die Maßnahmen des NS-Regimes schufen auch ohne einen „grundlegenden Plan“ wesentliche administrative Voraussetzungen, die den Holocaust ermöglichten: darunter die gesetzliche Definition des Begriffs „Jude“, Enteignung und Konzentration in besonderen Wohnbereichen. Nationalsozialistische Verfolgung und Ermordung der Juden werden daher als ineinander übergehende, untrennbare „Vernichtungspolitik“ beschrieben.
Von 510.000 deutschen Juden, die 1933 den israelitischen Kultusgemeinden angeschlossen waren, wanderten bis zum Kriegsbeginn im September 1939 278.000 bis 315.000 aus; bis 1940 flohen nochmal 15.000. Von den in „Mischehen“ oder versteckt im Reich lebenden Juden entkamen 10.000 bis 15.000 dem Holocaust und etwa 6000 überlebten die Lager. Insgesamt fielen bis zu 195.000 deutsche Juden dem Genozid zum Opfer. Von den etwa 200.000 österreichischen Juden wurden etwa 65.500 in der NS-Zeit getötet, den anderen gelang nach dem Anschluss Österreichs die Flucht.

### Bedingungen
Dafür, dass der Holocaust überhaupt geschehen konnte, mussten intentionale und äußere Bedingungen zusammenkommen. Der entscheidende intentionale Grund waren die oben beschriebenen Ziele der Nationalsozialisten, vor allem ihr zunehmend radikaler Antisemitismus. Er führte letztlich zu dem, was die Schoa nach Einschätzung etwa des Historikers Eberhard Jäckel einzigartig macht, nämlich dazu, dass ein Staat beschloss, „eine von ihm bestimmte Menschengruppe, einschließlich der Alten, der Frauen, der Kinder und der Säuglinge ohne jegliche Prüfung des einzelnen Falles möglichst restlos zu töten“. Allerdings war dieser konsistente, fanatische „Erlösungsantisemitismus“ Hitlers und seiner Anhänger (eine Begriffsprägung Saul Friedländers) eine zwar wesentliche und notwendige, aber nicht hinreichende Bedingung für den Holocaust. Die Motive für den Massenmord waren bereits früh vorhanden; was fehlte, waren Mittel, Gelegenheit und eine detaillierte Planung.
Die wichtigste äußere Bedingung der Schoa war der Zweite Weltkrieg, denn erst die Eroberung weiter Teile Osteuropas durch die deutsche Wehrmacht brachte das Gros der europäischen Juden in die Reichweite des NS-Staats. Der Historiker Timothy Snyder vertritt die These, das seit Frühherbst 1941 feststehende gleichzeitige Scheitern der deutschen Blitzkriegstrategie gegen die Sowjetunion, des Hungerplans und des Generalplans Ost zur wirtschaftliche Ausbeutung der eroberten Gebiete habe die NS-Führung bewogen, ihre Kriegsziele neu zu formulieren und dabei der Vernichtung der Juden Vorrang zu geben. In seinem Werk Black Earth weist Snyder zudem nach, dass die Opferzahlen um so höher waren, je weniger staatliche Souveränität und staatsbürgerliche Rechte es in den besetzten oder verbündeten Ländern noch gab. In diesen Gebieten, in denen weder Recht und Gesetz noch Gerichte und Verwaltungen die Juden zu schützen vermochten, konnten die SS, die Einsatzgruppen und andere Einheiten ungehindert und ungestraft morden.

## Verlauf

### Eskalation während des Krieges
In seinem Hauptwerk Die Vernichtung der europäischen Juden setzt der Holocaustforscher Raul Hilberg den Beginn der Schoa schon mit der Machtübernahme Hitlers 1933 an. Laut Saul Friedländer veränderte sich jedoch mit Beginn des Zweiten Weltkriegs der Charakter der nationalsozialistischen Politik gegenüber den Juden. Bestand diese bis 1939 im Wesentlichen aus „Verfolgung, Absonderung, Auswanderung und Vertreibung“ und „einer Kette von Demütigungen und Gewalttaten, von Verlust und Beraubung“ der deutschen Juden, so zielte sie von da an zunehmend auf die völlige physische Vernichtung aller Juden, derer die Nazis habhaft werden konnten. Auch diese Form der Verfolgung radikalisierte sich im Laufe der Zeit bis ins Extrem. Sie begann nach dem Überfall auf Polen mit willkürlichen Massenerschießungen und mündete ab Herbst 1941, nach dem Überfall auf die Sowjetunion, in der systematischen Vergasung von Millionen jüdischer Männer, Frauen und Kinder aus allen besetzten Gebieten Europas in eigens dazu eingerichteten Vernichtungslagern.
Einige Historiker sehen daher im Beginn des Krieges auch den Beginn des Holocaust, denn schon im September und Oktober 1939 wurden Tausende polnischer Juden ermordet und alle späteren Vernichtungsmethoden erprobt: Isolierung in Ghettos und Lagern, Verhungernlassen, Deportation, Massenerschießungen und Morde mit Giftgas. Die Mehrzahl der heutigen Holocaustforscher vertritt jedoch die Ansicht, erst nach dem Beginn des Kriegs gegen die Sowjetunion sei die entscheidende Wendung hin zum systematischen, zentral geplanten und ausgeführten Genozid an den Juden erfolgt. Mark Roseman, Christian Gerlach, Timothy Snyder und andere datieren die endgültige Entscheidung auf den Herbst 1941. Peter Longerich glaubt, das Mordprogramm sei in Polen und der Sowjetunion versuchsweise umgesetzt worden; konkrete Gestalt habe es erst im Mai/Juni 1942 angenommen.
Die Morde geschahen regional in unterschiedlicher Geschwindigkeit und nicht immer gleichzeitig. Sie wurden auf immer mehr Opfergruppen ausgeweitet und mit immer radikaleren Methoden verwirklicht. Während einige Opfergruppen noch vertrieben oder deportiert wurden, wurden andere schon vernichtet, so dass sich „Konzeption, Entscheidungsbildung und Durchführung nicht immer klar abgrenzen lassen“.
Peter Longerich folgert aus den Angaben des Jäger-Berichts, dass zwischen dem 5. bis spätestens 16. August 1941 ein Befehl an das Rollkommando Hamann gelangt sein müsse, dem zufolge prinzipiell kein Unterschied mehr zwischen der Ermordung von Männern und Frauen gemacht und die Tötung von Kindern freigestellt wurde. Ab Oktober wurden auch deutsche Juden deportiert und der Bau der ersten Vernichtungslager begonnen. Ab 25. November wurden auch deutsche Juden erschossen. Ab 8. Dezember wurden Juden mit Abgasen ermordet. Ab Februar 1942 wurden auch west- und südeuropäische Juden nach Osteuropa deportiert. Ab März wurden Vernichtungslager mit Gaskammern in Betrieb genommen und dorthin deportierte Juden sofort nach ihrer Ankunft ermordet. Ab Juli wurden Juden aus allen besetzten Ländern Europas in Vernichtungslager deportiert. Das NS-Regime setzte den Morden keine Grenze, hielt sie nie an und nahm keine Entscheidung dazu zurück; allenfalls schob es einzelne dieser Schritte auf. Die zeitweise ausgesetzte Ermordung der ungarischen Juden wurde fortgesetzt und beschleunigt, als die Kriegsniederlage längst feststand. Die Überlebenden von aufgelösten Vernichtungs- und Arbeitslagern wurden auf Todesmärsche geschickt.

### Erste Massenmorde und Deportationen
Mit dem Überfall auf Polen gelangten rund zwei Millionen polnische Juden unter die Herrschaft der Nationalsozialisten. Am 3. September 1939, zwei Tage nach Kriegsbeginn, verübten Deutsche ein erstes Massaker an polnischen Juden, das sie als Rache für den Bromberger Blutsonntag ausgaben. Bis Ende Dezember 1939 ermordeten deutsche SS-, SD- und Wehrmachtangehörige rund 7000 polnische Juden, zum Teil wahllos. Diese Morde begleiteten die Massaker deutscher Einsatzgruppen an über 60.000 Polen, die das NS-Regime befohlen und mit Listen von Zielpersonen vorbereitet hatte. Sie sollten die polnische Oberschicht entmachten, einschüchtern und möglichst viele polnische Juden aus dem deutsch besetzten Teil Westpolens nach Ostpolen vertreiben.
Am 21. September 1939 hatten Adolf Hitler, Heinrich Himmler, Reinhard Heydrich und Albert Forster in Berlin als Nahziel vereinbart, binnen eines Jahres alle „Reichsjuden“ in ein überwachtes, unwirtliches „Judenreservat“ bei Lublin in Polen zu bringen und dort Zwangsarbeit leisten zu lassen. Zu diesem Zweck erstellte Adolf Eichmann, damals Leiter der „Zentralstelle für jüdische Auswanderung in Prag“, den Nisko-Plan. Vom 18. bis 26. Oktober 1939 ließ er etwa 5000 Juden aus Wien, Kattowitz und Ostrau nach Nisko bringen und zwang sie zum Bau eines angeblichen Durchgangslagers für spätere „Umsiedlungen“. Diese Transporte sollten umfassende Deportationen aus dem „Altreich“ erproben und vorbereiten, wurden aber auf Befehl von Himmler eingestellt. Die Deportierten flohen großenteils über die Grenze nach Ostpolen oder starben an Hunger und Kälte im Lager.
Die deutsche Sicherheitspolizei im annektierten Westpolen wollte alle Juden ihres Gebiets in das neugeschaffene Generalgouvernement vertreiben. Von Dezember 1939 bis März 1940 wurden rund 175.000 Polen, darunter viele Juden, dorthin deportiert. Im März 1940 wurden diese Transporte wegen organisatorischer Probleme vorerst eingestellt, ohne die „Umsiedlungs“-Pläne aufzugeben. Damit hatte sich ein Muster des Umgangs mit Juden in den eroberten Gebieten etabliert: Deutsche Bezirksverwaltungen drängten auf ihre Abschiebung in Nachbargebiete, diese wurde kurzfristig organisiert und mit Bahntransporten ohne Rücksicht auf Menschenleben brutal durchgeführt. Dabei erschossen SS und Polizei bereits manche Deportierte bei der Ankunft.
Die ersten Euthanasiemorde mit Gaswagen wurden in Polen verübt. Ab Mai 1940 wurden jüdische Patienten deutscher Heil- und Pflegeanstalten ausgesondert und im Rahmen der Aktion T4 ausschließlich aufgrund ihrer jüdischen Herkunft (Arbeitsfähigkeit und Diagnosen wurden anders als bei „arischen“ Patienten nicht als Selektionskriterium herangezogen), später der Aktion 14f13, mit Giftgas ermordet.

### Ghettoisierung

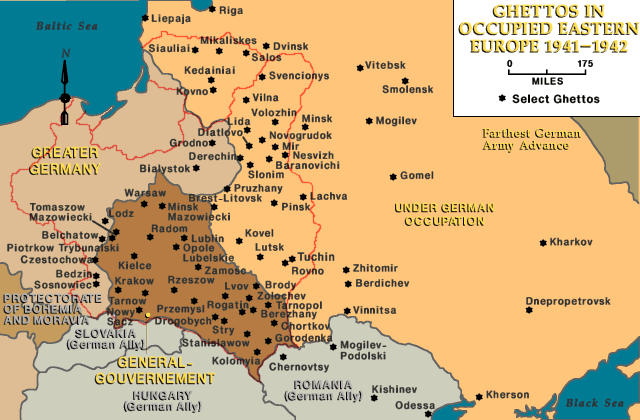
Karte der Ghettos in Osteuropa (1941/1942)

Die Ghettoisierung von „Reichsjuden“ wurde 1938 erwogen und zunächst in Form von Judenhäusern realisiert. Seit Kriegsbeginn begannen die deutschen Kommunen von sich aus, Juden in besonderen Wohnbereichen zu separieren oder abzuschieben. Tausende im Deutschen Reich lebende polnische Juden wurden in KZs und deren Nebenlagern interniert.
Anstelle des vorerst gescheiterten „Judenreservats“ wurde in Polen ein „Reichsghetto“ geplant. Gauleiter im Wartheland und die Stadtverwaltung von Łódź begannen im Dezember 1939 von sich aus, das Ghetto Litzmannstadt einzurichten, das bis 1944 bestand. Bis April 1940 zwangen sie 157.000 Juden, dorthin umzuziehen. Es war ummauert und polizeilich bewacht, für Fluchtversuche galt ein Schießbefehl. Im Herbst 1940 teilte die deutsche Stadtverwaltung in Warschau ein „Seuchensperrgebiet“ ab und machte daraus das hermetisch abgeriegelte Warschauer Ghetto (jüdischen Wohnbezirk). Dort wurden bis Mai 1941 circa 500.000 polnische Juden gefangen gehalten.
Schon im Winter 1940/41 starben tausende Ghettobewohner, vor allem Kinder und Alte, an Hunger, Kälte, unbehandelten Krankheiten und Entkräftung. Die offiziellen Lebensmittelrationen waren extrem niedrig und auf Massensterben angelegt. Hinzu kamen täglich willkürliche Morde der NS-Wachmannschaften. Bis Herbst 1942 starben dadurch um die 100.000 Juden in Warschau und um die 25.000 in Łódź. Überlebenschancen hatten fast nur die wenigen Bewohner, die noch Beziehungen nach außerhalb der Ghettogrenzen hatten und über eine gute körperliche Konstitution verfügten.
Im Frühjahr 1941 richteten die deutschen Stadt- und Bezirksverwaltungen ohne zentrale Order viele Ghettos im Generalgouvernement ein, um Wohnungen für Wehrmachtsoldaten frei zu machen und die erwartete baldige Abschiebung der polnischen Juden in eroberte sowjetische Gebiete vorzubereiten. Dabei beschränkten sich manche Beamte auf Ausgangsverbote in nicht ummauerten „jüdischen Wohnbezirken“. Ab 1942 dienten die neuen Ghettos direkt zur Vorbereitung der Transporte der Juden zu ihrer Ermordung.
| Große Ghettos        | Staat   | internierte Juden | von           | bis         | Transporte nach     |
| -------------------- | ------- | ----------------- | ------------- | ----------- | ------------------- |
| Budapest             | Ungarn  | 120.000           | November 1944 | Januar 1945 | Auschwitz           |
| Ghetto Lemberg       | Ukraine | 115.000           | November 1941 | Juni 1943   | Belzec, Janowska    |
| Ghetto Litzmannstadt | Polen   | 200.000           | Februar 1940  | August 1944 | Chelmno, Auschwitz  |
| Warschauer Ghetto    | Polen   | 450.000           | Oktober 1940  | Mai 1943    | Treblinka, Majdanek |

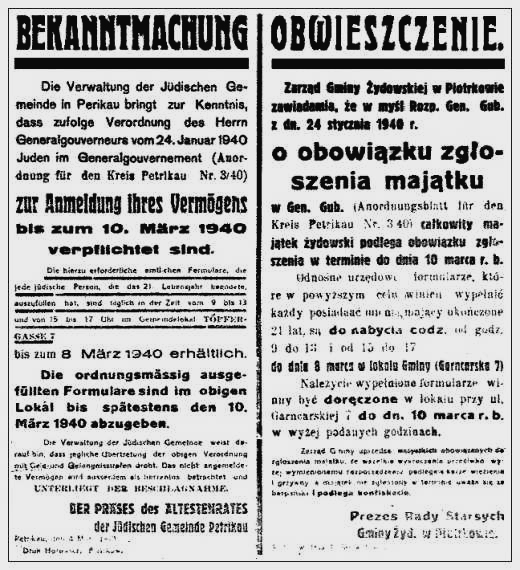
Aufruf zur Vermögensanmeldung, Ghetto Piotrków Trybunalski, 1940
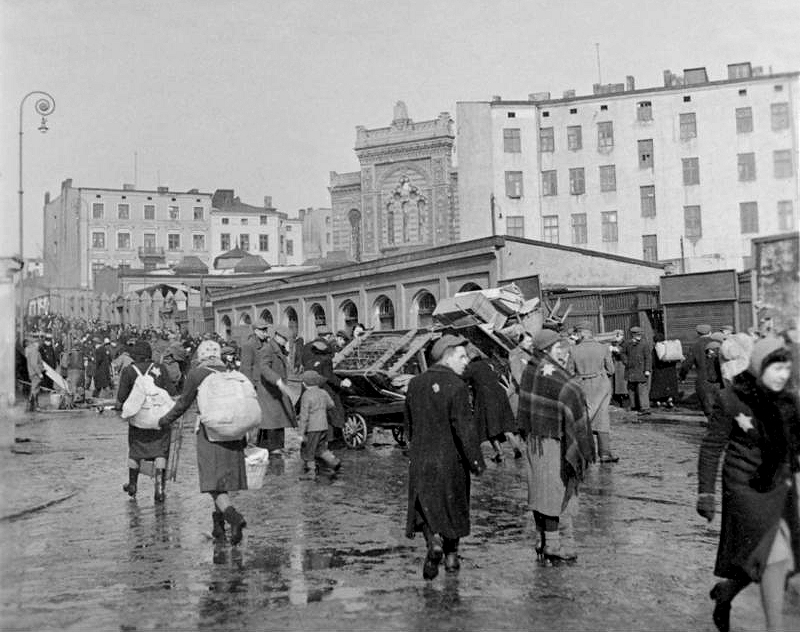
„Umzug“ von Juden ins Ghetto Litzmannstadt, März 1940
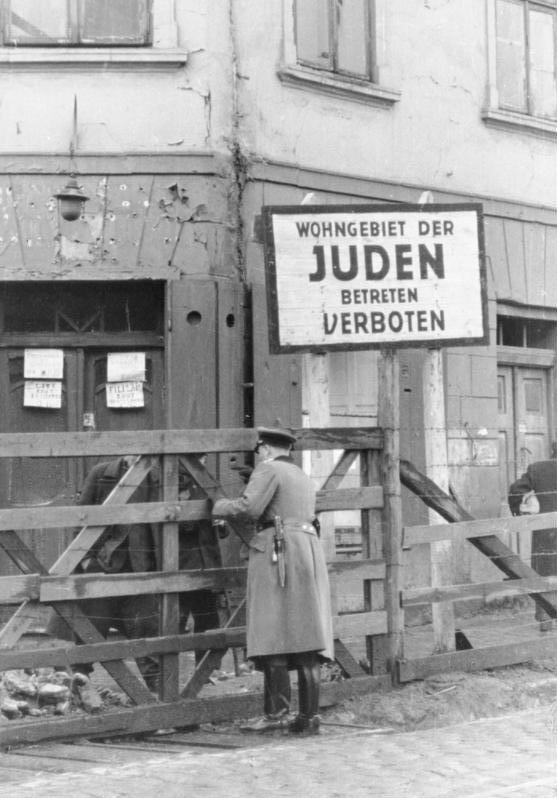
Torposten am Ghetto in Litzmannstadt, 1941
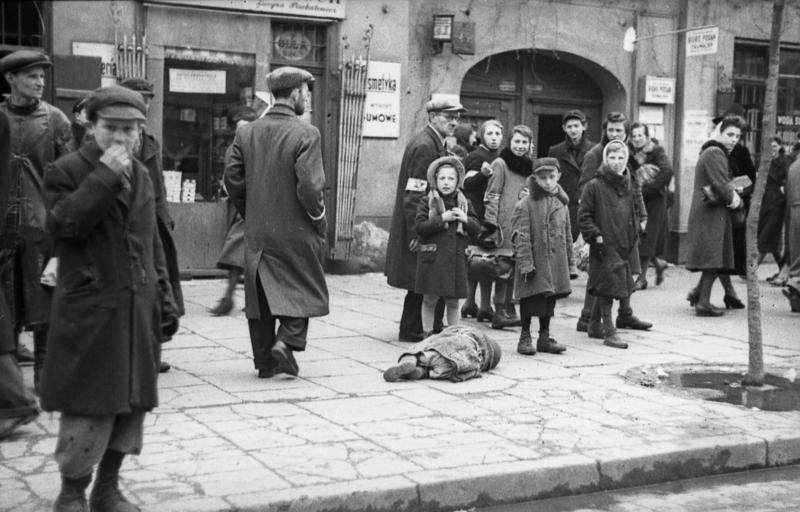
Ein in Lumpen gehülltes Kind liegt auf einem Bürgersteig im Warschauer Ghetto, Mai 1941
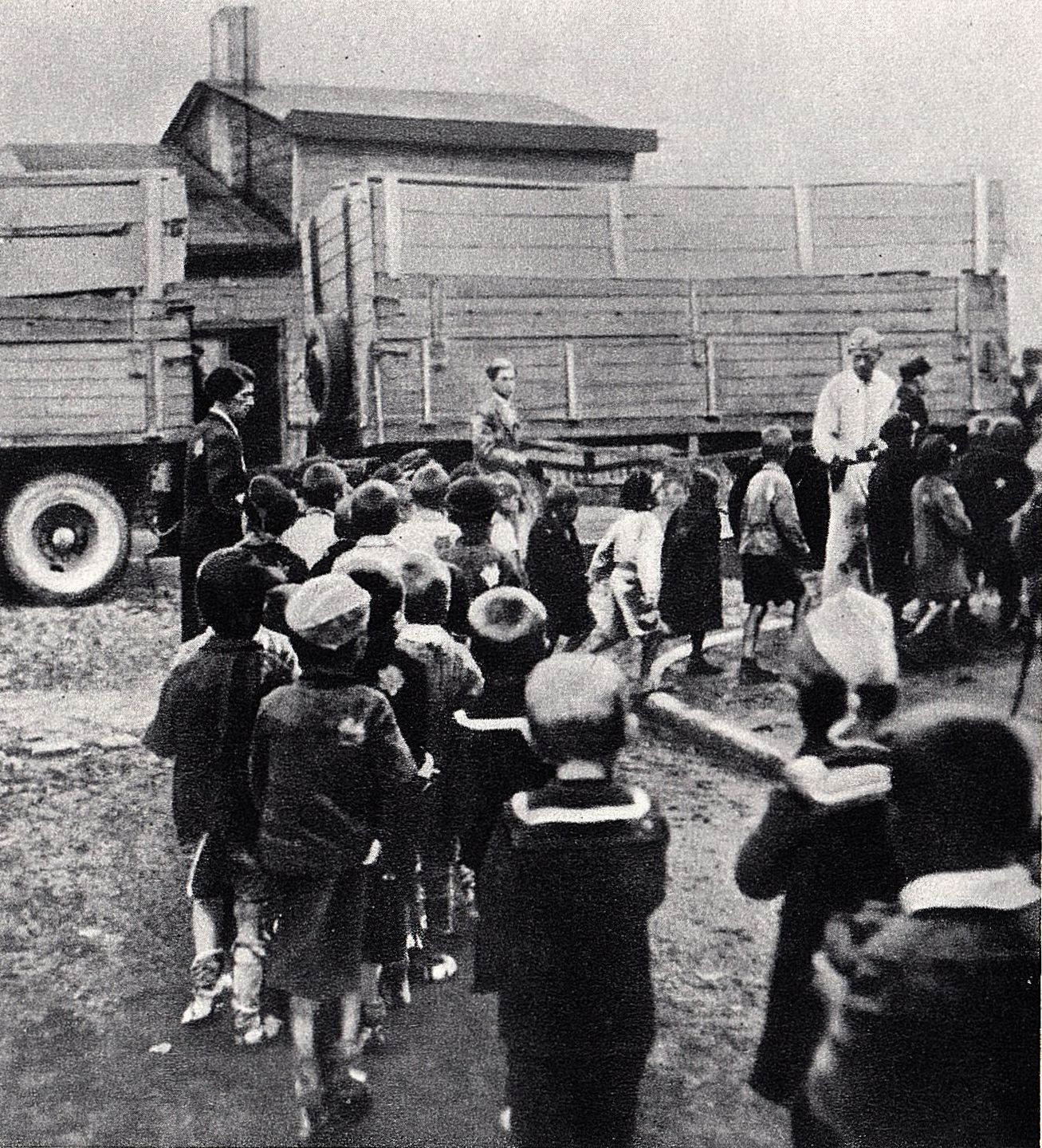
Kindertransport ins Vernichtungslager Kulmhof, Ghetto Litzmannstadt, 1942

### Deportationspläne
Am 7. Oktober 1939, nach dem Sieg beim Überfall auf Polen, ernannte Hitler den Reichsführer SS Heinrich Himmler zum „Reichskommissar für die Festigung deutschen Volkstums“. Damit erhielt Himmler die Zuständigkeit für alle rassistischen „Umvolkungspläne“ in den schon oder künftig eroberten Gebieten Osteuropas. Himmler gab den Generalplan Ost in Auftrag, der ab 24. Juni 1941 erweitert wurde und die Deportation von bis zu 31 Millionen Slawen und ihr millionenfaches Massensterben vorsah. Juden blieben darin unerwähnt, da ihr „Verschwinden“ vorausgesetzt wurde.
Im Mai 1940, als sich der Sieg im Westfeldzug abzeichnete, erwogen das Auswärtige Amt und das Reichssicherheitshauptamt den Madagaskarplan: Er sah vor, die Insel Madagaskar vom besiegten Frankreich zu übernehmen und bis zu 5,8 Millionen europäische Juden dorthin abzuschieben. Himmler hoffte, den „Begriff der Juden“ durch diese „Auswanderung“ „völlig auslöschen zu sehen“. Das Assimilieren „rassisch wertvoller Elemente“ aus nichtjüdischen Minderheiten durch Kindesraub und Bildungsentzug hielt er für das „mildeste und beste“, wenn man die „bolschewistische Methode der physischen Ausrottung eines Volkes aus innerer Überzeugung als ungermanisch und unmöglich“ ablehne. Aufgrund der erwartbar schlechten Lebensbedingungen auf Madagaskar lässt der Plan, auch wenn er ab Herbst 1940 nicht weiter verfolgt wurde, laut Peter Longerich die damals schon bestehende Absicht der NS-Führung zum Völkermord erkennen. Es sollte „ein langsames und qualvolles physisches Ende der europäischen Juden in einer lebensfeindlichen Umgebung“ eingeleitet werden.
In der Nacht vom 21. auf den 22. Oktober 1940 (Tag des Laubhüttenfests) kam es zur sogenannten „Wagner-Bürckel-Aktion“, bei der über 6500 Juden aus Baden und der Saarpfalz nach Südfrankreich ins Internierungslager Camp de Gurs deportiert wurden. Für den Eisenbahntransport war Adolf Eichmann zuständig. Tags darauf unterzeichnete Wagner einen Erlass, mit dem das gesamte Vermögen der aus Baden ausgewiesenen Juden „dem Land für verfallen erklärt“ wurde. Schon vorher waren die Juden aus dem eroberten Elsass und Lothringen in das besetzte Frankreich deportiert worden.
Im November 1940, nach der Luftschlacht um England, wurde der Madagaskar-Plan illusorisch. Dennoch erwähnten manche NS-Akten ihn noch bis Anfang 1942. Dokumente sprachen ab 1941 von einer „territorialen Endlösung“ „in einem noch zu bestimmenden Territorium“. Himmler und Heydrich erwogen, die Juden nach dem Krieg gegen die Sowjetunion, der damals vorbereitet wurde, in unwirtliche Regionen hinter dem Ural, die Prypjatsümpfe oder die Eismeer-Lager abzuschieben und dort zugrunde gehen zu lassen.
In Bezug auf Art und Weise der Vernichtung spiegeln die verschiedenen Vorhaben einen fehlenden Gesamtplan, Kompetenzchaos und Konkurrenz beteiligter NS-Behörden wieder. Sie zeigen aber auch deren kontinuierliches Drängen auf eine „Endlösung“. Da sie die Juden während des Krieges einerseits leichter als innere Kriegsgegner behandeln, andererseits nicht mehr einfach in unbesetzte Gebiete abschieben konnten, gewannen radikalere Lösungsideen an Boden. Auch laut Dieter Pohl zielten alle diese großangelegten Deportationspläne auf einen schleichenden Völkermord, weil sie schlechte Lebensbedingungen, Zwangsarbeit und Zwangssterilisierung beinhalteten: Die Deportierten sollten die letzte Generation Juden sein.

### Entschlussbildung
Wie, wann und warum das NS-Regime zu dem Entschluss kam, die Juden nicht nur aus dem deutschen Herrschaftsbereich zu entfernen, sondern allesamt umzubringen, wird von Holocaustforschern kontrovers diskutiert. Die so genannten Intentionalisten nehmen an, er sei in Hitlers radikalantisemitischem „Programm“ angelegt gewesen, habe also von Beginn seiner Herrschaft an oder spätestens seit Beginn des Krieges festgestanden. Die so genannten Funktionalisten dagegen sind der Ansicht, die Entscheidung sei im Mit- und Gegeneinander der verschiedenen rivalisierenden Akteure innerhalb der nationalsozialistischen Polykratie „improvisiert“ zustande gekommen. Weitgehend akzeptiert ist heute, die Synthese beider Erklärungsansätze durch den Historiker Ian Kershaw: „Hitlers ‚Intentionen‘ scheinen vor allen Dingen für die Schaffung eines Klimas wichtig gewesen zu sein, in dem die entfesselte Dynamik diese Absichten dann zu einer sich selbst bewahrheitenden Prophezeiung werden ließ.“

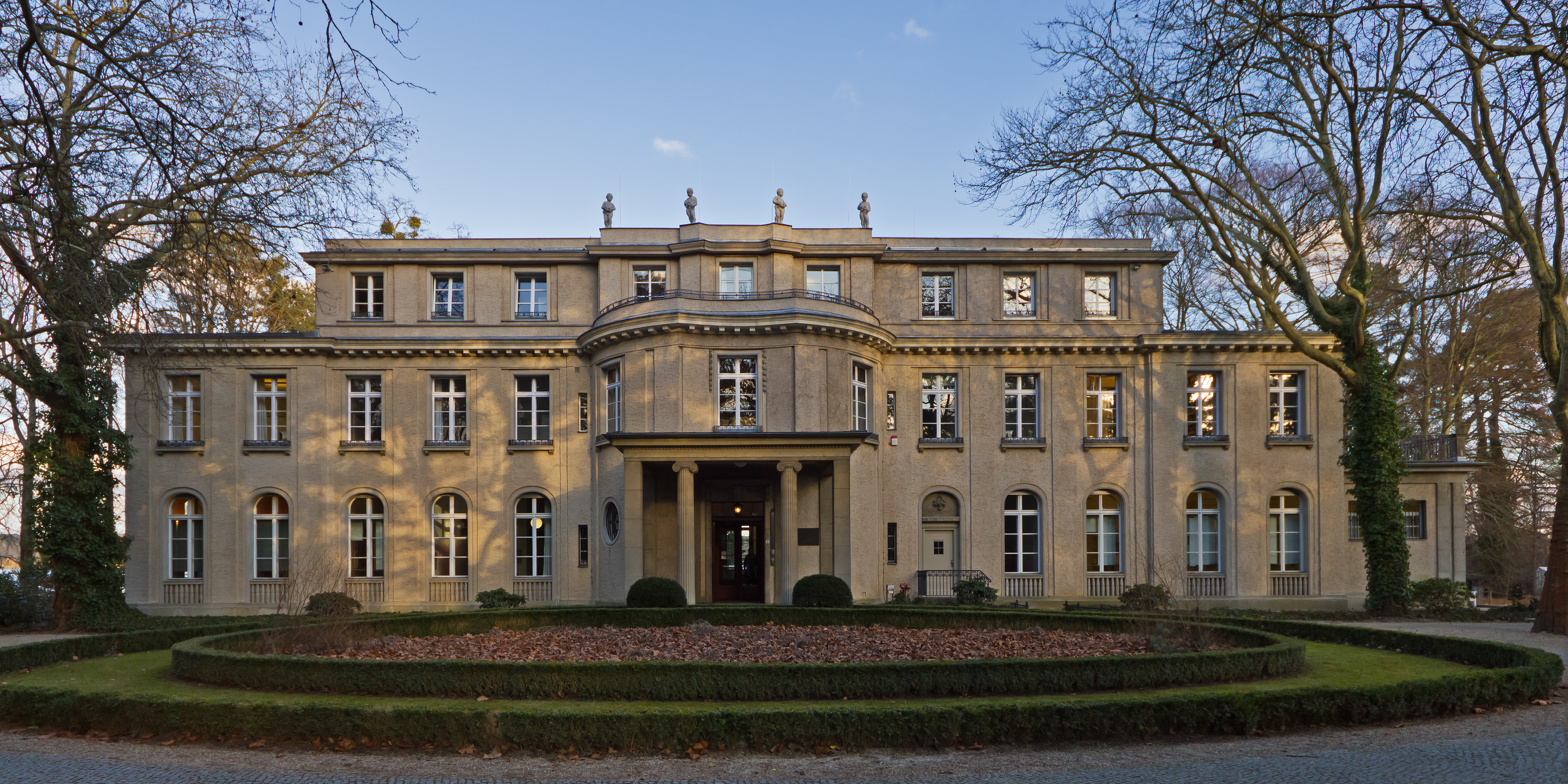
Haus der Wannseekonferenz (2014)

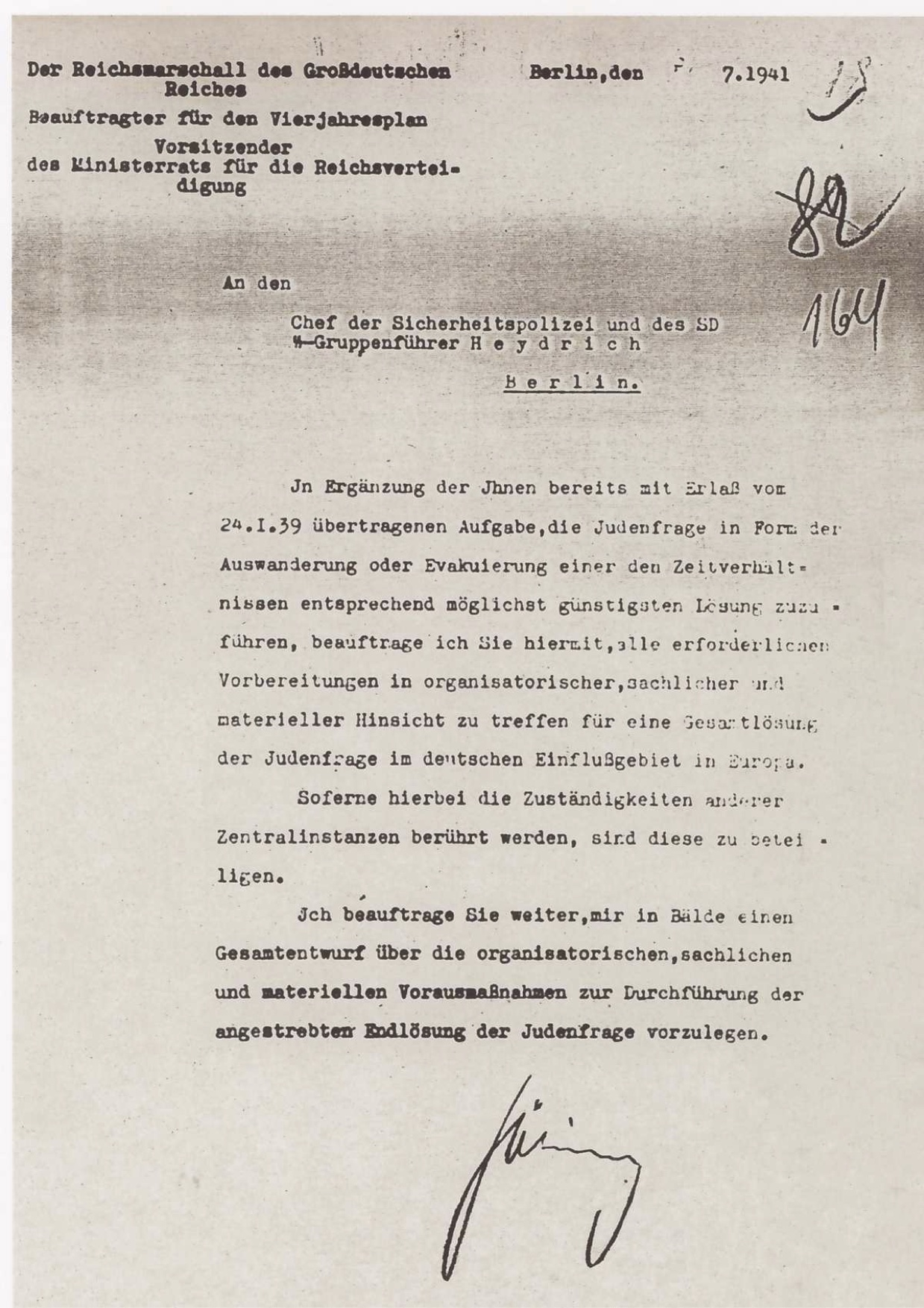
31. Juli 1941: Görings Auftrag an Heydrich, einen Plan zur „Endlösung der Judenfrage“ zu erstellen

Ein schriftlicher Holocaustbefehl Hitlers war daher überflüssig und hat wahrscheinlich nie existiert, zumal dem Regime Ausmaß und Tragweite seiner Verbrechen klar waren, Beschlüsse dazu nur selten festhielt und viele als Geheime Reichssache deklarierte Akten vernichten ließ. Schriftdokumente dienten oft nur der nachträglichen Legitimation, setzten also informelle Entscheidungen voraus und können von weiter gehenden mündlichen Anweisungen begleitet gewesen sein. Mehrere schriftliche und mündliche Befehle Hitlers für einzelne Vernichtungsschritte sind jedoch belegt. Er hatte im Oktober 1939 die Aktion T4 befohlen und den schriftlichen Erlass auf den 1. September 1939, den Beginn des Überfalls auf Polen, zurückdatiert. Er verstand die „Vernichtung unwerten Lebens“ zur „Reinerhaltung arischen Blutes“ also als Teil seines Krieges. Der Erlass legitimierte die geheim vorbereiteten Krankenmorde, um ein öffentliches Euthanasiegesetz zu vermeiden und bei beteiligten Ärzten Ängste vor strafrechtlichen Folgen auszuräumen. Nachdem trotz der Geheimhaltung kirchliche Proteste laut geworden waren, ließ Hitler die Aktion T4 am 24. August 1941 einstellen, aber die Krankenmorde in den besetzten Gebieten Osteuropas fortsetzen. Das zeigte laut Karl Schleunes sein Kalkül, die innenpolitische Zustimmung zu seiner Politik nicht zu gefährden, um so die rassistische Vernichtung ungehindert durchzuführen. Diese Haltung habe auch sein Vorgehen beim Holocaust bestimmt.
Sein Biograf Ian Kershaw schreibt: „So wie Hitler seit Herbst 1939 bis zum Einstellungsbefehl im August 1941 keine Notwendigkeit gesehen hatte, sich in die Euthanasieaktion einzumischen, nachdem er ihren Beginn einmal autorisiert hatte, so sollte er auch jetzt keinen Grund sehen, sich an der täglichen Schmutzarbeit des Völkermords zu beteiligen. (…) Organisation, Planung und Durchführung des Unternehmens konnten vertrauensvoll willigen Helfern überlassen werden. (…) Es genügte, daß er die wichtigsten Schritte autorisiert hatte und daß er es mit Blick auf die Judenfrage für selbstverständlich halten konnte, daß seine ‚Prophezeiung‘ von 1939 erfüllt werden würde.“
Hitlers Reden waren zwar bewusst allgemein, mehrdeutig und verschleiernd, wirkten aber als Richtlinien für die NS-Behörden, die, so die Feststellung Kershaws, dem „Führer entgegenarbeiteten“ und deren Maßnahmen dieser dann wiederum absegnete. Am 30. Januar 1939 drohte er im Reichstag die „Vernichtung der jüdischen Rasse in Europa“ im Falle eines neuen Weltkriegs an. Ob dies als Folge von Abschiebungen oder direkte Mordabsicht zu verstehen war, ließ er offen; ein Vernichtungsplan existierte noch nicht. Auf diese Rede kam er während des Holocaust oft zurück, je viermal allein 1941 und 1942, und deutete seinen Vollzug an: „Die Juden haben einst auch in Deutschland über meine Prophezeiungen gelacht. […] Von denen, die damals lachten, lachen heute Unzählige nicht mehr …“ Laut dem Historiker Hans Mommsen ging es Hitler in dieser Rede vor allem darum, einerseits den Westmächten im Zusammenhang mit den gleichzeitig stattfindenden Verhandlungen des Rublee-Komitees Devisen zur Finanzierung der jüdischen Auswanderung abzupressen und sie andererseits – mit den Juden als Geiseln – zu politischem Wohlverhalten gegenüber dem Deutschen Reich zu nötigen.
Ab Februar 1941 plante das NS-Regime mit SS und Wehrmachtgenerälen den Vernichtungskrieg gegen die Sowjetunion. Massentötungen wurden bei verschiedenen Treffen besprochen. Am 3. März gab Hitler dem OKW Richtlinien, mit SS und Polizei zusammenzuarbeiten, um die „jüdisch-bolschewistische“ Intelligenz zu beseitigen. Wie in Polen 1939 sollten zuerst die Eliten in Staat, Partei und Armee dezimiert werden. Der von Hitler angeordnete Kriegsgerichtsbarkeitserlass des OKW vom 13. Mai 1941 erlaubte den Wehrmachtsoldaten, des Widerstands verdächtige Zivilisten sofort zu erschießen, ohne militärstrafrechtliche Folgen befürchten zu müssen. Hitlers Kommissarbefehl vom 6. Juni 1941 befahl, kriegsgefangene politische Offiziere der Roten Armee sofort auszusondern und zu erschießen. Hinzu kam das Hungerkalkül, die deutschen Truppen vor Ort zu ernähren und dafür Millionen sowjetische Zivilisten dem Verhungern auszuliefern. Diese Befehle und Pläne betrafen Juden besonders, da sie mit Unruhestiftern und „Bolschewisten“ identifiziert wurden und vorrangig in Städten lebten.
Im Mai 1941 ließ Heydrich auf Befehl Hitlers vier mobile „Einsatzgruppen der Sicherheitspolizei und des SD“ (A bis D) aufstellen und in wenigen Wochen ausbilden. Ab Juli kamen mehrere Einsatzgruppen „zur besonderen Verwendung“ (z. b. V.) hinzu. Ihr offizieller Auftrag war die Partisanenbekämpfung hinter den vorrückenden Heeresgruppen der Wehrmacht durch „Repressalien“, also Massaker als Vergeltung für angebliche oder wirkliche Anschläge auf deutsche Soldaten. Das Oberkommando des Heeres erlaubte ihnen mit einem Abkommen eigenständiges Vorgehen und sagte ihnen zugleich enge Zusammenarbeit zu. Hinzu kamen einige Bataillone der Ordnungspolizei und zwei Brigaden der Waffen-SS unter dem „Kommandostab Reichsführer SS“ ohne besondere Aufgabenstellung. Die Himmler direkt unterstellten drei Höheren SS- und Polizeiführer (HSSPF) Erich von dem Bach-Zelewski, Friedrich Jeckeln und Hans-Adolf Prützmann lenkten und koordinierten die Mordeinsätze all dieser Gruppen.

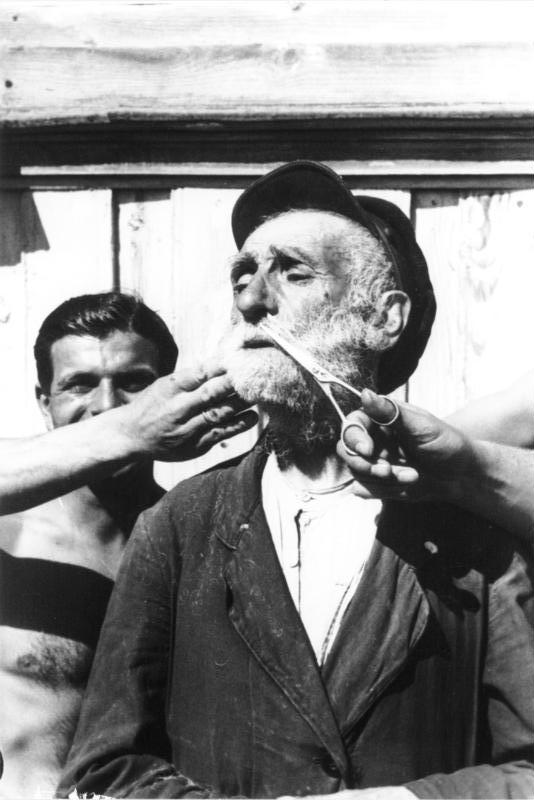
Zwangsrasur eines ukrainischen Juden durch Wehrmachtsoldaten (Juli 1941)

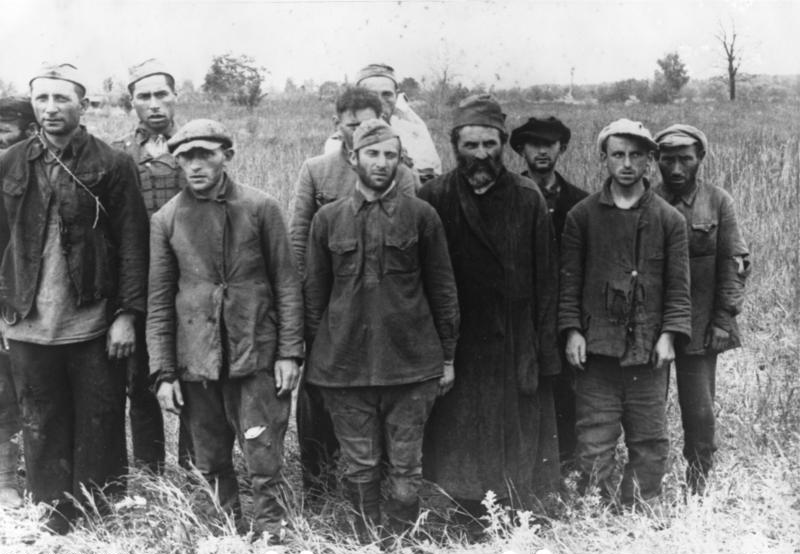
Als angebliche „Heckenschützen“ gefangen genommene russische Juden, darunter ein Rabbiner

Himmler berief sich in Tagebucheinträgen und in seinen Posener Reden vom Oktober 1943 öfter auf Hitlers persönlichen Auftrag zur „Ausrottung“ der Juden. Laut seinem Leibarzt Felix Kersten soll er diesen Auftrag im Frühjahr 1941 erhalten haben. Daher war lange die These verbreitet, Hitler habe den Befehl zum Holocaust bereits im Frühjahr oder Sommer 1941 erteilt. Am 21. Mai unterstellte Himmler die HSSPF schriftlich einem „Sonderauftrag des Führers“, seine „Sonderbefehle“ in den künftig besetzten Gebieten durchzuführen. Am 17. Juni wies Heydrich sie in Berlin mündlich an, eine „Selbstreinigung“ – Pogrome – gegen Juden und Kommunisten in den bald besetzten Gebieten auszulösen. In seinen Einsatzbefehlen vom 29. Juni 1941 erinnerte er sie daran. Am 2. Juli listete er ihnen die Personengruppen auf, die sie auftragsgemäß ermorden sollten. Dabei ergänzte er explizit „Juden in Partei- und Staatsstellungen“ und erlaubte den Tätern mit bewusst vagen Begriffen, die Opfergruppen auszuweiten. Weitere Befehle aus dem RSHA verlangten von der Wehrmacht, alle jüdischen Kriegsgefangenen der SS auszuliefern. Demnach lag den Adressaten also noch kein allgemeiner Judenmord-Befehl aus der Reichskanzlei vor.
Am 16. Juli 1941 übertrug Hitler Himmler auf dessen Drängen die Führung über SS, Polizei und SD auch im Osten. Himmler verstärkte die Einsatzgruppen bis zum Jahresende von 3000 auf 33.000 Mann, wobei er hilfswillige Einwohner der besetzten Gebiete einbezog. Am 31. Juli erteilte Hermann Göring Heydrich den Auftrag, einen „Gesamtentwurf“ für eine „Gesamtlösung der Judenfrage“ zu erstellen. Der Text wurde im Reichssicherheitshauptamt verfasst und Göring nur zur Unterschrift vorgelegt, sollte also schon laufende Pläne autorisieren. Nach Darstellung von Lars Lüdicke verfasste Göring das Schreiben selbst, basierend auf einem von Heydrich in Auftrag gegebenen Entwurf. Hitler befahl den Einsatzgruppenleitern per Funk am 1. August, ihm laufend über ihre Ergebnisse zu berichten.
Nach übereinstimmenden späteren Aussagen beteiligter Kommandeure befahl Jeckeln ihnen im August, die Exekutionen auf Frauen und Kinder zu erweitern, „um keine Rächer entstehen zu lassen.“ Am 15. August listete ein Einsatzgruppenbericht erstmals „Juden, Jüdinnen und Judenkinder“ als Mordopfer auf. Ende August berichtete Einsatzgruppe D, ihr Operationsgebiet sei nunmehr „judenfrei“. Parallel dazu sollten nun alle Juden der eroberten Gebiete in Ghettos gebracht und registriert werden; die registrierten Juden wurden alle bald darauf erschossen. Einsatzkommandoleiter Otto Bradfisch zufolge antwortete Himmler auf seine Nachfrage in Gegenwart aller Schützen bei einer Massenerschießung in Minsk: Es gebe einen „Führerbefehl über die Erschießung aller Juden“, der Gesetzeskraft habe. Laut Jeckeln beauftragte Himmler ihn vor dem „Rigaer Blutsonntag“ (30. November 1941), Hinrich Lohse mitzuteilen: „…es ist mein Befehl, was auch des Führers Wunsch ist.“ Diese Nachkriegsaussagen werden auf den ab August verallgemeinerten Kommissarbefehl bezogen. Hans Mommsen dagegen sieht die Ausweitung der zu Ermordenden auch auf jüdische Frauen und Kinder nicht durch explizite Befehle motiviert, sondern durch eine Eigendynamik: Die Führer der Einsatzgruppen verstanden ihre Abordnung als Möglichkeit, sich zu bewähren, und sahen sich demnach in einem Wettbewerb miteinander um die höchsten Quoten; der Mythos vom Jüdischen Bolschewismus ließ die Täter Widerstand jeweils mit noch mehr Morden an Juden vergelten.
Als Ende August der deutsche Vormarsch ins Stocken geriet, wurde deutlich, dass die Hoffnungen auf einen raschen deutschen Sieg trogen. Hitler hatte bis dahin die „Endlösung der Judenfrage“ auf die Zeit nach dem erhofften Sieg über die Sowjetunion terminiert. Am 17. September 1941 gab er dann dem Drängen Alfred Rosenbergs und Joseph Goebbels’ nach, die die Juden aus dem Deutschen Reich und dem Protektorat Böhmen und Mähren schon während des Krieges nach Osten deportieren lassen wollten. Der Schweizer Historiker Philippe Burrin glaubt, dies sei die Situation gewesen, in der Hitler die endgültige Entscheidung zum Völkermord getroffen habe: Angesichts des Scheiterns seiner Blitzkriegsstrategie habe er versucht, die Initiative wieder an sich zu reißen und beschlossen, die zu vernichten, die er als Urheber seines Misserfolgs ansah. Nach dem Historiker Peter Longerich hatte der Beschluss zur Deportation der deutschen und tschechischen Juden andere Gründe: Die von den Nationalsozialisten angegebene Begründung, Vergeltung zu üben für die Deportation der Wolgadeutschen nach Sibirien und Kasachstan, sei allenfalls der Anlass für Hitlers Meinungswandel gewesen. Wichtiger sei ihm das drohende Eintreten der Vereinigten Staaten in den Krieg gewesen: Da Hitler fest an eine jüdische Weltverschwörung geglaubt habe, in der Bolschewismus und Finanzkapitalismus zwei Seiten derselben Medaille wären, habe er gemeint, mit der Deportation Einfluss auf die amerikanische Außenpolitik nehmen zu können. Hinzugekommen sei das innenpolitische Motiv, dem eigenen Volk einen Sündenbock für den beginnenden Bombenkrieg zu präsentieren.
Am 2. Oktober schlug Himmler Hitler vor, Juden aus Deutschland und dem Reichsprotektorat in die Ghettos von Riga, Reval und Minsk zu „verlagern“. Heydrich bekräftigte am 10. Oktober im RSHA Hitlers Ziel, das Deutsche Reich bis zum Jahresende „judenfrei“ zu machen, und nannte neben Ghettos auch neugebaute KZs als Zielorte. Am 18. Oktober 1941 untersagte Himmler in einem Erlass mit Wirkung vom 23. Oktober allen Juden die Auswanderung aus Deutschland. Viktor Brack bot am 25. Oktober an, arbeitsunfähige Juden aus den Ghettos im Osten mit seinen Euthanasie-Apparaten zu vergasen. Am 1. November begann die SS, das Vernichtungslager Belzec zu bauen, das zur Leerung überfüllter Ghettos dienen sollte.
In diesen Wochen häuften und steigerten sich Hitlers interne hasserfüllte Aussagen über Juden, die er als „Weltfeind“ hinter allen gegen Deutschland kriegführenden Mächten sah. Die „Ausschaltung“ der Juden sei Bedingung für jeden positiven Wandel in den besetzten oder verbündeten Ländern, da sie sonst durch Rassenmischung destruktiv wirkten. Am 21. Oktober erklärte er: „Wenn wir diese Pest ausrotten, so vollbringen wir eine Tat für die Menschheit, von deren Bedeutung sich unsere Männer draußen noch gar keine Vorstellung machen können.“ Am 25. Oktober erinnerte er die NS-Spitzen an seine „Prophezeiung“ vom 30. Januar 1939: „Es ist gut, wenn uns der Schrecken vorangeht, daß wir die Juden ausrotten.“
In der Forschung wird ein Zusammenhang der Entschlussbildung zum Holocaust mit dem Führen des Vernichtungskrieges gegen die UdSSR vermutet. Der britische Historiker und Hitlerbiograph Ian Kershaw betont, dass die Vernichtung des „jüdischen Bolschewismus“ im Mittelpunkt dieses Krieges stand. Hitler äußerte sich im Sommer und Herbst 1941 immer wieder in brutalster Weise über die Zerschlagung der UdSSR und erging sich in barbarischen Verallgemeinerungen über die Juden insgesamt. So habe „aus den Widersprüchen und dem Mangel an Klarheit in der antijüdischen Politik ein Programm zur Ermordung aller Juden im von den Deutschen eroberten Europa konkrete Gestalt“ annehmen können. Dem amerikanischen Holocaustforscher Christopher Browning zufolge „setzten die Vorbereitungen auf das ‚Unternehmen Barbarossa’ eine Kette von verhängnisvollen Ereignissen in Gang, und der mörderische ‚Vernichtungskrieg’ führte dann rasch zum systematischen Massenmord, zuerst an den sowjetischen und bald darauf auch an den anderen europäischen Juden“.

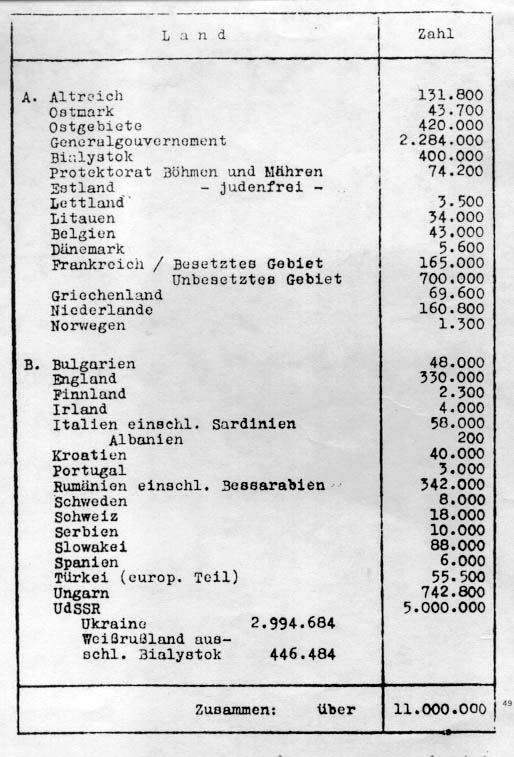
Aufstellung der zur Vernichtung vorgesehenen Juden nach Gebieten; Dokument der Wannseekonferenz, 20. Januar 1942

Der Historiker Christian Gerlach dagegen interpretiert zwei Quellen aus dem Dezember 1941 als Hitlers Befehl zum Holocaust: Zum einen erklärte dieser am 12. Dezember, einen Tag nach seiner Kriegserklärung an die USA, den in der Reichskanzlei versammelten Gauleitern: Da der Weltkrieg nun eingetreten sei, müsse die Judenvernichtung „die notwendige Folge“ sein. Zum andern verweist Gerlach auf eine Notiz in Himmlers Dienstkalender vom 18. Dezember, in der es nach einem Gespräch mit Hitler heißt, die Juden seien „als Partisanen auszurotten“.
Heydrich hatte die wichtigsten Ministerialbeamten mit Berufung auf Görings Auftrag ursprünglich zum 9. Dezember zur Wannseekonferenz  eingeladen. Nach dem japanischen Angriff auf Pearl Harbor (7. Dezember 1941) sollte an diesem Tag jedoch die deutsche Kriegserklärung an die USA stattfinden, weshalb das Treffen auf den 20. Januar 1942 verschoben wurde. Die Teilnehmer besprachen hier die weitere Organisation des laufenden Holocaust. Laut dem einzigen erhaltenen Konferenzprotokoll waren 11 Millionen Juden Europas zur Deportation vorgesehen. Alle wichtigen NS-Machtbereiche sollten daran mitwirken. Alle Teilnehmer stimmten dem Plan sowie der führenden Rolle Himmlers und Heydrichs dabei zu. Der „Judenreferent“ des Reichssicherheitshauptamts Adolf Eichmann, Organisator und Protokollant der Konferenz, sagte 1961 während seiner Haft in Israel aus, Heydrich habe ihm einige Tage vor der Konferenz persönlich und wörtlich mitgeteilt: „Der Führer hat die physische Vernichtung der Juden befohlen.“ Im Eichmann-Prozess bestätigte er ferner, was die Tarnsprache des Protokolls meinte: „Es wurde von Töten und Eliminieren und Vernichten gesprochen.“
Wegen des Verlaufs und der erhaltenen Dokumente gehen Historiker davon aus, dass Hitler und die NS-Spitzenvertreter den Holocaust nicht an einem einzigen Datum, sondern über längere Zeit beschlossen, planten, anordneten bzw. geschehen ließen. Sie nehmen an, erst nach Beginn der Morde der Einsatzgruppen sei beschlossen worden, auch die übrigen europäischen Juden zu deportieren und zu ermorden. Einen ausdrücklichen Befehl Hitlers zur „Endlösung“ habe es nicht gegeben. Die NS-Tätergruppen vor Ort hätten im engen Zusammenspiel mit den Zentralbehörden die Opfergruppen ausgeweitet. Hans Mommsen sieht den Holocaust als Endergebnis eines komplexen Prozesses der zunehmenden Radikalisierung von Judenverfolgung und Kriegführung. Den entscheidenden Wendepunkt in der Radikalisierung der antisemitischen Politik des NS-Regimes habe der Überfall auf die Sowjetunion dargestellt. Wenige Monate danach sei das „Szenario für die Durchführung des Holocaust […] im Oktober 1941 bereits vorhanden“ gewesen. An einen konkreten Befehl Hitlers zum Holocaust glaubt Mommsen gleichwohl nicht: Er habe eine förmliche Identifizierung mit dem in der deutschen Bevölkerung unpopulären Mordprogramm bewusst vermieden und die Initiative Himmler, Heydrich und Odilo Globocnik überlassen.

### Systematische Massenerschießungen

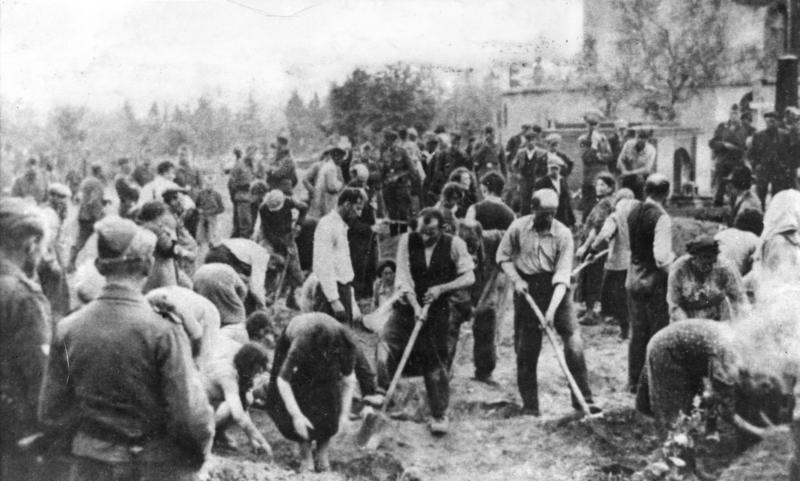
Die Juden von Storow (Ukraine) heben vor ihrer Erschießung ihre Gräber aus (4. Juli 1941)

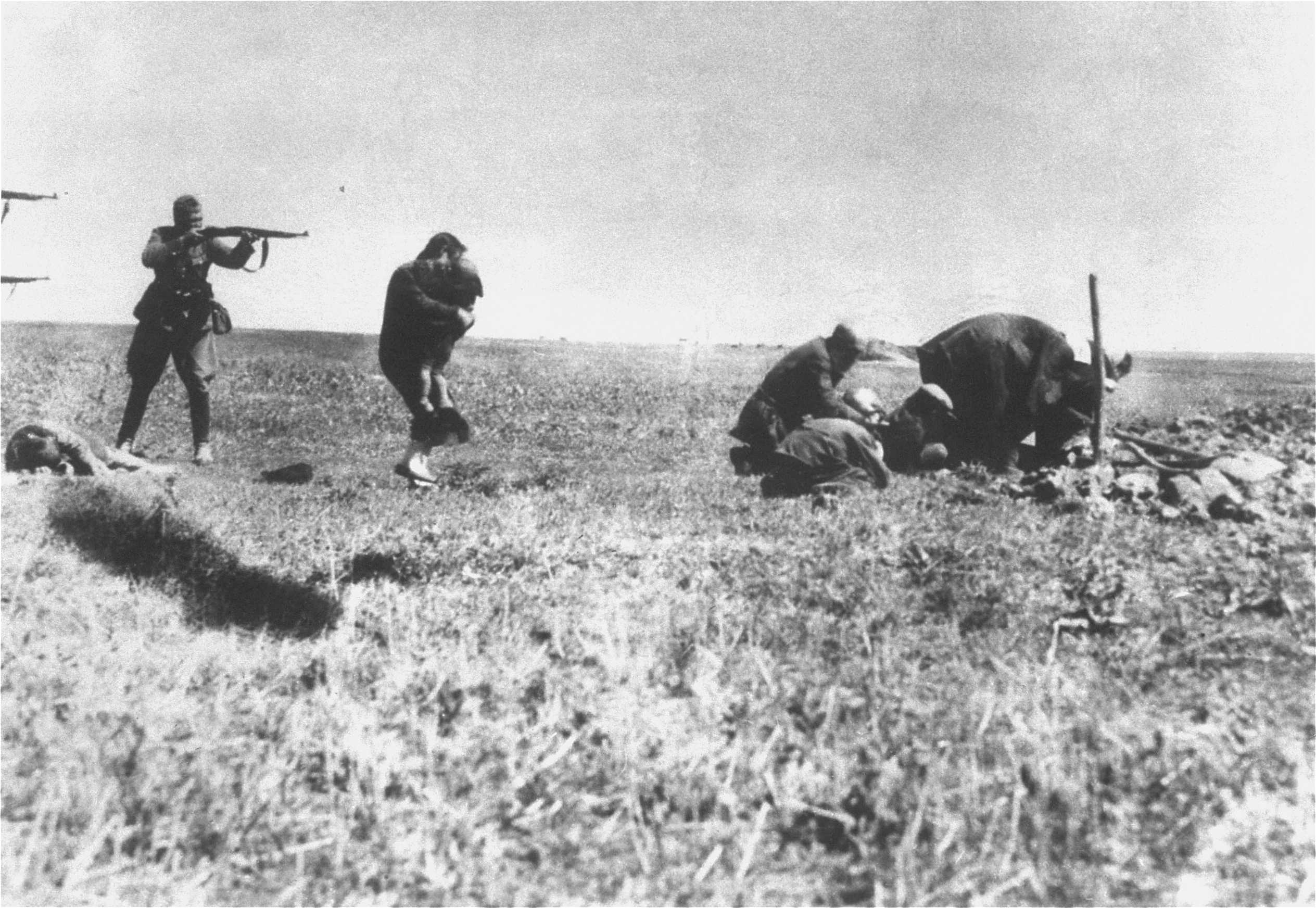
Iwanhorod-Einsatzgruppen-Fotografie: Erschießung von Juden aus Kiew bei Iwanhorod, Ukraine (1942)

Die Einsatzgruppen erschossen am 24. Juni 1941, zwei Tage nach dem Überfall auf die Sowjetunion, in Garsden erstmals die erwachsenen männlichen Juden einer Ortschaft. In den ersten sechs Wochen folgten Massenmorde an hunderten bis tausenden Personen bei jedem Einsatz.
Ab Juli verübten auch faschistische Freischärler in Nordostpolen, der Westukraine, Litauen und Weißrussland in enger Kooperation mit deutschen Einsatzgruppen und Wehrmacht pogromartige Massenmorde an jüdischen Männern, die sie als Rache für vorherige, angeblich von Juden gesteuerte Massenmorde des NKWD rechtfertigten. Solche Milizen wie das Kommando Arājs waren aus nationalistischen und paramilitärischen Bewegungen wie der litauischen Gruppe „Eiserner Wolf“ (Geležinis vilkas) und dem lettischen „Donnerkreuz“ (Pērkonkrusts) hervorgegangen; auch in der Ukraine gab es mehrere solche Gruppen wie die OUN. Seit Frühjahr 1941 hatten das Reichssicherheitshauptamt und deutsche Militärgeheimdienste Kontakte zu ihnen aufgebaut und geplant, sie nach dem Überfall als Auslöser von Pogromen gegen „jüdische Bolschewisten“ zu benutzen. Dieser Mordwelle fielen um die 40.000 sowjetische Juden zum Opfer.
Am 15. Juli wurden in Mitau erstmals alle Juden einer Ortschaft ermordet. Ab 15. August erschoss besonders das Einsatzkommando 3 in Litauen und Lettland fast täglich auch jüdische Frauen, Kinder und Greise auf Sammelplätzen eroberter sowjetischer Orte; in Kaunas, Ponar bei Wilna, die ein Judenghetto hatten, auch mehrmals. In Estland konnten etwa 1.000 Juden fliehen; 950 wurden ermordet.
Beim Massaker von Kamenez-Podolsk am 29./30. August 1941 wurden nach einer Absprache zwischen Jeckeln und Wehrmacht erstmals alle Juden einer größeren Stadt ermordet. Unter den 23.000 Opfern waren 14.000 aus Ungarn deportierte Juden. Ab 15. September begannen die Einsatzgruppen C und D sowie die Polizeibataillone, alle Juden größerer Städte der Ukraine zu ermorden: zuerst in Shitomir, in der Schlucht von Babyn Jar bei Kiew, dann in der Schlucht von Drobyzkyj Jar bei Charkiw. Ab Oktober ermordeten Einsatzgruppen und Bataillone in der Westukraine alle Juden, die sie bei der ersten Mordwelle übrig gelassen hatten. Auch in Weißrussland ermordeten Schutzstaffel, Polizei und die 707. Infanterie-Division ab Oktober die Juden in größeren Städten wie Witebsk, Polozk, Borissow und in ländlichen Gegenden. In weiter östlichen Gebieten Russlands konnten viele Juden rechtzeitig fliehen; die Verbliebenen wurden ebenfalls ermordet, so in Smolensk, Rostow und Kalinin. Am 30. November und 7./8. Dezember ließ der neue Höhere SS- und Polizeiführer Friedrich Jeckeln in Riga mit allen verfügbaren Polizeibataillonen den Großteil der lettischen Juden ermorden, um das dortige Ghetto für nachrückende Judentransporte aus dem Deutschen Reich zu leeren.
In Kaunas trafen vom 25. bis 29. November 1941 die ersten Transporte von deportierten Berliner Juden ein. Einsatzkommandos erschossen sie sofort nach ihrer Ankunft; so auch am 30. November in Riga. Zwar verbot Himmler die Erschießungen von Berliner Juden am 30. November und rügte Friedrich Jeckeln für die Missachtung seiner „Richtlinien“. Doch man nimmt an, dass er die Ermordung nur noch etwas aufschieben wollte, um das Durchsickern der Nachrichten davon im Reich zu verhindern. Im Februar 1942 wurden erneut deutsche Juden nach Lublin deportiert und in Riga erschossen. Fortan waren deutsche Juden in den laufenden Holocaust einbezogen.
Während die meisten Juden im Generalgouvernement bereits in Vernichtungslagern ermordet wurden, wurden die Massenerschießungen in früher sowjetisch-, nun deutsch besetzten Gebieten fortgesetzt. In Wäldern bei Großstädten richtete die Ordnungspolizei abgeriegelte Exekutionsorte ein: Ponar bei Wilna, der Wald von Rumbula, der Wald von Biķernieki bei Riga, das Vernichtungslager Bronnaja Gora bei Brest und weitere. Die dorthin transportierten Opfer mussten sich entkleiden und wurden gruppenweise an Rändern ausgehobener Gruben erschossen, in die sie dann hineinfielen. Das Reserve-Polizei-Bataillon 101 war an der Exekution von 38.000 Juden und der Deportation von 45.000 Juden in Vernichtungslager beteiligt. Darunter war auch das Massaker von Józefów am 13. Juli 1942. Auch in Serbien, Kroatien und Rumänien wurden dort lebende Juden seit September 1941 massenhaft erschossen.
Die folgende, unvollständige Tabelle umfasst nur größere und exemplarische kleinere Massenerschießungen. Abkürzungen für Einsatzgruppe = EG, Einsatzkommando = EK, Litauische Aktivistenfront = LAF, Organisation Ukrainischer Nationalisten = OUN, Polizeibataillon = PB, Sonderkommando = SK, Sicherheits- und Ordnungspolizei = OP.
| Ort              | Datum                             | Tätereinheit                  | Opfer                   |
| ---------------- | --------------------------------- | ----------------------------- | ----------------------- |
| Garsden          | 24. Juni 1941                     | EK Tilsit                     | 200 Männer, eine Frau   |
| Białystok        | 27. Juni 1941                     | PB 309                        | 2.000 Männer und Frauen |
| Lemberg          | 30. Juni bis 2. Juli 1941         | OUN                           | 4.000 Männer            |
| Dünaburg         | 1./2. Juli 1941                   | EK 1a                         | 1.150 Männer            |
| Riga             | Anfang Juli 1941                  | EG A, litauische Hilfspolizei | 400                     |
| Solotschiw       | Anfang Juli 1941                  | SK 4b, OUN, SS-Wikinger       | 2.000                   |
| Ternopol         | 7. Juli 1941                      | SK 4b, OUN                    | 800                     |
| Luzk             | 2. Juli 1941                      | SK 4a                         | 1.160 Männer            |
| Lemberg          | 2.–6. Juli 1941                   | EK 5, 6, z. b. V.             | 2.500 Männer            |
| Kaunas           | 4.–6. Juli 1941                   | EK 3                          | 2.977 Männer            |
| Brest            | 6. Juli 1941                      | PB 307                        | 4.000 Männer            |
| Białystok        | 8. Juli 1941                      | PB 316, 322                   | 3.000 Männer            |
| Mitau            | 15. Juli 1941                     | EK 2                          | 1.550                   |
| Kaunas           | 25.–28. Juli 1941                 | LAF                           | 3.800                   |
| Lemberg          | 29.–31. Juli 1941                 | OUN                           | 2.000                   |
| Pinsk            | 7./8. August 1941                 | SS-Kavalleriebrigade          | 9.000                   |
| Kamenez-Podolsk  | 27.–29. August 1941               | PB 320, SS                    | 26.500                  |
| Shitomir         | 19. September 1941                | EG C, D                       | 3.145                   |
| Kiew, Babyn Jar  | 29./30. September 1941            | SK 4a, PB 45, 314             | 33.771                  |
| Weißrussland     | ab Oktober 1941                   | 707. Infanterie-Division      | 19.000                  |
| Dnepropetrowsk   | 13./14. Oktober 1941              | PB 314                        | 11.000                  |
| Rowno            | 5./6. November 1941               | EK 5, PB 320                  | 15.000                  |
| Riga             | 30. November, 7./8. Dezember 1941 | alle PB, Kommando Arājs       | 26.000                  |
| Simferopol       | 13.–15. Dezember 1941             | EG D, Wehrmacht               | 12.000                  |
| Charkow          | ab 1. Januar 1942                 | PB 314                        | 12.000                  |
| Minsk            | 28.–30. Juli 1942                 | OP                            | 10.000                  |
| Luzk             | 19.–23. August 1942               | OP                            | 14.700                  |
| Wladimir Wolynsk | 1.–3. September 1942              | OP                            | 13.500                  |
| Brest            | 15./16. Oktober 1942              | OP, PB 310                    | 19.000                  |
| Pinsk            | 28. Oktober 1942                  | PB 306, 310                   | 18.000                  |

Am 31. Dezember 1941 meldete Himmler an Hitler 363.000 von August bis November als „Partisanen“ ermordete Juden. Bis zum Jahresende ermordeten die Tätereinheiten mindestens 500.000 von etwa 2,5 Millionen sowjetischen Juden, die in den von Deutschen besetzten Gebieten lebten. Bis zur Wannseekonferenz am 20. Januar waren etwa 900.000 Juden ermordet worden. Die Einsatzgruppen und Polizeibataillone erschossen insgesamt mindestens 1,3 Millionen Juden.

### Vernichtungslager

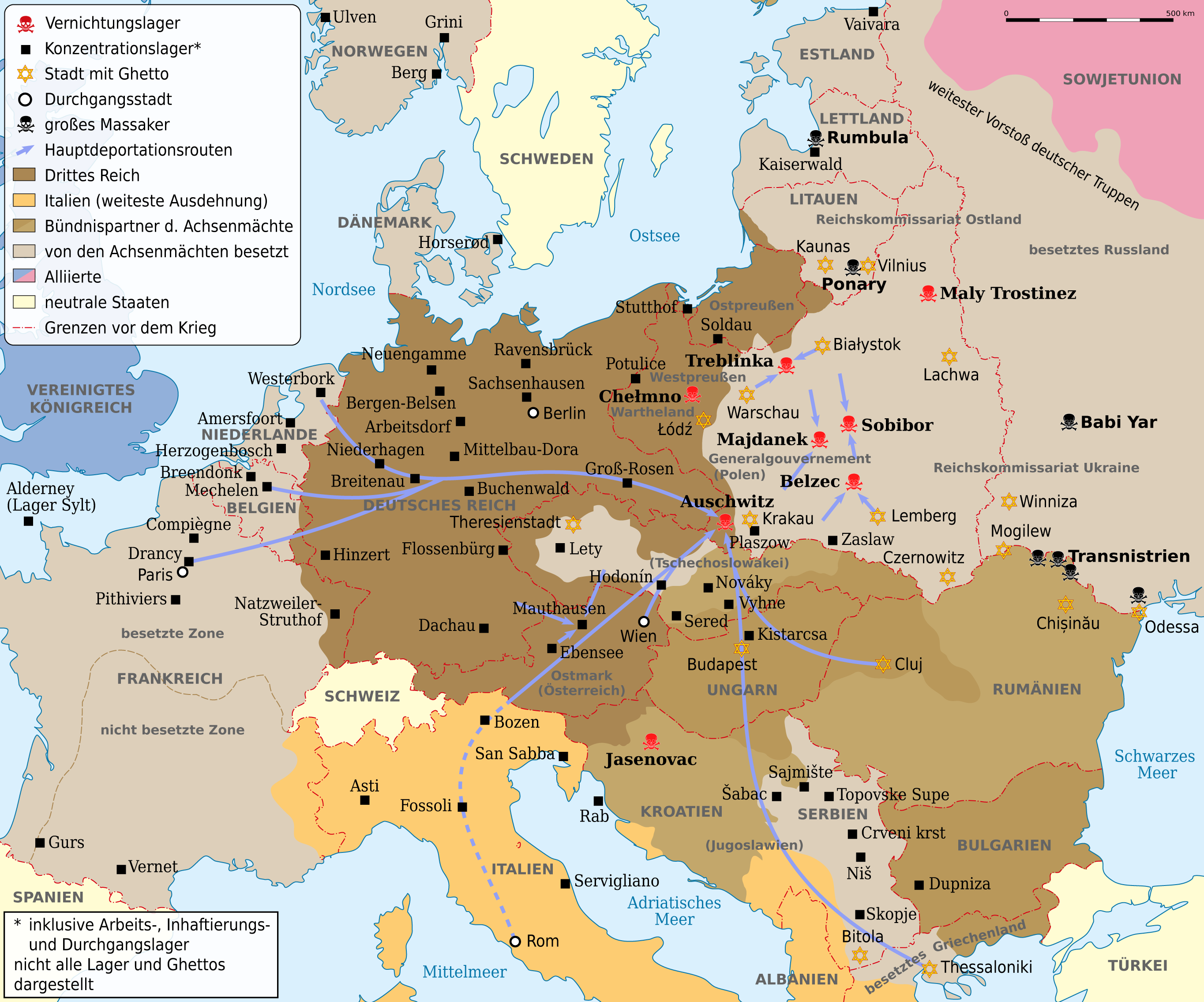
Karte der Arbeits- und Vernichtungslager und Deportationswege im von Deutschland besetzten Europa um 1942

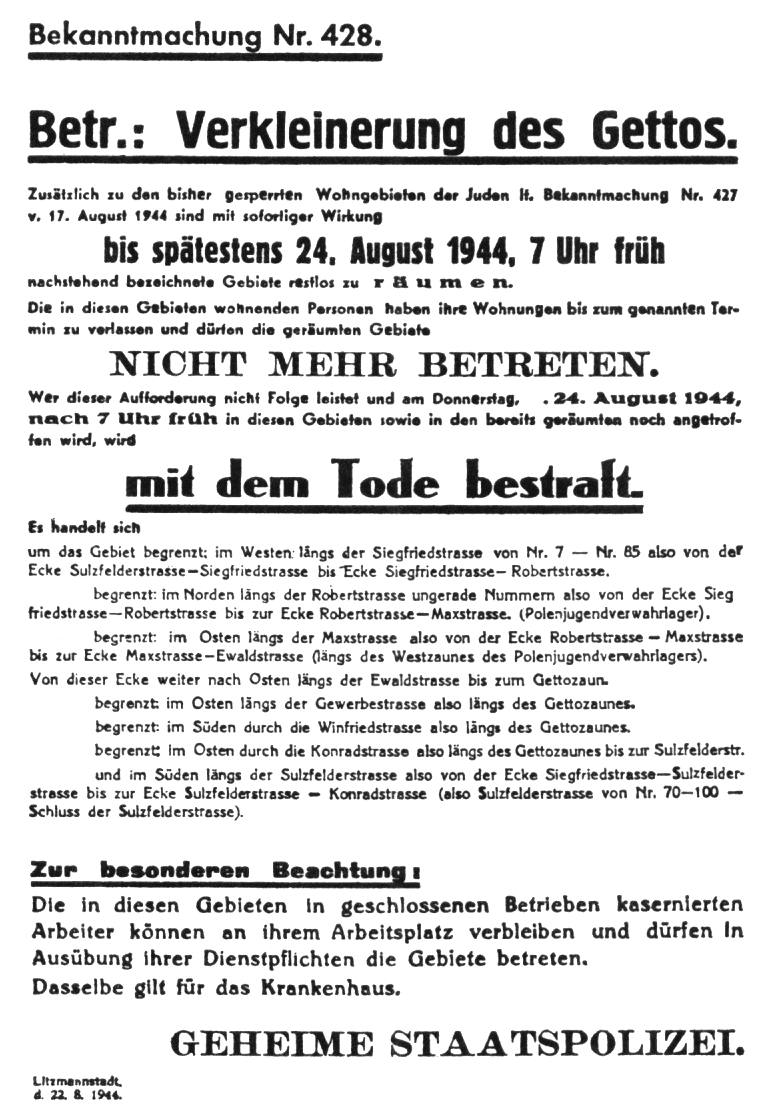
Bekanntmachung zur „Verkleinerung“ des Ghettos Litzmannstadt (22. August 1944)

Göring, der von Hitler mit der „Endlösung der Judenfrage“ beauftragt war, forderte am 31. Juli 1941 Reinhard Heydrich auf, einen detaillierten Plan dafür auszuarbeiten. Massenerschießungen galten schon bald als „ineffizient“. Gemeint war nicht nur das geringe Mordtempo, sondern auch die Probleme der Täter mit der Mordarbeit, die ihnen zu aufwändig, nervenbelastend und vor allem zu auffällig wurde. Anonymisierte Tötungsmethoden sollten die psychische Hemmschwelle der Täter senken oder beseitigen. So entstand im Sommer und Frühherbst die Idee, die Morde in eigens dafür errichteten und als reinen „Todesfabriken“ organisierten Vernichtungslagern zu begehen. Dies sollte zudem die Geheimhaltung der Verbrechen erleichtern.
Im Oktober 1941 erreichte der Gauleiter des Warthelands, Arthur Greiser in Absprache mit Viktor Brack, einem der Organisatoren der NS-Krankenmorde, dass die bei der Aktion T4 angewandte Mordmethode der Vergasung mit Kohlenstoffmonoxid in seinem Gau angewandt werden durfte. Dazu errichtete ein Sonderkommando der SS, dessen Mitglieder an den Krankenmorden 1939/40 beteiligt waren, in wenigen Wochen das Vernichtungslager Kulmhof (Chelmno). Am 8. Dezember 1941 wurde dort eine erste, aus Prag stammende Gruppe von Juden vergast.

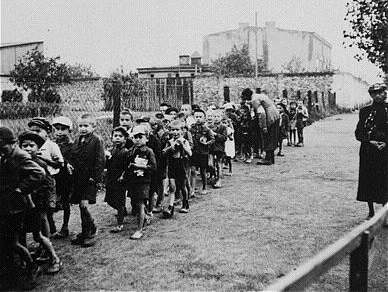
Kinder aus dem Ghetto in Łódź warten auf ihre Deportation ins Vernichtungslager Kulmhof 1942

Um die deutschen Großghettos im besetzten Polen wie geplant durch die Ermordung ihrer Bewohner zu leeren, wurden von November 1941 bis Juli 1942 die Vernichtungslager Belzec, Sobibor und Treblinka gebaut. Die dortigen Ärzte, Verwaltungs- und Transportspezialisten stammten überwiegend aus der Aktion T4 und stiegen zum Teil in der SS-Hierarchie auf. Am 26. September 1941 gab Himmler dem Lagerkommandanten Rudolf Höß den Auftrag, das seit 1940 als Zwangsarbeitslager bestehende KZ Auschwitz zum Vernichtungslager auszubauen. Weitere Vernichtungslager waren das KZ Majdanek und Maly Trostinez bei Minsk in Weißrussland.
Am 16. März 1942 begannen SS und Polizei in Absprache mit der Militärverwaltung, zunächst die Ghettos von Lemberg und Lublin, ab Mai die im Distrikt Krakau zu leeren und die Bewohner nach Belzec zu transportieren. Judenräte zwang man zur Auswahl der Opfer, die sofort nach Ankunft ermordet wurden. Ab Mai 1942 wurden als „arbeitsunfähig“ eingestufte Juden der näheren Umgebung in Sobibor ermordet. Die Zivilverwaltungsstellen in Polen stuften alle Juden in die drei Kategorien „kriegsfähig“, „arbeitsfähig“ und „arbeitsunfähig“ ein. Ende Mai herrschte unter all diesen Stellen Konsens, sämtliche „Arbeitsunfähigen“ zu ermorden. Auch in kleineren Orten wurden nun jüdische Ghettos eingerichtet. Die Vorbereitungen wurden in Lublin zentral organisiert; das gesamte Mordvorhaben wurde nach dem kurz zuvor ermordeten Reinhard Heydrich Aktion Reinhardt genannt. Als Mordmethode wurden meist Motorabgase benutzt. Fast alle Ankömmlinge wurden ungeachtet ihrer Arbeitsfähigkeit umgebracht und nur ausnahmsweise verschont, um in ein internes Häftlingskommando eingegliedert zu werden.
Ab August 1942 wurden auf Befehl der Militärverwaltungen, die Nahrungsmittelkontingente einsparen wollten, noch bestehende Ghettos in Weißrussland und der Ukraine „geräumt“: Das bedeutete die vollständige Ermordung ihrer Bewohner, besonders in Wolhynien, Luzk, Wladimir Wolynsk, Brest-Litowsk und Pinsk. Dabei wurden in Maly Trostinez auch Gaswagen eingesetzt. An vielen dieser Massaker waren Wehrmachteinheiten, drei Polizeibataillone, die stationäre Schutzpolizei, die Gendarmerie und ausländische Helfer direkt beteiligt.
Zur Tarnung der geplanten Ermordung diente für einen Kreis privilegierter Juden das „Ghetto Theresienstadt“ genannte KZ Theresienstadt in Terezín bei Prag. 1941 wurde es als Durchgangslager zum späteren Abtransport in die Vernichtungslager eingerichtet. Juden aus Deutschland konnten sich dort unter der vorgeblichen Zusage, versorgt zu werden, sogar „einkaufen“. Im KZ lebten mehr als 140.000 Juden auf engstem Raum mit einer minimalen „jüdischen Selbstverwaltung“. Einer Delegation des Roten Kreuzes wurde dieses KZ im Juli 1944 als Ort eines vermeintlich „normalen Lebens“ der Häftlinge vorgeführt.

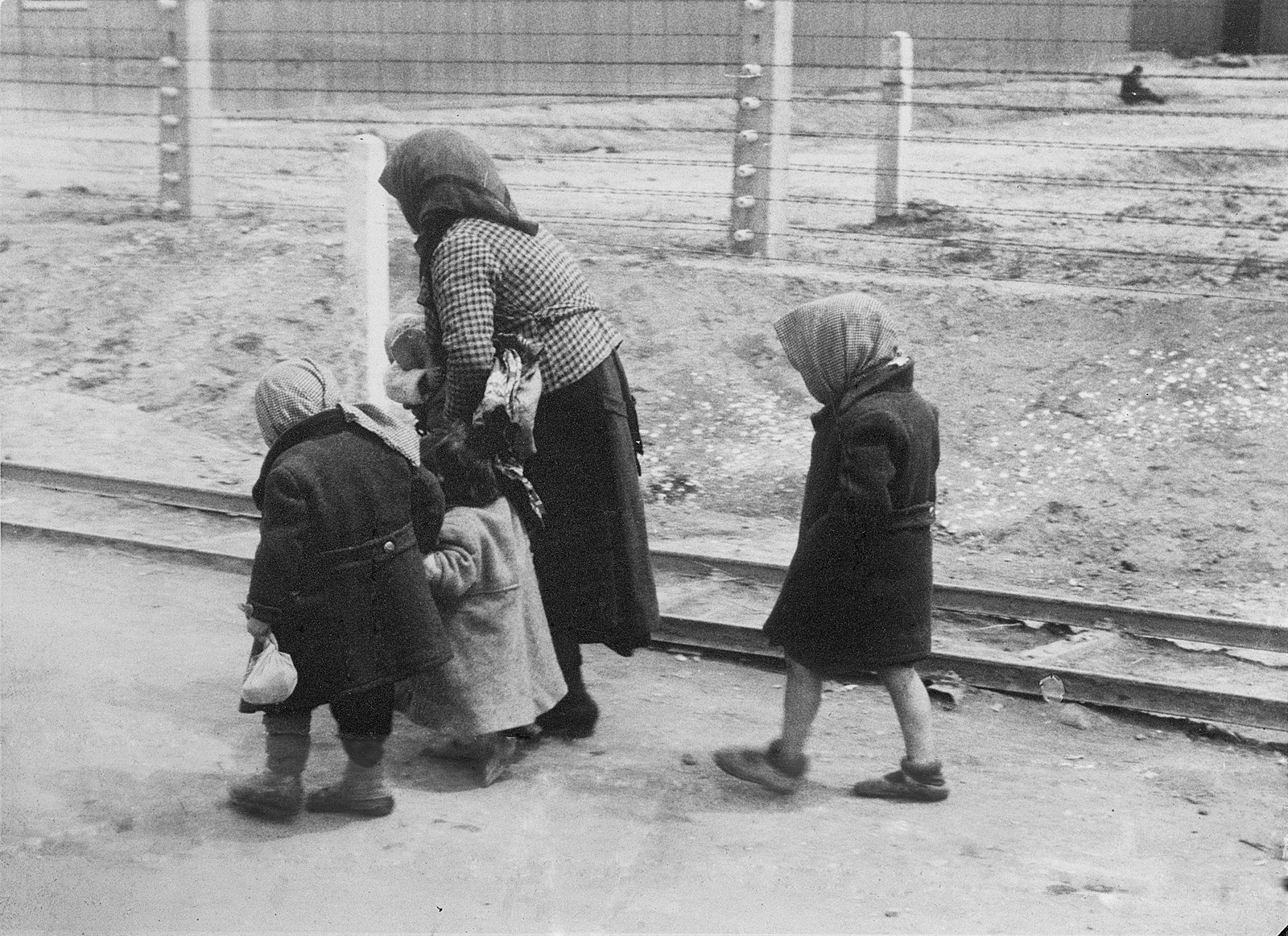
Deportierte in Birkenau auf dem Weg zur „Todesbaracke“ der Kranken, 1944

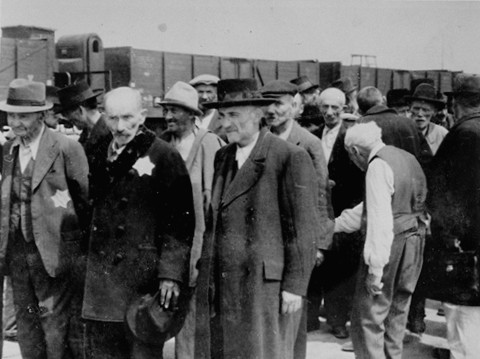
Juden aus der Karpatenukraine warten an der Rampe von Auschwitz auf ihre Selektion (Mai 1944)

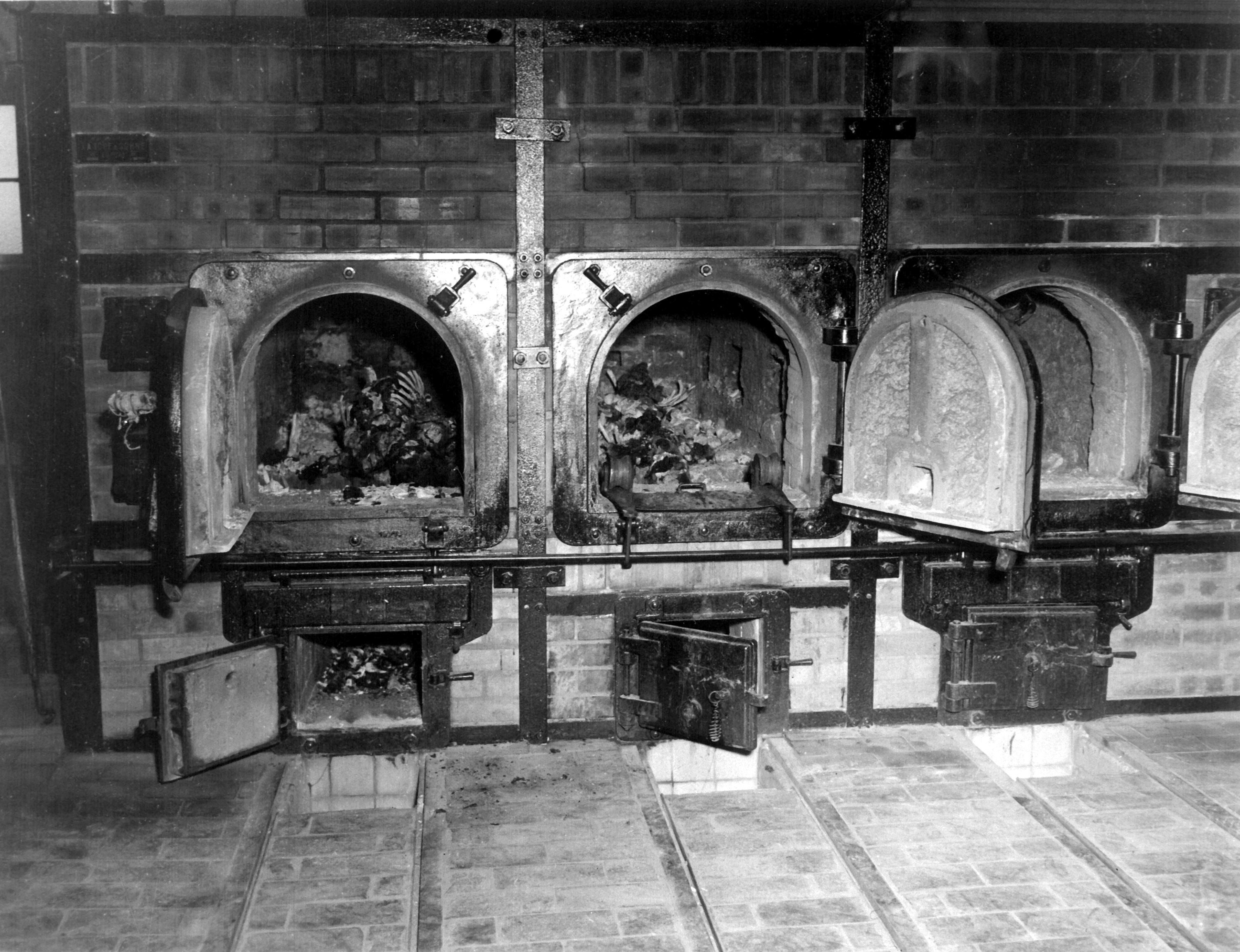
Verbrennungsöfen im Krematorium im KZ Buchenwald; Bild aufgenommen am 16. April 1945 nach der Befreiung durch die amerikanische Armee

Hauptziel der Transporte aus allen Teilen Europas wurde 1942 das größte aller Vernichtungslager, Auschwitz-Birkenau II. Dort gehörten einzelne Morde durch Wachpersonal zum Alltag. So ließ Karl Fritzsch zwischen dem 31. August und dem 5. September 1941 auf eigene Initiative zur Erprobung des giftgashaltigen Produkts Zyklon B erstmals 850 sowjetische Kriegsgefangene und kranke Häftlinge ermorden. Für das Zusatzlager waren sechs große Krematorien vorgesehen. Ob sie schon bei Baubeginn für Morde gedacht waren, ist ungewiss. Ende Juni 1942 begannen die Selektionen von arbeitsfähigen und sofort zu ermordenden Juden an der Rampe, wo die Züge eintrafen. Ab Juli 1942 waren zwei Gaskammern („Bunker“) fertiggestellt, wo bis Februar 1943 die Morde stattfanden. Im März 1943 waren die Krematorien mit jeweils einer Gaskammer fertiggestellt und dienten dann zur täglichen Ermordung und sofortigen Verbrennung von tausenden Ankömmlingen.
Aus dem von deutschen Truppen besetzten Europa ließen die Nationalsozialisten Menschenmassen per Eisenbahn in die Vernichtungslager deportieren. Nicht wenige Deportierte starben beim Zugtransport in ungeheizten Viehwaggons. Bei der Ankunft im Lager selektierte die SS die Häftlinge teils in Arbeitsfähige und Nicht-Arbeitsfähige. Kinder, ihre Mütter sowie Alte und Kranke wurden gleich nach der Selektion in Gaskammern geführt, die als Duschräume getarnt waren. In Auschwitz benutzte die SS Zyklon B für die Ermordung. Die große Mehrheit der Deportierten wurde, ohne eine tätowierte Häftlingsnummer zu erhalten, sofort vergast. Das Cyanwasserstoff-Gas verursachte eine Cyanidvergiftung, die je nach Inhalationsstärke eine qualvolle, bis zu 20 Minuten dauernde innere Erstickung bewirken konnte. Haare, Goldzähne und Privatgüter der Opfer, wie Kleidung, Schuhe, Brillen, Koffer, ließ die SS finanziell verwerten. Häftlinge mussten die Leichen anschließend in Krematorien und Verbrennungsgruben verbrennen.
Die SS ließ in diversen Konzentrationslagern Menschenversuche zu militärischen, medizinischen und anderen Zwecken durchführen. Die Opfer wurden zum Beispiel in Druckkammern extrem hohem oder niedrigem Luftdruck ausgesetzt, in Eiswasser unterkühlt, mit Bakterien infiziert und für chirurgische Versuche missbraucht. Die Täter, etwa der SS-Arzt Josef Mengele, nahmen den Tod oder lebenslange Gesundheitsschäden der Versuchspersonen bewusst und ohne jede Skrupel in Kauf. An vielen deutschen und schweizerischen Forschungseinrichtungen fanden sich noch bis vor kurzem menschliche Körperteile, die einst von den Nationalsozialisten zu „Untersuchungszwecken“ angefordert und geliefert worden waren.
Eine exemplarische Beschreibung für Auschwitz-Birkenau gibt Raul Hilberg in seinem Standardwerk: Nach der Entladung der Deportations-Züge erfolgte die Selektion; Alte, Kranke und gelegentlich auch kleine Kinder wurden bereits auf der Rampe aussortiert. Im Stammlager Auschwitz brachte man die Alten und Kranken auf Lastwagen zu den Gaskammern, kräftige Personen kamen zunächst zum Arbeitseinsatz. Die Selektion verlief dabei oberflächlich, die Angekommenen wurden an dem Arzt vorbeigetrieben, der in eine von zwei Richtungen wies: entweder zum Arbeitseinsatz oder sofort in die Gaskammer. Auch in den Lagern selbst (zum Beispiel auf dem Appellplatz und im Lager-Lazarett) kam es zu regelmäßigen Selektionen. Die der Gaskammer zugeteilten Männer und Frauen mussten sich entkleiden, wobei der Eindruck erweckt wurde, dass die Kleider nach dem angekündigten gemeinsamen Duschen zurückgegeben würden. Zur Täuschung, zur Vermeidung von Panik und zur Beschleunigung des Ablaufes behauptete die Wachmannschaft beispielsweise, man solle sich beeilen, da sonst das Wasser in den Duschen oder die Suppe nach dem Duschen kalt würde. Die Opfer entdeckten in den Gaskammern, dass die vermeintlichen Duschen nicht funktionierten. Nach dem Schließen der Türen löschte die Wachmannschaft die elektrische Beleuchtung. Ein SS-Mann mit spezieller Gasmaske öffnete den Deckel des Einwurfschachtes an der Decke und schüttete Zyklon-B-Pellets auf den Boden der Gaskammer. Die leicht flüchtige Blausäure gaste aus dem Granulat aus und verteilte sich im Raum. In Panik stießen die stärkeren die schwächeren Menschen nieder, drängten von der Einwurfstelle weg, stellten sich auf Umfallende und Liegende, um giftgasfreiere Luftschichten zu erreichen. Bewusstlosigkeit oder Tod trat bei den ersten Opfern nahe der Einwurfstelle nach etwa zwei Minuten ein. Das Schreien hörte auf und die Sterbenden fielen übereinander, sofern genügend Platz war. Nach fünfzehn Minuten waren alle in der Gaskammer tot. Die SS ließ das Gas entweichen und nach etwa einer halben Stunde öffnete das Häftlings-Sonderkommando die Türe. Die Leichen fand man turmartig angehäuft, manche in sitzender und halbsitzender Position, Kinder und ältere Menschen zuunterst. An der Stelle, wo das Gas eingeworfen worden war, befand sich ein freier Raum, da die Menschen von dort zurückgewichen waren. Eine Häufung von Menschen befand sich gepresst an der Eingangstüre, die sie zu öffnen versucht hatten. Die Haut der Leichen war rosafarben, teilweise stand Schaum vor den Lippen oder es hatte Nasenbluten eingesetzt. Einige Leichen waren mit Kot und Urin bedeckt, bei manchen schwangeren Frauen hatte die Geburt eingesetzt. Jüdische Sonderkommandos mit Gasmasken mussten zunächst die Leichen an der Tür wegräumen, um sich den Weg freizumachen. Dann mussten sie die Leichen abspritzen und auseinanderzerren. Sofern den Frauen das Haar noch nicht geschoren worden war, mussten sie es nun schneiden und vor dem Einpacken in Salmiaklösung waschen. In allen Lagern wurden die Körperhöhlen nach versteckten Wertsachen durchsucht, die Goldzähne gezogen. Abschließend wurden die Leichen zu den Krematorien abtransportiert.

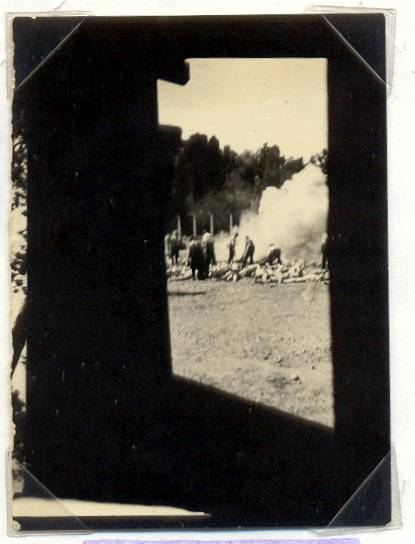
Heimlich fotografierte Leichenverbrennung, Auschwitz-Birkenau, August 1944

Über drei Millionen Menschen wurden durch Giftgas getötet; ein Drittel von ihnen durch Zyklon B, die meisten durch Motorabgase.
| Lager                 | Baubeginn     | Mordbeginn    | Ende der Massentötungen | Ermordete         |
| --------------------- | ------------- | ------------- | ----------------------- | ----------------- |
| Auschwitz-Birkenau II | Oktober 1941  | März 1942     | November 1944           | 900.000–1.100.000 |
| Kulmhof               | Oktober 1941  | Dezember 1941 | Juli 1944               | mehr als 150.000  |
| Belzec                | November 1941 | März 1942     | Dezember 1942           | 435.000           |
| Sobibor               | Februar 1942  | April 1942    | Oktober 1943            | 150.000–250.000   |
| Treblinka             | Juni 1942     | Juli 1942     | August 1943             | mehr als 900.000  |
| Majdanek              | Oktober 1941  | Februar 1943  | Juli 1944               | mind. 78.000      |
| Maly Trostinez        | November 1941 | Mai 1942      | Juni 1944               | 60.000            |

### Europaweite Judenvernichtung

#### Beginn systematischer Deportationen
| Datum             | Land, Stadt                      | Ziel           |
| ----------------- | -------------------------------- | -------------- |
| 15. Oktober 1941  | Wien                             | Ghetto Łódź    |
| 16. Oktober 1941  | Luxemburg, Trier                 | Ghetto Łódź    |
| 16. Oktober 1941  | Prag                             | Ghetto Łódź    |
| 18. Oktober 1941  | Berlin                           | Ghetto Łódź    |
| 24. November 1941 | Prag                             | Theresienstadt |
| 25. November 1941 | Berlin                           | Kaunas, Riga   |
| 16. März 1942     | Lublin                           | Belzec         |
| 30. Juni 1942     | Wien                             | Sobibor        |
| 17. Juli 1942     | Frankreich, Belgien, Niederlande | Auschwitz      |
| 22. Juli 1942     | Warschau                         | Auschwitz      |
| 4. März 1943      | Thrakien, Mazedonien, Pirot      | Treblinka      |
| 15. März 1943     | Griechenland                     | Auschwitz      |
| 2. Oktober 1943   | Dänemark                         | Theresienstadt |
| 17. Oktober 1943  | Italien                          | Auschwitz      |
| 15. Mai 1944      | Ungarn                           | Auschwitz      |

#### Benelux-Staaten

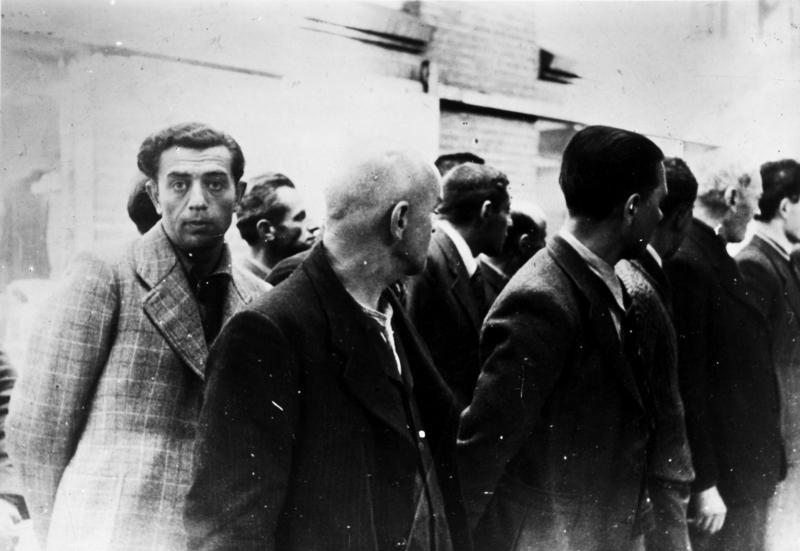
Gefangennahme emigrierter Juden in Amsterdam (4. Juni 1940)

Die Deportation von Juden aus Luxemburg begann schon am 16. Oktober 1941, da das Land in Bezug auf die Judenfrage wie ein Teil des Deutschen Reichs behandelt wurde. Bis 17. Juni 1943 wurden 683 Juden unterschiedlicher Nationalität aus Luxemburg deportiert.
Im Juli 1942 begannen die Deportationen von etwa 25.000 Juden aus Belgien und etwa 107.000 Juden aus den Niederlanden.
Von den 140.000 niederländischen Juden wurden über 110.000 deportiert. Über 100.000 wurden umgebracht; etwa 6.000 überlebten. Die Niederlande haben die mit Abstand höchste Deportationsquote in ganz Westeuropa. Zum Vergleich: Die Verschleppungsquote lag in Belgien und Norwegen bei 40 %, in Frankreich bei 25 %, in Italien bei 20 % und in Dänemark bei 2 %.
Die Verfolgung der Juden begann 1940 nach deutschem Vorbild mit der Entlassung der Juden aus dem öffentlichen Dienst, führte über die Registrierung sämtlicher Juden 1941 zur gesellschaftlichen Ächtung und zum Verbot, öffentliche Einrichtungen zu betreten. Im Sommer 1942 schließlich begannen die Deportationen; bereits 1943 galten die Niederlande praktisch als „judenrein“. Über das polizeiliche Durchgangslager Westerbork nahe der deutschen Grenze rollten die Züge in die Vernichtungslager. Der in den Niederlanden geborene Historiker Rémy Limpach veröffentlichte 2007 eine Arbeit zu der Frage, wie die Niederlande, ein für liberale und tolerante Traditionen bekanntes Land, eine derart hohe Deportationsquote erreichen konnten.

#### Bulgarien
In Bulgarien führte die Regierung im Januar 1941 das Gesetz zum Schutz der Nation als Rassengesetz gegen die jüdische Bevölkerung ein. Im Frühjahr 1943 gab sie die jüdische Bevölkerung der griechischen Gebiete Ost-Makedonien und Westthrakien, die sie im Balkanfeldzug 1941 besetzt hatte, auf deutschen Wunsch zur Deportation frei. Mindestens 11.343 jüdische Griechen wurden von bulgarischer Armee und Polizei zusammengetrieben und ausgeliefert. So gut wie alle wurden in den deutschen Konzentrationslagern Auschwitz und Treblinka umgebracht. Dem deutschen Ansinnen, auch die jüdischen Bulgaren auszuliefern, folgte Bulgarien nicht. König Boris III., der Metropolit Stefan der Bulgarisch-orthodoxen Kirche von Sofia, das bulgarische Parlament und die bulgarische Bevölkerung lehnten dies einhellig ab.

#### Deutschland
Am 17. September 1941 entschied Hitler, die bis dahin für die Nachkriegszeit vorgesehene Deportation aller deutschen und europäischen Juden aus von Deutschland besetzten Gebieten nach Osteuropa noch während des Krieges zu beginnen. Nun fuhren die ersten Transportzüge aus Berlin, München, Wien, Prag nach Łódź, um zunächst 19.000 Juden in das ohnehin völlig überfüllte dortige Ghetto zu sperren. Dafür wurden ab Januar 1942 nichtdeutsche Ghettobewohner nach Kulmhof zur Vergasung gebracht. Ab März mussten auch Juden im Alter von über 65 Jahren, die bis dahin verschont worden waren, die Deportationszüge besteigen. Die Presse durfte nichts mehr darüber berichten. Im Mai wurden größere Gruppen auch deutscher Juden in Minsk und Kulmhof ermordet. Ab Juni sind erste direkte Transporte aus dem Reich in Vernichtungslager wie Sobibor und Belzec nachgewiesen.

#### Frankreich

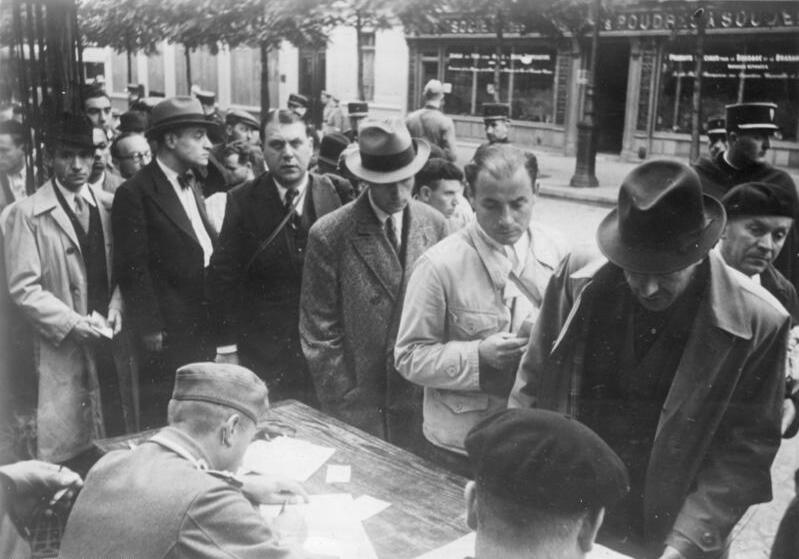
Gefangennahme von Juden in Paris (August 1941)

Am 27. März 1942 wurden erstmals auch französische Juden deportiert: ein Zug transportierte 1112 Menschen von Compiègne ins KZ Auschwitz.
Im Mai besuchte Heydrich Paris, um ein großes Deportationsprogramm mit dem Vichy-Regime zu besprechen. Dazu gehörte die Einführung des Judensterns. Am 16. und 17. Juli nahm die Polizei in Paris bei einer großen Razzia etwa 13.000 Juden ohne gültige Pässe fest. Sie wurden mit regelmäßigen Zügen vom Sammellager Drancy ins KZ Auschwitz gebracht und dort meist sofort ermordet. Auch aus der unbesetzten Zone Frankreichs wurden ab 17. August 1942 eingewanderte Juden mitsamt ihren Kindern, die eigentlich als französische Staatsbürger rechtlichen Schutz genossen, in ein osteuropäisches Vernichtungslager deportiert. Nach dem Einmarsch der Wehrmacht in den bislang unbesetzten Teil Frankreichs am 11. November 1942 („Unternehmen Anton“) wurden diese Transporte von Gefolgsleuten Eichmanns organisiert. Französische und italienische Behörden in der bis September 1943 italienisch besetzten Zone um Nizza verweigerten oft die Auslieferung; mehr als die Hälfte aller französischen Juden entging dem Abtransport. Etwa 75.000 von ihnen wurden deportiert, etwa 3000 davon überlebten.

#### Italien
Anders als im deutschen Nationalsozialismus war der italienische Faschismus nicht von Beginn an antisemitisch. Erst ab 1938 wurden die Juden durch die italienischen Rassengesetze diskriminiert, um sie zur Auswanderung zu bewegen. Seit dem Kriegseintritt Italiens im Juni 1940 wurden die ausländischen und als gefährlich betrachteten einheimischen Juden wie Angehörige von Feindstaaten behandelt und interniert. Bis zum Waffenstillstand von Cassibile im September 1943 hatten die Juden im italienischen Machtbereich zwar unter den Härten der Internierung und der Rassengesetze zu leiden, lebten aber besser als in den anderen von den Achsenmächten kontrollierten Gebieten. Auch in den italienisch besetzten Gebieten Kroatiens, Griechenlands und Südfrankreichs schützten Offiziere und Diplomaten die dortigen Juden vor Deportationsforderungen der Deutschen.
Nach dem Sturz Mussolinis und dem Waffenstillstand mit den USA und Großbritannien erfolgte im September 1943 die deutsche Besetzung Italiens (Fall Achse). Erst die Italienischen Sozialrepublik unter Mussolinis Marionettenregierung lieferte Juden an Deutschland aus. Etwa einen Monat nach der Besetzung wurde eine mobile Einheit unter dem SS-Hauptsturmführer Theodor Dannecker von Eichmann mit deren Verhaftung und Deportation beauftragt. Die Einheit führte mehrere Razzien durch, bei der Aktion vom 16. Oktober gegen die Juden in Rom wurden 1.259 Menschen gefangen genommen. Währenddessen konstituierte sich mit deutscher Hilfe die Italienische Sozialrepublik und erklärte die italienischen Juden in der Charta von Verona zu feindlichen Ausländern. Am 30. November 1943 wurde durch den Innenminister Guido Buffarini-Guidi die Verhaftung und Einlieferung aller Juden in italienische Konzentrationslager angeordnet. Von deutscher Seite wurde daraufhin Dannecker abgelöst und Friedrich Boßhammer organisierte mit Hilfe des BdS Italien in Verona deutsche Durchgangs- und Sammellager im Polizeihaftlager Borgo San Dalmazzo, Durchgangslager Fossoli, Risiera di San Sabba und Durchgangslager Bozen. Über 9.000 Juden wurden zwischen Oktober 1943 und Dezember 1944 verschleppt, zum allergrößten Teil nach Auschwitz. Im Raum Triest war bis Kriegsende das Personal der „Aktion Reinhard“ als Sonderabteilung Einsatz R aktiv, das im September 1943 aus Polen nach Italien wechselte. Noch am 26. April 1945 ereigneten sich dort Morde.
Die Beteiligung der italienischen Polizei, der faschistischen Miliz und der Verwaltung der Republik von Salò an der Verfolgung der Juden wurde im Italien der Nachkriegszeit von der Öffentlichkeit lange Zeit kaum wahrgenommen und durch den Brava-Gente-Mythos verbrämt. Das Gleiche gilt für die historische Forschung und die Justiz.

#### Griechenland

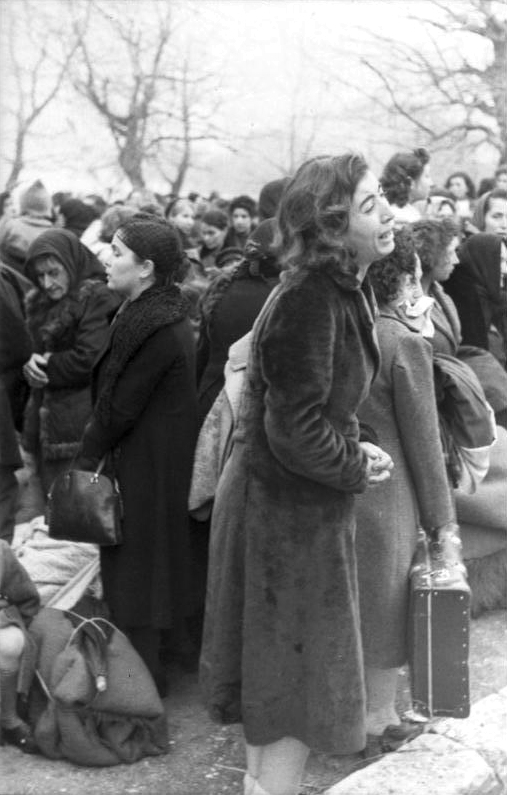
Weinende Frau bei der Deportation aus Ioannina, Nordwestgriechenland (25. März 1944)

In Griechenland wurden die Juden je nach Besatzungsland sehr verschieden behandelt. Im italienisch besetzten westlichen Landesteil schützten die Behörden sie bis September 1943; in den deutsch und bulgarisch besetzten östlichen Teilen wurden die Juden aus mehreren Sammellagern von Saloniki aus ab März 1943 in 19 Güterzügen vor allem ins Konzentrationslager Auschwitz-Birkenau zur Ermordung transportiert. Nach der Kapitulation Italiens vor den Westalliierten (September 1943) schickten die Deutschen mit großem logistischem Aufwand tausende weiterer Juden aus Korfu und dem damals italienischen Rhodos ebenfalls in Vernichtungslager. Zumindest 58.885 Juden aus Griechenland wurden ermordet.
Es gab einige Rettungsaktionen, zum Beispiel die Rettung nahezu aller Juden der Insel Zakynthos durch die Inselbevölkerung oder die Ausgabe falscher Personalausweise und Geburtsurkunden für Juden durch Athener Behörden.

#### Kroatien

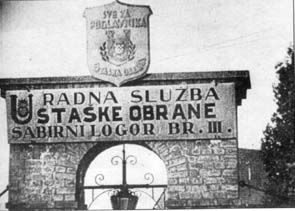
Eingang zum KZ Jasenovac

In damaligen Unabhängigen Staat Kroatien (NDH) erließ das faschistische Ustascha-Regime unter Ante Pavelić schon im April 1941 kroatische Rassengesetze gegen Serben, Juden und Roma, denen bald Kleiderkennzeichen für Juden in Form eines runden, gelben Emblems mit einem „Z“ für Židov (=Jude) folgten. Zusätzlich entstanden hier um die 40 Konzentrations- und Internierungslager. Neben dem Völkermord an den Serben im Unabhängigen Staat Kroatien wurden ab August 1941 auch tausende kroatische und bosnisch-herzegowinische Juden in dazu eingerichteten Lagern ermordet. Ab August 1942 wurden auf Drängen der Deutschen 5500 internierte Juden nach Auschwitz-Birkenau deportiert. Im Mai 1943 wurden die auf italienischen Druck hin zwischenzeitlich eingestellten Transporte wieder aufgenommen. Zur Rettung der Juden im italienisch besetzten Teil Jugoslawiens ließ das italienische Militär auf Befehle von Marshall Cavallero sie im Herbst 1942 internieren und brachte sie im Sommer 1943 auf die Insel Rab in das KZ Kampor, wo sie sich nach dem Waffenstillstand von Cassibile im September 1943 selbst befreiten und überwiegend den Tito-Partisanen anschlossen.
Nach Yad Vashem wurden im NDH-Staat insgesamt 30.000 Juden ermordet, etwa 40 % allein im KZ Jasenovac.

#### Rumänien

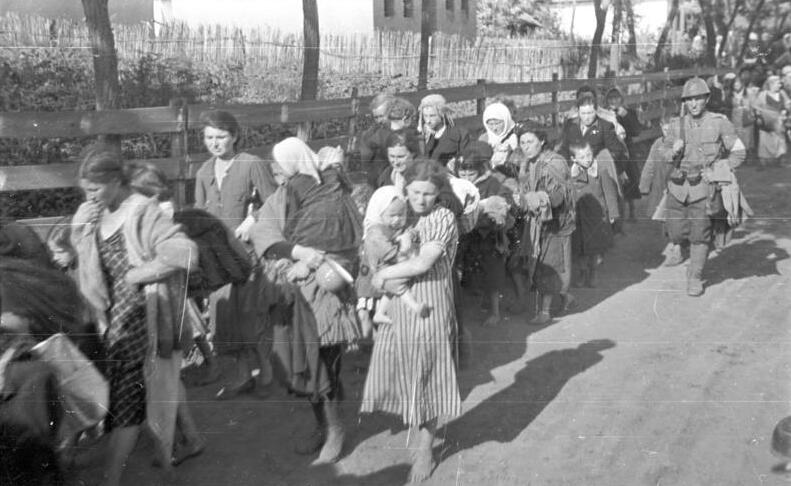
Deportation jüdischer Frauen, überwacht von einem rumänischen Soldaten (17. Juli 1941)

Die Regierung Rumäniens unter Antonescu ließ etwa 350.000 rumänische Juden in den von ihr besetzten Gebieten in großen Massenmorden nahezu vollständig ausrotten. Nur die Juden Transsylvaniens blieben bis März 1944 unter dem Schutz Ungarns, bis auch sie mit den ungarischen Juden direkt nach Auschwitz deportiert wurden. Die bereits fest geplante Deportation der Juden Altrumäniens ließ der Staatschef im Oktober 1942 überraschend stoppen. Diese waren jedoch weiterhin Verfolgung und Pogromen ausgesetzt.
Siehe auch: Curăţirea terenului (Reinigung des Landes)

#### Serbien
Nach dem Balkanfeldzug ließ die deutsche Militärverwaltung in Serbien Lager für Gegner, Partisanen und Juden einrichten. Ab September 1941 veranlasste sie Massenmorde an männlichen Juden in den Ortschaften. Ab dem 16. Oktober wurden nach jedem Partisanenanschlag hunderte internierte Juden ermordet. Ab Dezember 1941 wurden jüdische Frauen, Kinder und Greise Serbiens in das KZ Sajmište interniert. Im Mai 1942 ermordete die dortige Gestapo 6000 von ihnen mit einem Gaswagen. Das serbische Nedić-Kollaborationsregime erließ Rassengesetze und war an der Inhaftierung von Juden beteiligt. Das Serbische Freiwilligenkorps unter Dimitrije Ljotić stand hierbei der SS zur Seite.

#### Skandinavien
Dänemark wurde ab 9. April 1940 von der Wehrmacht besetzt. Seine demokratisch gewählte Regierung durfte unter deutscher Besatzung zunächst weiterarbeiten. Sie verhinderte erfolgreich die Einführung von Judenstern und Rassengesetzen. Als der dänische Widerstand im Sommer 1943 anwuchs, beschloss die deutsche Militärverwaltung die Deportation der dänischen Juden. Weil der 1./2. Oktober 1943 als Termin der Festnahme durchgesickert war, konnten 7200 von ihnen rechtzeitig mit Fischerbooten in das neutrale Schweden fliehen. 483 dänische Juden wurden nach Theresienstadt deportiert, wo bis auf 50 alle überlebten (siehe Rettung der dänischen Juden).
In Norwegen ging die Kollaborationsregierung unter Vidkun Quisling überwacht vom Reichskommissar Josef Terboven zunächst nicht offen gegen die Juden vor. Von Oktober 1942 bis Februar 1943 wurden dann die Deportationen und die Arisierung des Vermögens in rasch folgenden systematischen Schritten durch norwegische und deutsche Kräfte durchgeführt. Ein Judenstern wurde anders als in den sonstigen besetzten westeuropäischen Ländern nicht eingeführt. 734 norwegische Juden fanden in Auschwitz den Tod.
Finnland lehnte eine Auslieferung der finnischen Juden ab. Von diesen kämpften einige auf deutscher Seite gegen die Sowjetunion.

#### Slowakei
Das im März 1939 gebildete Marionettenregime der Slowakei unter Jozef Tiso hatte schon im November 1938 mit eigenen Deportationen slowakischer Juden nach Ungarn und in Arbeitslager begonnen. Auf das Drängen des slowakischen Ministerpräsidenten Vojtech Tuka hin wurden ab März 1942 unter der Regie Eichmanns etwa 58.000 slowakische Juden in den Distrikt Lublin, nach Auschwitz und Majdanek deportiert. Die meisten starben dort an Hunger, Zwangsarbeit und Seuchen. Im August 1942 wurden diese Transporte nach kirchlichen Protesten vorübergehend gestoppt. Zwei Jahre später besetzte die Wehrmacht die Slowakei; eine eigene Einsatzgruppe inhaftierte und deportierte etwa 12.000 untergetauchte slowakische Juden.

#### Tschechien
Das am 16. März 1939 unmittelbar nach der Zerschlagung der Tschechoslowakei errichtete Protektorat Böhmen und Mähren war unmittelbares Reichsgebiet und verfügte nur über eine äußerst beschränkte Selbstverwaltung. Im Juli errichtete die SS die Zentralstelle für jüdische Auswanderung in Prag, welche ab 1941 die systematische Deportation der tschechischen Juden in Vernichtungslager exekutierte. Im Oktober 1941 gab Reinhard Heydrich den Befehl, alle Juden im Protektorat in das KZ Theresienstadt zu deportieren, das als Sammel- und Durchzugslager eingerichtet wurde. Ab Dezember 1941 galt für Juden ein generelles Ausreiseverbot. Insgesamt wurden 81.000 Juden aus den tschechischen Ländern in Konzentrations- und Vernichtungslager deportiert. Rund 10.500 von ihnen überlebten den Krieg.

#### Ungarn

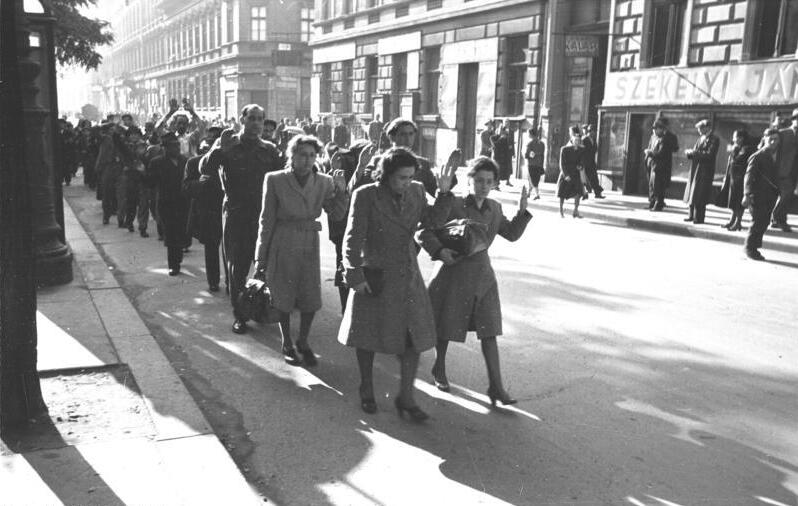
Gefangennahme von Juden in Budapest zur Deportation ins Vernichtungslager Auschwitz (Oktober 1944)

Ungarn war von Ende 1940 bis Oktober 1944 durch seinen Beitritt zum Dreimächtepakt offiziell mit NS-Deutschland verbündet. Es hatte die Karpato-Ukraine besetzt und erhielt 1940 von Hitler den nördlichen Teil Siebenbürgens zugesprochen.
Unmittelbar nach dem Überfall auf die Sowjetunion (ab 22. Juni 1941), an dem Ungarn beteiligt war, begann die Regierung von Miklós Horthy, die Juden aus den ungarisch besetzten Gebieten über die östlichen Grenzen zu treiben und nach Ost-Galizien zu deportieren. Dies war eine Mitursache für das Massaker von Kamenez-Podolsk, wo sich 14.000 deportierte ungarische Juden gesammelt hatten. Danach unterließ Horthy weitere Deportationen, schuf aber Bataillone aus jüdischen Zwangsarbeitern, die mit den ungarischen Truppen gegen die Rote Armee kämpfen mussten. Davon starben etwa 42.000, viele auch durch Morde deutscher Polizisten.
Weil Horthy die übrigen ungarischen Juden trotz der Nähe der Roten Armee noch nicht deportieren ließ, besetzte die Wehrmacht im März 1944 Ungarn (Operation Margarethe). Ein auf Hitlers Befehl entsandtes SS-Einsatzkommando, das Eichmann-Kommando (benannt nach seinem Leiter Adolf Eichmann), richtete mit Hilfe deutschfreundlicher ungarischer Beamter und Polizei Ghettos für die Juden ein. Ab 15. Mai 1944 wurden insgesamt 437.000 ungarische Juden zunächst aus den Randprovinzen, ab Juli 1944 auch aus Budapest nach Auschwitz deportiert; 320.000 davon wurden dort direkt vergast. Viele Leichen wurden unter freiem Himmel verbrannt, weil die Krematorien nicht schnell genug arbeiteten. 15.000 Juden wurden entgegen Hitlers Prinzip von 1941, keine Juden mehr ins Deutsche Reich zu bringen, nach Strasshof an der Nordbahn in Niederösterreich deportiert.
Nach massiven Protesten der Westmächte und des Vatikans ließ Horthy die Transporte am 6. Juli unterbrechen. Eichmann konnte danach noch einige wenige Transporte durchführen.
Am 15. Oktober gelang den rechtsextremen Pfeilkreuzlern mit deutscher Hilfe ein Putsch gegen Horthy. Sie ermordeten etwa 9000 Juden aus dem Budapester Ghetto. Viele Ghettobewohner konnten zeitweise mit schwedischen oder schweizerischen Schutzpässen überleben. Etwa 78.000 der verbliebenen Juden Ungarns wurden aber gefasst und von Eichmann auf Todesmärsche Richtung Österreich geschickt. Juden mussten in Lagern am Südostwall Zwangsarbeit leisten.
Der General der Waffen-SS Hans Jüttner war so schockiert über das, was er bei einer Inspektionsfahrt sah, dass er sich bei dem Höheren SS- und Polizeiführer in Ungarn, Otto Winkelmann, beschwerte.

### Schlussphase

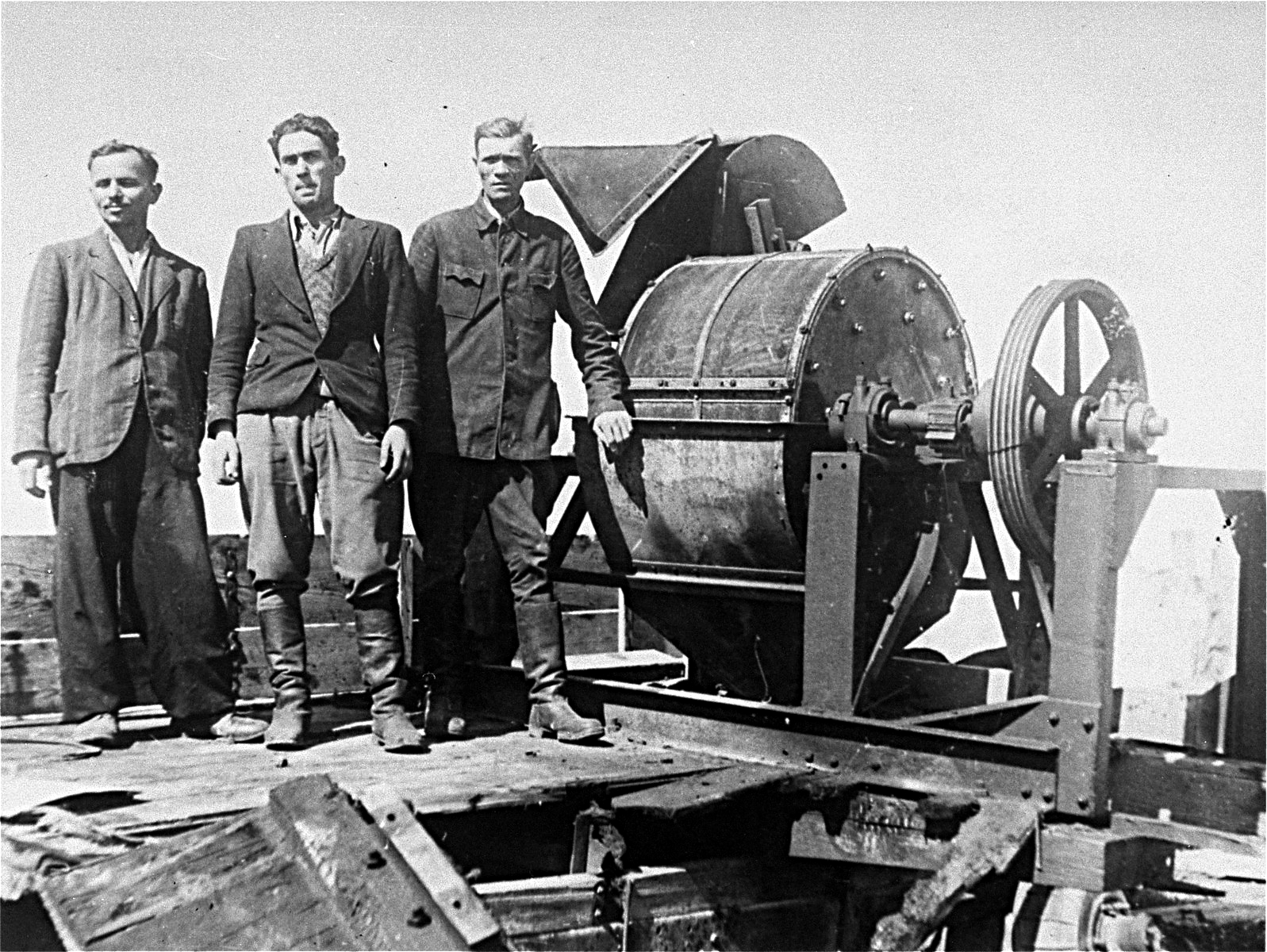
Teilnehmer der Sonderaktion 1005 neben einer Knochenmühle im KZ Janowska (Sommer/Herbst 1943)

Schon Ende 1941, nach der verlorenen Schlacht vor Moskau, planten die Holocausttäter im RSHA, die Spuren von NS-Massenmorden zu beseitigen, bevor die Rote Armee sie entdecken konnte. Ab Herbst 1942 wurden zuerst in Kulmhof und Belzec Leichen exhumiert und verbrannt. Das Lager wurde geschlossen. Die Gebäude und Zäune des Lagers Treblinka mussten „Arbeitsjuden“ abreißen; dann wurden sie erschossen. Das Gelände wurde umgepflügt und Bäume darauf gepflanzt.
Nachdem Wehrmachtsoldaten im April 1943 Massengräber von Opfern des sowjetischen Massakers von Katyn entdeckt hatten, ließ das RSHA die „Sonderaktion 1005“ einleiten: Mehrere Sonderkommandos zwangen Juden und sowjetische Kriegsgefangene zum Aufgraben der Massengräber von Juden und Verbrennen ihrer Leichen, etwa in Babyn Jar bei Kiew. Sie mussten die Knochen der Mordopfer zermahlen und zusammen mit der Asche der Leichen in Wäldern verstreuen. Im März 1944 wurden auch diese Zwangsarbeiter als unliebsame Zeugen ermordet. Solche Vertuschungsversuche folgten in Polen und auf dem Balkan. Da sich Massenerschießungen und Lagerstandorte aber kaum geheim halten ließen, wurden nach Kriegsende fast alle Massengräber der NS-Verbrechen entdeckt.
Seit der verlorenen Schlacht um Stalingrad am 2. Februar 1943 zog sich die Wehrmacht allmählich aus Osteuropa zurück. Gefangene der Deutschen sollten der Roten Armee auf keinen Fall in die Hände fallen. Beim Rückzug verübten Wachpersonal, Gestapo und Sicherheitspolizei daher viele Massaker an zehntausenden Gefängnis- und Lagerhäftlingen, teils auf eigene Initiative, teils auf zentralen Befehl. So befahl der Chef der Sicherheitspolizei im Generalgouvernement am 20. Juli 1944 die „Totalräumung“ aller dortigen Gefängnisse, die „Liquidierung“ der Insassen, falls Transporte unmöglich seien, das Verbrennen der Leichen und Sprengen der Gebäude.
Demgemäß hatten Lagerverwaltungen und regionale Polizeiführer seit Dezember 1943 die ersten Transporte nach Westen organisiert und dabei „nicht transportfähige“ Menschen selektiert und direkt ermordet. Im Januar 1945 begann die „Evakuierung“ aller KZs im Osten, die bis in die letzten Kriegstage im April fortgesetzt wurde. Aus dem KZ Stutthof mussten 17.000, aus Auschwitz 58.000 Menschen zu Fuß nach Westen marschieren. Wer nicht mitkam oder stürzte, wurde von Bewachern, teils auch Einheimischen beim Durchzug eines Ortes, erschossen. Auch bei Weitertransporten in völlig überfüllten Zügen starben tausende, ebenso in Aufnahmelagern. Nur etwa 1500 Personen dieser beiden Todesmärsche erreichten das Altreich lebend.
Bei diesen Maßnahmen wurden die etwa 200.000 Juden, die die Zwangsarbeits- und Vernichtungslager bis dahin überlebt hatten, erneut besonders brutal behandelt. Man schätzt, dass etwa 100.000 Menschen durch Todesmärsche, insgesamt 300.000 durch Gefangenenmorde umkamen.
Ab Februar 1945 ließen NS-Behörden auch Akten verbrennen. Per Runderlass ordneten Gauleiter an, besonders „Geheimbefehle des Führers“ und andere Geheimdokumente zu Mord- und Ausrottungsbefehlen zu vernichten.

## Gesamtzahlen jüdischer Opfer
NS-Zeitungen hatten gelegentlich realistische Opferzahlen genannt: So schrieb Der Danziger Vorposten am 13. Mai 1944 über „schwere Einbußen“ des Judentums in Osteuropa. Allein in Polen und Ungarn seien fünf Millionen Juden „ausgeschaltet“ worden, weitere 1½ Millionen seien entsprechenden „gesetzlichen Maßnahmen“ ausgesetzt. Im Nürnberger Prozess gegen die Hauptkriegsverbrecher ging die Anklageschrift 1945 von 5,7 Millionen Opfern aus. Gestützt wurde das durch Auswertungen von Jacob Robinsons Institute of Jewish Affairs und den leicht darüber liegenden Zahlen aus den Zeugenaussagen der Mittäter Wisliceny sowie Höttl.
Holocaustforscher nahmen zeitweise an, von 1939 bis 1945 seien weniger Juden ermordet worden: Gerald Reitlinger schätzte sie 1953 auf 4,2 bis 4,7, Raul Hilberg 1961 auf 5,1 Millionen. Martin Gilbert kam 1982 auf 5,7 Millionen. 1987 trug die von einem internationalen Autorenkollektiv verfasste Enzyklopädie des Holocaust die damals möglichen genauesten Schätzungen aus vielen Einzelländern zusammen und kam so auf etwa 5,6 Millionen.
Durch die Freigabe sowjetischer Archive seit 1990 konnten die bis dahin ungewissen Opferzahlen für Polen und die Sowjetunion etwa anhand von Deportationslisten, Zugfahrplänen und Mitgliedlisten jüdischer Gemeinden vor und nach dem Holocaust überprüft werden. Dabei stellte sich heraus, dass die Opferzahlen der Konzentrationslager Auschwitz zwar niedriger lagen als zuvor vermutet, dass aber allein dort 1,1 Millionen Menschen, darunter mindestens 900.000 Juden, ermordet worden waren.
Wolfgang Benz befasste sich in Dimension des Völkermords (erschienen 1991, 2. Auflage 1996) mit allen seit 1990 zugänglichen Quellen, Auswertungs- und Berechnungsmethoden der Opferzahlen. Burkhard Asmuss veröffentlichte 2002 eine Aufstellung mit teilweise gröberen Schätzungen. Insgesamt erhärtete sich dabei eine Gesamtopferzahl von mindestens 5,6 bis zu 6,3 Millionen ermordeten jüdischen Menschen. Dazu kommen Zahlen für Verletzte und Vertriebene. Im von ihm herausgegebenen Handbuch des Antisemitismus bezifferte Benz die Gesamtzahl der Holocaust-Opfer auf „mindestens sechs Millionen“.
Die Gedenkstätte Yad Vashem in Jerusalem nannte im Dezember 2010 über vier Millionen Opfer in ihrer Personenkartei namentlich, also als identifiziert. 2,2 Millionen dieser Namen wurden von Angehörigen oder Freunden beigesteuert, die anderen stammen aus Archiven oder Recherchen.
| Land             | Dimension des Völkermords (2/1996) | Enzyklopädie des Holocaust (4/2002) | Burkhard Asmuss (1/2002) |
| ---------------- | ---------------------------------- | ----------------------------------- | ------------------------ |
| Albanien 3 4     | 591                                | —                                   | — 3                      |
| Belgien          | 28.518                             | 28.900                              | 25.000                   |
| Bulgarien 1      | 11.393                             | —                                   | —                        |
| Dänemark 3       | 116                                | 60                                  | — 3                      |
| Deutschland 2    | 160.000                            | 134.500                             | 165.000                  |
| Estland          | —                                  | —                                   | 1.000                    |
| Frankreich       | 76.134                             | 77.320                              | 75.000                   |
| Griechenland     | 59.185                             | 60.000                              | 59.000                   |
| Italien          | 6.513                              | 7.680                               | 7.000                    |
| Jugoslawien      | 60.000                             | 56.200                              | 65.000                   |
| Lettland         | —                                  | —                                   | 67.000                   |
| Litauen          | —                                  | —                                   | 160.000                  |
| Luxemburg 3      | 1.200                              | 1.950                               | — 3                      |
| Niederlande      | 102.000                            | 100.000                             | 102.000                  |
| Norwegen 3       | 758                                | 762                                 | — 3                      |
| Österreich       | 65.900                             | 50.000                              | 65.000                   |
| Polen            | 2.700.000                          | 2.900.000                           | 3.000.000                |
| Rumänien         | 211.214                            | 271.000                             | 350.000                  |
| Sowjetunion      | 2.100.000                          | 1.211.500                           | 1.000.000                |
| Tschechoslowakei | 143.000                            | 146.150                             | 260.000                  |
| Ungarn           | 550.000                            | 550.000                             | 270.000                  |
| weitere Länder 3 | —                                  | —                                   | 2.800                    |
| Spannen 5        | 6.276.522–6.316.522                | 5.596.022–5.863.122                 | 5.673.800                |

Anmerkungen:
 Keine Angaben: —

## Täter
Der Holocaust war kein Projekt einer Einzelbehörde und wurde nicht nur von bestimmten dazu beauftragten Tätern durchgeführt, sondern von vielen Institutionen aller deutschen Gesellschaftsbereiche ermöglicht, mitgetragen, geplant, organisiert und vollzogen. Seit den Forschungen Raul Hilbergs werden dabei bürokratische Entscheidungsabläufe, Arbeitsteilung, Zuständigkeiten und ihr Zusammenwirken untersucht, aber auch gemeinsame Interessen, ideologischer Konsens und praktische Bündnisse zwischen alten und neuen Eliten, Führung und Bevölkerungen.
Historiker gehen heute von bis zu 500.000 „an den Schreibtischen wie auf den Schauplätzen“ an den Judenmorden beteiligten, meist männlichen, Deutschen und Österreichern sowie nochmals einigen Hunderttausend Kollaborateuren aus den von Deutschland besetzten oder mit ihm verbündeten Staaten aus.
Haupttäter waren Mitglieder aller Machtsäulen des NS-Staates:
- Hitler und der engere Führungszirkel des NS-Regimes, die die Leitlinien der Vernichtungspolitik bestimmten und in allgemeine Befehle und Verordnungen umsetzten,
- die Massenpartei NSDAP, die die Hetzpropaganda entfaltete, die den Holocaust vorbereitete und begleitete, deren Gauleiter und Ortsgruppenleiter die Entrechtung und Deportation der Juden und anderer Opfergruppen in ihrem Bereich vorantrieben, deren SA und Hitlerjugend direkt an Verfolgungs- und Mordaktionen in der Vorkriegszeit (zum Beispiel Judenboykotte 1933ff., Novemberpogrome 1938) und gegen Kriegsende (Endphaseverbrechen gegen KZ-Häftlinge auf Todesmärschen usw.) teilnahmen;
- die SS als dem „Führer“ persönlich verpflichtete elitäre Terrororganisation, deren weitverzweigte Untergliederungen die rassistische Bevölkerungs- und Vernichtungspolitik in den eroberten und eingegliederten Gebieten durchführten und dort das entsprechende Lager- und Ghettosystem organisierten. Hier wird nicht nur den Einsatzgruppen, sondern auch den Polizeibataillonen und ihren jeweiligen Vorgesetzten, den Höheren SS- und Polizeiführern sowie den SS-Hauptämtern – besonders dem Reichssicherheitshauptamt – eine Hauptverantwortung an den Massenmorden zugewiesen.
- die Gestapo, Ordnungs-, Sicherheits- und Kriminalpolizei: Sie sollten möglichst alle „Reichs- und Volksfeinde“ aufspüren, überwachen und „ausschalten“ und wirkten dabei mit der SS zusammen.
- die Wehrmacht: Deren Oberkommandos und Generäle trugen die Vernichtungsziele des Krieges gegen die Sowjetunion mit, setzten sie in völkerrechtswidrige Befehle um und halfen auf vielfältige Weise bei der Judenvernichtung, etwa indem sie Soldaten für Massenerschießungen bereitstellten, die Judenkennzeichnung in besetzten Gebieten erzwangen, jüdische Kriegsgefangene aussonderten und Juden als Partisanen ermorden ließen oder selbst ermordeten.
- viele Wirtschafts- und Industrieverbände und Unternehmen, die von der Arisierung, Zwangsarbeit und vom Aufbau der Vernichtungsindustrie in den Lagern profitierten und daran mitwirkten
- die zivilen und militärischen Besatzungsverwaltungen, besonders in Osteuropa, die die wirtschaftliche Ausbeutung und rassistische Bevölkerungspolitik in ihren Gebieten organisierten, durchführten, zum Teil in einen Wettlauf bei deren „Entjudung“ eintraten und dazu Druck auf die Berliner Zentralbehörden ausübten. Zuständig war das Reichsministerium für die besetzten Ostgebiete unter Alfred Rosenberg in Berlin, dem sog. Ostministerium, dem zum Beispiel auch das Reichskommissariat Ostland unterstand.
- das Personal vieler Staats- und Verwaltungsbehörden, die mit Gesetzen, Verordnungen, Verwaltungsakten und konkreten Maßnahmen an der Judenverfolgung, -ausgrenzung, -deportation und -vernichtung mitwirkten: „Es gab kaum eine Behörde, […], die nicht ‚von Amts wegen‘ für die ‚Lösung‘ einer ‚Judenangelegenheit‘ zuständig war.“[150]

Als indirekte, aber deswegen nicht weniger verantwortliche Tätergruppen werden erachtet:
- Wissenschaftsinstitute, Universitäten und Fakultäten, die – z. B. in der Medizin, Völkerkunde und Raumplanung – mit interessegeleiteter Forschung ideologische Gründe lieferten, Pläne erstellten, Aufträge vergaben und sich – etwa durch die Abnahme von Leichen für „anatomische Rassestudien“ oder von lebenden Häftlingen für Menschenversuche – an Mordaktionen beteiligten.
- die Kirchen, die ihre Tauf- und Eheregister zur Erfassung der „Nichtarier“ zur Verfügung stellten, selbst „Ariernachweise“ erstellten und die ausführenden Täter überwiegend moralisch entlasteten.
- Bevölkerungsteile im Deutschen Reich und in den besetzten Gebieten, die die Judenverfolgung unterstützten.

## Holocaustkenntnis während der NS-Zeit

### Deutsches Reich

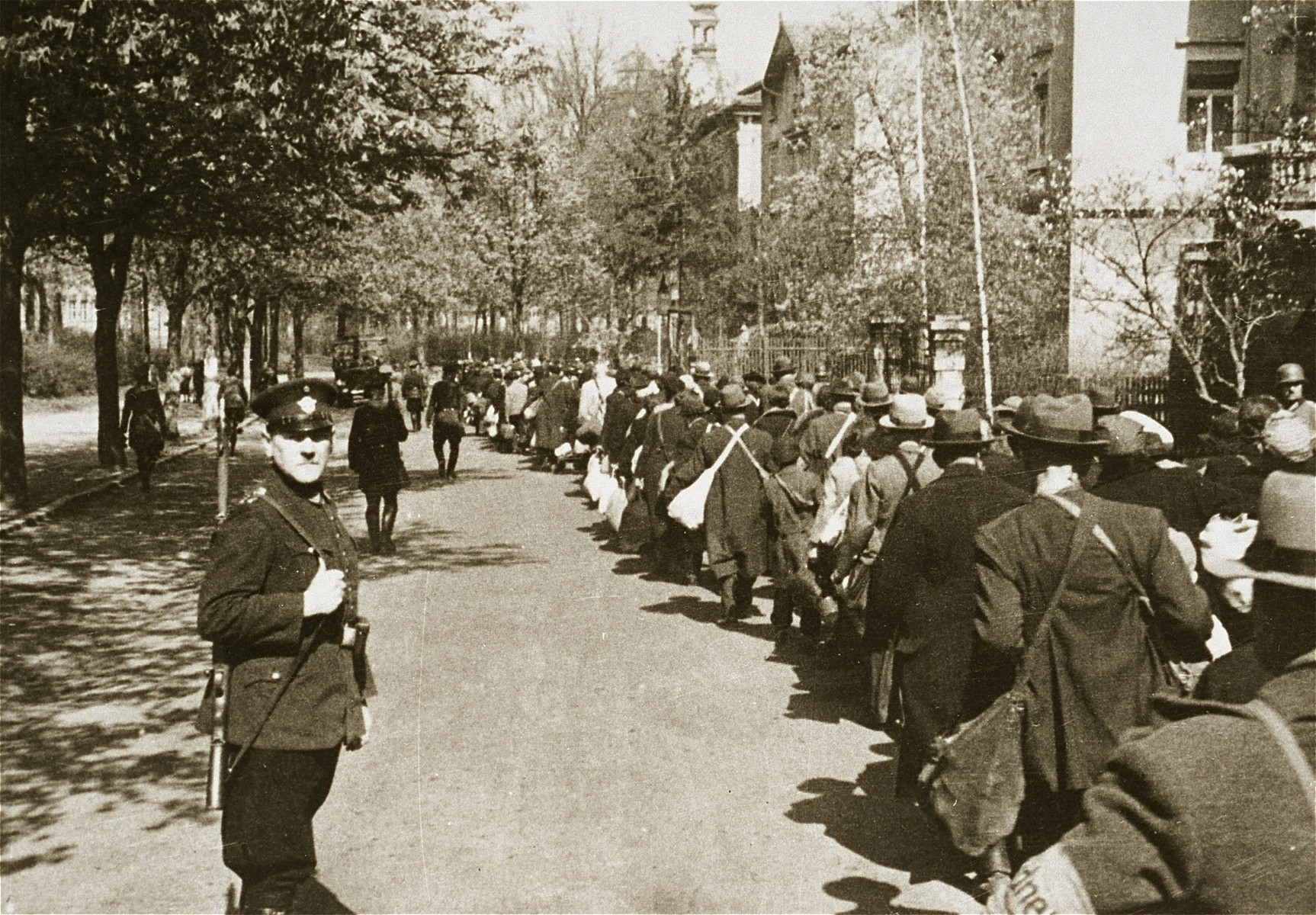
Deportation von Würzburger Juden ins Generalgouvernement am 25. April 1942

Schon die vor Beginn des Holocaust vom NS-Regime ergriffenen Maßnahmen zur Isolierung, Diskriminierung und Verfolgung der Juden – etwa der Boykott jüdischer Geschäfte 1933, die Rassengesetze von 1935 und das Novemberpogrom von 1938 – konnten niemandem verborgen bleiben, der damals in Deutschland lebte. Auch die im Krieg einsetzenden Deportationen der reichsdeutschen Juden erfolgten in aller Öffentlichkeit, auf offener Straße und über Bahnhöfe, auch wenn sie von der NS-Propaganda offiziell als „Umsiedlungen“ bezeichnet wurden.
Obwohl Hitler in einer im Radio übertragenen Reichstagsrede am 30. Januar 1939 explizit formulierte, im Falle eines erneuten Weltkrieges sei mit der „Vernichtung der jüdischen Rasse in Europa“ zu rechnen, erinnerte die deutsche Propaganda bis Mitte 1941 nur gelegentlich an diese Drohung. Darin spiegelte sich nach Ansicht Peter Longerichs die verfahrene Situation der Politik, dass Auswanderung bzw. Vertreibung durch den Krieg weitgehend vereitelt worden waren, Alternativpläne wie Deportationen in ein „Reservat“ aber ebenso wenig umzusetzen waren und zudem grundsätzlich als Geheimsache galten. Im Jahr 1942 kam Hitler dann mehrfach und in viel beachteten Reden auf seine „Prophezeiung“ vom 30. Januar 1939 zurück, wobei er diese Rede immer wieder auf den Kriegsanfang datierte und seine Rhetorik durch das Wort „ausrotten“ verschärfte. Allerdings war dies nicht Kern einer breit angelegten, den Massenmord an den Juden begleitenden Propagandakampagne, sondern die wiederholte Drohung erfolgte in einem propagandistischen Umfeld, das über das weitere Vorgehen des Regimes in der „Judenfrage“ konsequent schwieg. Während der Holocaust in vollem Gange war, spielte die „Judenfrage“ in der deutschen Propaganda nur eine untergeordnete Rolle. Man war bemüht, keinen unmittelbaren Zusammenhang zwischen der Drohung und der Verfolgungspraxis herzustellen.
Die ersten Massenerschießungen im Osten geschahen zwar unter strengster Geheimhaltung, über Wehrmachtssoldaten auf Heimaturlaub sickerten entsprechende Informationen dennoch durch. Ab 1941 verbreitete sich gerüchteweise im Reich, dass auch die angeblich nur „umgesiedelten“ deutschen Juden in Wirklichkeit umgebracht wurden. Die befohlene Geheimhaltung scheiterte auch daran, dass außer Wehrmachts- und SS-Angehörigen auch zahlreiche deutsche Zivilisten, etwa Verwaltungsbeamte oder Eisenbahner Zeugen der Verbrechen wurden. Dazu kamen Informationen über Rundfunksendungen der Westalliierten. Anfang 1942 etwa berichtete Thomas Mann im Rahmen seiner für die BBC aufgenommenen Radio-Serie „Deutsche Hörer“ über die Vergasung niederländischer Juden. Äußerungen in privaten Tagebüchern, Aufzeichnungen und Briefen ebenso wie in amtlichen Dokumenten belegen, dass viele damals lebende Deutsche zumindest ahnungsweise Kenntnis vom Genozid an den Juden hatten. Dass sich diese Kenntnis nur langsam verbreitete, dafür macht der Antisemitismusforscher Wolfgang Benz noch vor der befohlenen Geheimhaltung die „alle Phantasie übertreffende Unglaublichkeit der Nachrichten über die Ermordung der Juden“ verantwortlich. Die deutsche Bevölkerung begegnete der judenfeindlichen Politik des Regimes mit Gleichgültigkeit und Apathie.
Im Laufe des Jahres 1942 machten im Reichsgebiet vermehrt Gerüchte über die Ermordung der Juden die Runde. Vielen Deutschen war klar, dass Deportation für die Betroffenen den Tod bedeutete, wobei häufig über Erschießungen spekuliert wurde. Konkrete Informationen über Vernichtungslager waren jedoch kaum im Umlauf. In der zweiten Jahreshälfte 1942 wurde der Massenmord an den Juden zum öffentlichen Geheimnis, über das man besser nicht sprach, das im allgemeinen Bewusstsein jedoch deutlich präsent war. Ein Gesamtbild vom wirklichen Umfang der Judenverfolgung zu gewinnen, war jedoch außerordentlich schwierig. 1943 versuchte das Regime mit unmissverständlichen Formulierungen zur Vernichtung der Juden, die von ihm gesteuerte Öffentlichkeit neu auszurichten und der Bevölkerung zu vermitteln, dass sie im Falle einer Niederlage für die Verbrechen des Regimes als Mitwisser zur Rechenschaft gezogen würden. In dieser von Angst geprägten Atmosphäre war die Bevölkerung offenbar unwillig, sich mit den Details der „Judenfrage“ zu befassen. Peter Longerich spricht von einer „breite[n] Grauzone, gekennzeichnet durch Gerüchte und Halbwahrheiten, Imagination, verordnete und selbst auferlegte Kommunikationsbeschränkungen, Nicht-Wissen-wollen und Nicht-Begreifen-Können.“ Meinungsumfragen zwischen 1961 und 1998 ergaben konsistent, dass 32 bis 40 Prozent der Bevölkerung angaben, sie hätten vor dem Ende des Zweiten Weltkriegs Informationen über den Mord an den Juden gehabt.

### Alliierte
Seit 1933 kritisierten ausländische Staaten die nationalsozialistische Innenpolitik, besonders die Verfolgung von Juden und anderen Minderheiten. Die Einwanderungsquoten für die jüdischen Flüchtlinge in die USA blieben jedoch unverändert. Bei der von US-Präsident Roosevelt angestoßenen Konferenz von Évian im Juli 1938 war fast kein Teilnehmerstaat zur Aufnahme jüdischer Flüchtlinge oder Erhöhung seiner Einwanderungsquoten bereit.

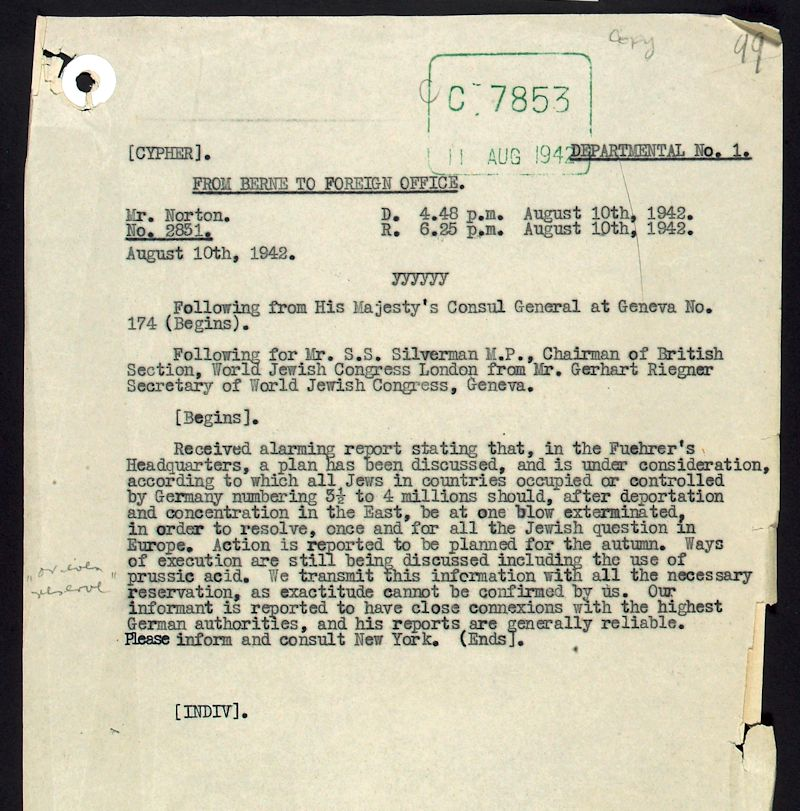
Riegner-Telegramm vom August 1942

Von der systematischen Ausrottungspolitik des NS-Regimes erfuhren die Alliierten seit 1941 durch entschlüsselte Berichte der Einsatzgruppen der Sicherheitspolizei und des SD nach Berlin. Sie verurteilten diese äußerst scharf und begründeten damit auch ihre Kriegsstrategie. Im Sommer 1942 erhielten die Regierungen der USA und Großbritanniens erstmals Kenntnis davon, dass der Massenmord mittlerweile in industriellem Maßstab mit Hilfe von Giftgas betrieben wurde. Über Gerhart Riegner, den Büroleiter des Jüdischen Weltkongresses (JWK) in Genf, der von dem deutschen Industriellen Eduard Schulte informiert worden war, gelangte die Nachricht im August ans US-Außenministerium und an den Gründer des JWK, Rabbi Stephen Wise in New York. Dieser wiederum sprach am 8. Dezember mit Präsident Roosevelt und bat ihn, eine offizielle Warnung an die deutsche Regierung auszusprechen. Daraufhin gaben die USA, Großbritannien und zehn weitere Regierungen am 17. Dezember 1942 die Interalliierte Erklärung zur Vernichtung der Juden ab, in der sie dem NS-Regime zu verstehen gaben, dass „die Verantwortlichen einer Vergeltung nicht entgehen“ würden. Gezielte Maßnahmen, um den Holocaust zu beenden oder aufzuhalten, ergriffen sie aber nicht. Ihre Kriegsführung konzentrierte sich ganz auf die bedingungslose Kapitulation Nazi-Deutschlands. Daran änderten auch weitere Informationen seitens der polnischen Untergrundarmee nichts, obwohl die Berichte von Offizieren wie Jan Karski und Witold Pilecki den Wahrheitsgehalt des zunächst als unglaubwürdig eingestuften Riegner-Telegramms bestätigten.
Als die ersten Medienberichte über die Massenvernichtung, wie etwa ein von Szmul Zygielbojm verfasster Artikel im Daily Telegraph über Vergasungen von Juden veröffentlicht wurden, versuchte das US-Außenministerium, deren Publikation zu unterbinden. Auf Druck der öffentlichen Meinung trafen sich im April 1943 auf der Bermuda-Konferenz Vertreter der USA und des Vereinigten Königreichs, um Hilfsmöglichkeiten für Flüchtlinge zu erörtern. Wie die Vorkriegskonferenz von Évian verlief auch sie ergebnislos. Erst nach Intervention des Finanzministers Henry Morgenthau kündigte Roosevelt am 22. Januar 1944 die Einsetzung des War Refugee Board an. Dieses Gremium trug zur Rettung hunderttausender Juden bei.
Die britische Regierung behinderte und unterließ in einzelnen Fällen mögliche Hilfeleistungen. Als im Dezember 1942 einige britische Abgeordnete verlangten, jüdischen Flüchtlingen müsse sichere Zuflucht versprochen werden, lehnte der britische Außenminister dies mit der Begründung ab, es gebe „Sicherheitsbedenken“ und „geografische Probleme“. Anfang 1943 wurde bekannt, dass man gegen Hinterlegung einer gewissen Summe in der Schweiz 70.000 rumänische Juden hätte retten können. Die Regierung hatte den Plan jedoch blockiert, da sie eine Schwächung der eigenen und eine Stärkung der deutschen Position befürchtete.
Die sowjetischen Behörden lieferten deutsche Juden – darunter viele Kommunisten, die in der Sowjetunion Zuflucht gesucht hatten – nach Abschluss des Hitler-Stalin-Paktes im August 1939 den Nationalsozialisten aus. Nach dem deutschen Überfall auf die Sowjetunion im Juni 1941 blieb die besondere Gefährdung der sowjetischen Juden unberücksichtigt. Die sowjetische Berichterstattung verschwieg die deutsche Ausrottungspolitik. Schätzungen zufolge waren 20.000 bis 30.000 Juden in den Partisanengruppen in ganz Europa aktiv. Im von Deutschland besetzten Polen und der Sowjetunion flohen Tausende in die Sümpfe oder Wälder und schlossen sich den Partisanen an, obwohl nicht alle Partisanengruppen Juden willkommen hießen.

## Widerstand und Rettungsversuche

### Juden

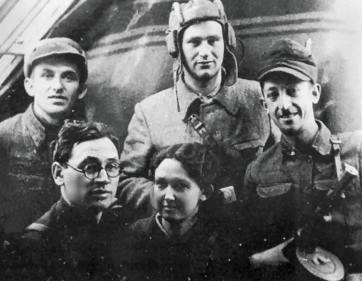
Jüdische Partisanengruppe in Weißrussland (1943)

Am 31. Dezember 1941 rief Abba Kovner die Juden in aller Welt mit einem Flugblatt zum Widerstand auf und kritisierte, die Opfer ließen sich „wie Schafe zur Schlachtbank“ führen. Damit entstand das hartnäckige Klischee vom widerstandslosen Verhalten aller Opfer. Erst seit den 1980er Jahren hat die Forschung dieses Bild differenziert und korrigiert.
Nur wenige Juden ahnten das Ausmaß des Geschehens. Viele hielten Informationen über Massenvernichtungslager, die um 1942/43 zunehmend in den Ghettos Polens, Litauens und Weißrusslands kursierten, nur für Gerüchte. Ein Ausrottungsplan gegen alle Juden schien den meisten anfangs schon wegen der Dimension unglaubhaft. Viele glaubten, wenigstens als Sklavenarbeiter überleben zu können, bis die Deutschen besiegt seien.
Ein Gegenbeispiel und ein Anstoß für den jüdischen Widerstand insgesamt war der Aufstand im Warschauer Ghetto vom 19. April bis zum 16. Mai 1943. Diesen organisierte die jüdische Kampforganisation „ZOB“, als die Nationalsozialisten das Ghetto gänzlich auflösen und alle noch übrigen Juden in die Vernichtungslager, vor allem nach Treblinka, deportieren wollten. Kuriere hatten unter Lebensgefahr Waffen in das abgeriegelte jüdische Ghetto geschmuggelt. Damit konnte die Untergrundorganisation den eindringenden Räumkommandos der SS anfangs hohe Verluste beibringen und sie in die Flucht schlagen. Als die SS mit Panzern und Artilleriegeschützen zurückkehrte, hielten sich die jüdischen Widerstandsgruppen trotz der Übermacht noch in einem etwa vierwöchigen Häuserkampf. Zuletzt mussten sie aufgeben und wurden meist erschossen. Nur wenige Beteiligte konnten sich durch Abwasserkanäle retten.

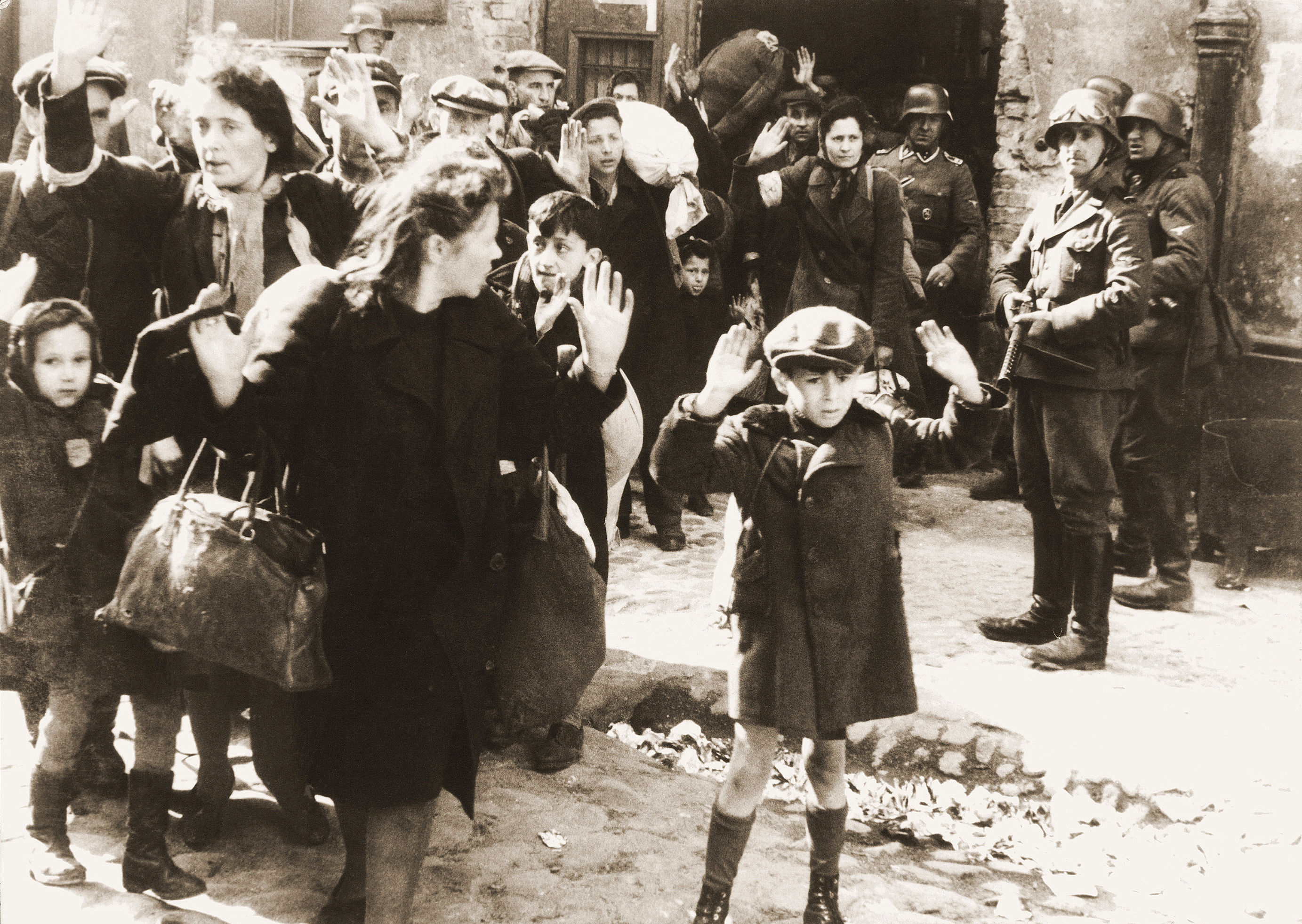
Das Foto des Jungen aus dem Warschauer Ghetto, das als eines der bekanntesten Fotografien des Holocausts gilt, entstand wahrscheinlich während des Aufstands im Warschauer Ghetto

Auch in anderen jüdischen Ghettos bildeten sich Widerstandsgruppen, die Ghettobewohnern zur Flucht verhalfen und einzelne Revolten begannen, etwa in Białystok und Vilnius. Ferner gab es in manchen Lagern Aufstände jüdischer Häftlinge, so den Aufstand von Treblinka von etwa 400 Häftlingen am 2. August 1943, der zu einer Massenflucht jüdischer Lagerinsassen führte und das Lager zerstören sollte. Am 14. Oktober 1943 führten sowjetisch-jüdische Kriegsgefangene den Aufstand von Sobibór in Ostpolen an. Die Beteiligten töteten neun Angehörige der Wachmannschaften, was einen Massenaufstand der Häftlinge bewirkte. 65 jüdischen Gefangenen gelang die Flucht. Ende 1943 gaben die Nationalsozialisten das Lager auf.
Im KZ Auschwitz-Birkenau gab es etwa 700 Fluchtversuche, davon etwa 300 erfolgreiche. Am 7. Oktober 1944 erfolgte dort ein Aufstand des jüdischen Sonderkommandos, das an den Verbrennungsöfen für die vergasten Leichen eingesetzt war. Mit von Frauen eingeschmuggeltem Sprengstoff wurde ein Teil des Krematoriums IV zerstört. 250 Gefangene versuchten zu flüchten, wurden aber bald gefasst und umgebracht.
Europaweit waren tausende untergetauchte Juden am Partisanenkrieg gegen die deutschen Besatzer beteiligt, besonders in Frankreich, Belgien, den Niederlanden, Italien, den Balkanstaaten, der Sowjetunion und Griechenland. In Osteuropa, besonders im katholisch geprägten Polen, konnten sich aus KZs und Ghettos entkommene Juden nur selten bestehenden Partisanengruppen anschließen, da dort auch manche NS-Gegner Antisemiten waren. Darum bildeten sich dort eigene jüdische Partisaneneinheiten, die trotz ihrer anfänglichen Unerfahrenheit bald als besonders entschlossene und motivierte Kämpfer gegen die Deutschen galten. Die vorrückende Rote Armee versorgte sie daraufhin teilweise bevorzugt mit Waffen, besonders für den „Schienenkrieg“ mit Anschlägen und Sabotageaktionen gegen Eisenbahntransporte der Wehrmacht an die Ostfront. Jüdische Widerstandskämpfer stürmten bei der „Operation Torch“ die als uneinnehmbar geltende Festung Algier von innen und leisteten damit einen entscheidenden Beitrag für die Landung der Alliierten und deren anschließenden erfolgreichen Feldzug gegen die deutsche Wehrmacht in Nordafrika.
Viele Juden, die in den 1930er Jahren und zum Kriegsbeginn ins sichere Ausland emigrieren konnten, schlossen sich dort den Truppen der Alliierten an. „Hunderttausenden Juden gelang es, in das Innere der Sowjetunion zu fliehen.“ Von den Juden, die unter der nationalsozialistischen Besatzung verblieben, wurden etwa 1,5 Millionen zu Opfern des Massenmordes. In vielen Armeen gab es eigene jüdische Einheiten, etwa die Jüdische Brigade in der British Army. 10.000 deutschsprachige Juden kämpften dort, ca. 9500 in den US-Streitkräften. 350.000 bis 500.000 Juden kämpften in verschiedenen, oft leitenden Positionen in der Roten Armee im Deutsch-Sowjetischen Krieg, darunter auch viele Frauen. Damit war jeder 4. Soldat der Roten Armee jüdischen Hintergrunds. Ihre Zeitschrift herausgegeben vom „jüdischen antifaschistischen Komitee“ schrieb, auf jiddisch, der Krieg sei Far zayn foterland un zayn yidishn folk. Gegen Ende des Krieges wurde die jüdische Fluchthilfe-Bewegung Beriha (hebräisch „Flucht“) gegründet, mit deren Hilfe zwischen 1944 und 1948 etwa 250.000 Juden aus osteuropäischen Ländern flüchten konnten. Nach dem Krieg dienten emigrierte deutsche Juden den Alliierten oft als Übersetzer im besetzten Deutschland. Man schätzt, dass europaweit bis zu 1,5 Millionen Juden am regulären militärischen Kampf und am Partisanenkampf gegen die NS-Herrschaft beteiligt waren.
Die zionistische Gruppe Chug Chaluzi versuchte in Berlin, Fluchtwege ins Ausland zu finden oder das Leben jüdischer Menschen in der Illegalität zu organisieren, indem sie Lebensmittelkarten, gefälschte Ausweispapiere und Geld beschaffte und verteilte.

### Nichtjüdische Deutsche
Vereinzelt setzten sich auch nichtjüdische Deutsche gegen den geplanten und laufenden Genozid an den Juden zur Wehr. Solche Rettungstaten waren mit ständiger Lebensgefahr verbunden und selten.
Der deutsche Industrielle Oskar Schindler bewahrte im Deutschen Reich 1200 jüdische Zwangsarbeiter vor der Vernichtung, indem er sie bis Kriegsende als kriegswichtig für seinen Betrieb deklarierte und für ihren Unterhalt persönlich aufkam.
Auch die als Rote Kapelle bezeichnete Berliner Gruppe versteckte Juden und verhalf ihnen zu falschen Pässen, mit denen sie ausreisen konnten. Das Büro Grüber der Bekennenden Kirche half seit 1938 Christen jüdischer Herkunft, aber auch Juden zur Ausreise. Eine ähnliche Anlaufstelle gab es auch auf katholischer Seite.
Am 27. Februar 1943 versammelten sich die Ehepartner und Angehörigen von „Mischjuden“, die als Zwangsarbeiter in Berliner Rüstungsbetrieben beschäftigt waren und nun deportiert werden sollten, vor dem Gestapohauptquartier in der Berliner Rosenstraße. Dies war die einzige öffentliche Protestdemonstration während des Krieges gegen eine Deportation, die zudem erfolgreich war: Die inhaftierten Personen wurden freigelassen.
Das Untertauchen von jüdischen Bewohnern während der NS-Zeit zur Rettung vor der Deportation führte zu der Redewendung „als U-Boot leben“. Zum Teil wurde von den betreffenden Personen versucht, dieses Verschwinden durch einen vorgetäuschten Selbstmord oder die Ankündigung einer Reise plausibel zu machen. Das Verschwinden aus der Einwohnerliste konnte für die als U-Boot bezeichnete Person und für ihre Helfer schwerwiegende Folgen haben.
Im Falle der Entdeckung wurde die Person ohne gültige Aufenthaltsgenehmigung verhaftet. Allerdings konnte sie nicht mit einem gerichtlichen Verfahren rechnen, sondern wurde dadurch in aller Regel zum Häftling in einem Konzentrationslager. Davor kam jedoch eine Zeit der Vernehmungen und Folter durch die Gestapo, die auf diese Weise weitere „U-Boote“ suchte. Sollte die Verbindung zu weiteren Helfern bekannt werden, waren auch diese massiv gefährdet. Die rechtlichen oder faktischen Bedrohungen konnten sich nach Reichsgebiet oder Besatzungsstatut und nach Position der jeweiligen Person zur Besatzungsmacht, der Polizei bzw. den NSDAP-Stellen unterscheiden.
Es gab in Deutschland relativ viele lokale verdeckte Netzwerke von Helfern, die Menschen in Not (Flüchtlingen, vor allem Juden) halfen. Oftmals hatten die Flüchtlinge Adressen von Menschen bei sich, die sie zwar nicht kannten, von denen sie aber durch andere wussten, dass sie ihnen auf ihrer Flucht weiterhelfen würden. Oft bekamen die Flüchtlinge dann von diesen Helfern eine weitere Adresse als neuen Anlaufpunkt auf ihrem Weg. Es waren in aller Regel Privatleute, die aus ihrem Gewissen heraus Menschen auf der Flucht versteckten oder anderweitig weiterhalfen und keine Rücksicht darauf nahmen, dass sie und ihre Familie, würden sie entdeckt, Schlimmes zu erwarten hätten. Solche Netzwerke sind zum einen Teil aus den verfolgten politischen Parteien und Organisationen heraus entstanden, zum anderen aus christlichen Gruppierungen heraus. Vielfach handelten Menschen deshalb zugunsten dieser Flucht-Netzwerke, weil Angehörige durch die NSDAP oder Gestapo-Stellen bereits zu Tode gekommen waren und sie deshalb möglicherweise ihr eigenes Leben gering schätzten oder auch aus einem tiefen, innerem Humanismus heraus, den die inzwischen Jahre dauernde Propaganda der Nationalsozialisten nicht erschüttert hatte: Tiefgreifendere wissenschaftliche Untersuchungen sind dazu noch erforderlich.
Das Untertauchen einer Person in einem von Kriegswirtschaft geprägten Land war schwierig. Lebensmittel waren nicht auf dem freien Markt erhältlich, sondern nur gegen Abschnitte von Lebensmittelkarten, die eine Bezugsberechtigung und deren Überprüfung voraussetzten. Das Mitsichführen von Gepäck konnte bei Kontrollen sofort Verdacht auslösen. Der länger als übliche Aufenthalt in einer Gaststätte, Bibliothek oder einem Kino konnte Nachfragen zur Identität auslösen. Die Gestapo versuchte, Spitzel in Netzwerke einzuschleusen – ein bekanntes Beispiel hierfür ist Stella Goldschlag.

### Besetzte oder verbündete Staaten
Eine kleine Anzahl von Juden wurde gerettet, weil die Regierungen ihrer Heimatländer der Forderung des Deutschen Reichs zu ihrer Auslieferung nicht nachgaben.
Finnland, seit 1941 Deutschlands Verbündeter im Krieg gegen die Sowjetunion, lieferte seine Juden größtenteils nicht aus. Als Himmler dies im Sommer 1942 anlässlich seines Besuchs bei Ministerpräsident Rangell verlangte, soll dieser geantwortet haben, Finnlands Juden seien Bürger wie alle anderen und dienten auch als Soldaten im Krieg gegen die Sowjetunion. Diese Praxis wurde aber schon ab Dezember 1942 eingestellt, nachdem Zeitungen und einige Politiker dagegen protestiert hatten. Zwar wurde jüdischen Flüchtlingen zeitweise die Einreise nach Finnland verweigert; aber die etwa 1.800 finnischen Juden entgingen dem Zugriff der Deutschen. Einige ausländische Juden wurden dennoch ausgeliefert, weil sie Kommunisten waren. Neuere Forschungen ergaben, dass Finnland von 1941 bis 1944 insgesamt 129 Flüchtlinge an das Deutsche Reich auslieferte, dazu über 2800 sowjetische Kriegsgefangene, von denen 78 Juden waren.

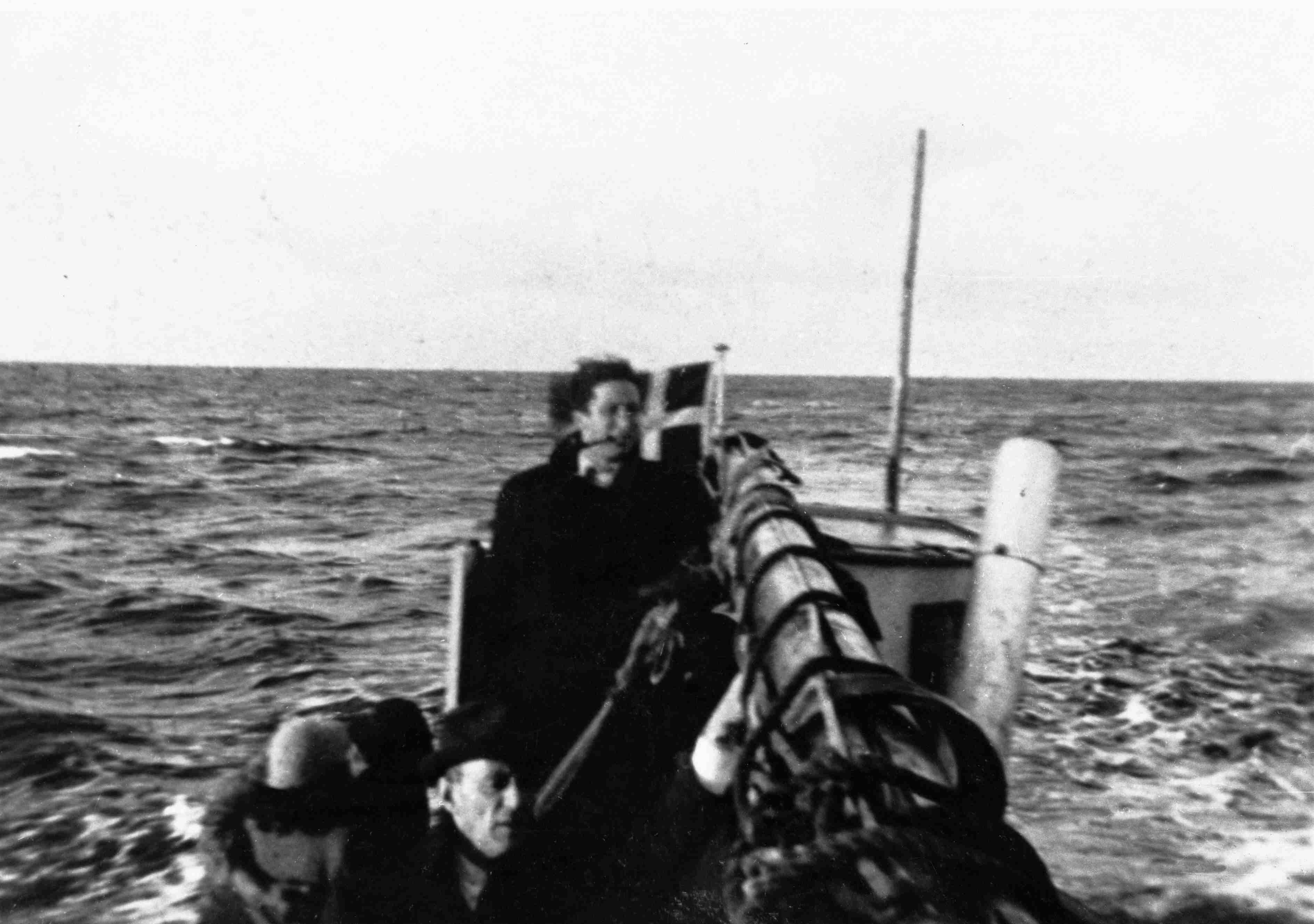
Boot mit Juden bei der Überfahrt von Falster nach Ystad in Schweden, September/Oktober 1943

In Dänemark ergriff König Christian X. Partei für die Juden, als die deutschen Besatzungsbehörden auch sie zum Tragen des Judensterns zwingen wollten. Der deutsche Diplomat Georg Ferdinand Duckwitz warnte den dänischen Widerstand vor drohenden Razzien der SS. Die Rettung der meisten dänischen Juden erfolgte im September und Oktober 1943, als es unter Mithilfe großer Teile der Bevölkerung gelang, rund 6.000 von ihnen in das aufnahmebereite neutrale Schweden zu schleusen. Auf diplomatischen Druck der dänischen Regierung gab Adolf Eichmann ihr am 2. November 1943 die lebensrettende Zusage, dass die wenigen aus Dänemark deportierten Juden nicht aus Theresienstadt in die Vernichtungslager weiter transportiert werden sollten.
Das Königreich Italien internierte Juden zwar in Konzentrationslagern wie Porto Re und Rab, aber es schützte die eigenen und teilweise auch fremde Staatsbürger jüdischen Glaubens in seinem Machtbereich vor Deportation und Vernichtung. Das Land galt als härteste „Zuflucht auf Widerruf“ für Juden aus dem Reichsgebiet. Die jüdische Delegazione per l'Assistenza degli Emigranti Ebrei (DELASEM) unterstützt zunächst ausländische und italienische Juden in den Internierungslagern und bei der Ausreise in sichere Länder. Nach der deutschen Besetzung der Nordhälfte Italiens im September 1943 musste sie in den Untergrund gehen und versorgte die Verfolgten mit Hilfe von Priestern, Partisanen und Polizisten mit gefälschten Papieren, Geld und Unterkunftsmöglichkeiten.
Die Haltung des Vatikans und der katholischen Kirche zum Holocaust, speziell die von Papst Pius XII., ist bis heute umstritten, zumal die Akten des Apostolischen Archivs aus der NS-Zeit erst 2020 freigegeben wurden und noch nicht vollständig ausgewertet sind. Kritiker werfen Pius XII., der vor seinem Pontifikat apostolischer Nuntius in Deutschland war, eine zu wohlwollende Einstellung gegenüber den Achsenmächten und Gleichgültigkeit gegenüber dem Schicksal der Juden vor. Andere, insbesondere katholische Historiker weisen auf den begrenzten Handlungsspielraum des Papstes mitten in dem von italienischen Faschisten und deutschen Besatzern beherrschten Rom hin. Sie gestehen dem Papst zu, zumindest in der Endphase des Krieges viele Juden gerettet zu haben, indem er Schutzhäuser in Rom öffnen und die Aufhebung der Klausur in Klöstern und Konventen erlaubte, was die Aufnahme verfolgter Juden ermöglichte. Unstrittig ist, dass einzelne Geistliche, Würdenträger, Klöster und Konvente die Juden uneigennützig unterstützten. Beispielsweise rettete der apostolische Nuntius in der Türkei, Angelo Roncalli, der spätere Papst Johannes XXIII. mit der Operation Taufe zehntausende ungarischer Juden.
Auch das Beispiel Bulgariens – ebenfalls ein Verbündeter Deutschlands – beweist, dass ein entschiedener Widerstand die deutschen Pläne erfolgreich durchkreuzen konnte. Dank der festen Haltung von Regierung und Bevölkerung wurden etwa 50.000 bulgarische Juden gerettet.
Anders als in Westeuropa, drohte in Polen all jenen, die Juden halfen, nicht nur die Todesstrafe für sich selbst, sondern regelmäßig auch für ihre Familie oder ihr ganzes Dorf. Neben Personen, die, mitunter um selbst zu überleben, Juden auslieferten, gab es dennoch einige Gruppierungen wie die Żegota, die Juden unterstützten. Mehr als eine halbe Million polnischer Juden überlebten den Holocaust, viele dank nicht-jüdischer Helfer. Viele Polen waren entsetzt über die Ermordung jüdischer Kinder und versteckten sie zum Beispiel auf dem Land, bei den Partisanen oder in katholischen Klöstern. Daher sind mehr als ein Drittel der in Yad Vashem als Gerechte unter den Völkern ausgezeichneten Personen polnische Nicht-Juden.

### Schweiz
Die von den Achsenmächten umschlossene neutrale Schweiz lieferte keine Juden mit Schweizer Bürgerrecht aus. Während des Krieges nahm sie zigtausende von Flüchtlingen, darunter auch viele Juden, legal auf, viele weitere schafften den Grenzübertritt illegal und wurden von den Behörden (geduldet) oder von Privaten (illegal) im Land behalten. Insgesamt überlebten in der Schweiz 275.000 Flüchtlinge – davon 26.000 aus dem Ausland in die Schweiz geflüchtete Juden. Es wurde aber auch eine große unbekannte Anzahl von Flüchtlingen an der Grenze zurückgewiesen oder illegal Eingereiste den Nationalsozialisten übergeben.
Die Schweiz wurde von Deutschland mehrfach aufgefordert, keine weiteren Juden aufzunehmen und geflüchtete Juden auszuliefern. Zumindest letzterer Forderung wurde nicht entsprochen. Die Schweiz versuchte während des Krieges, zwischen ihren humanitären Grundsätzen (Aufnahme von Flüchtlingen) und militärischen Selbstschutz-Interessen (Geringhalten von Invasionsabsichten seitens der Nationalsozialisten) die Balance zu finden.

## Befreiung der Lager durch Alliierte

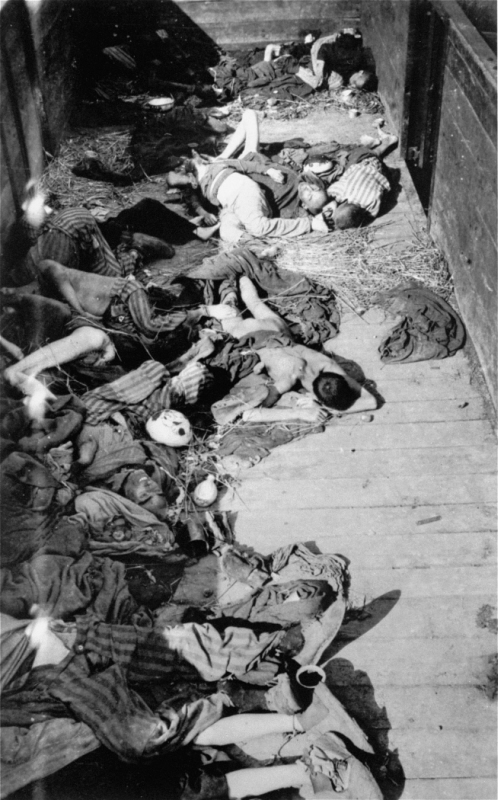
Ein Zugabteil des Todeszuges aus Buchenwald (29. April 1945)

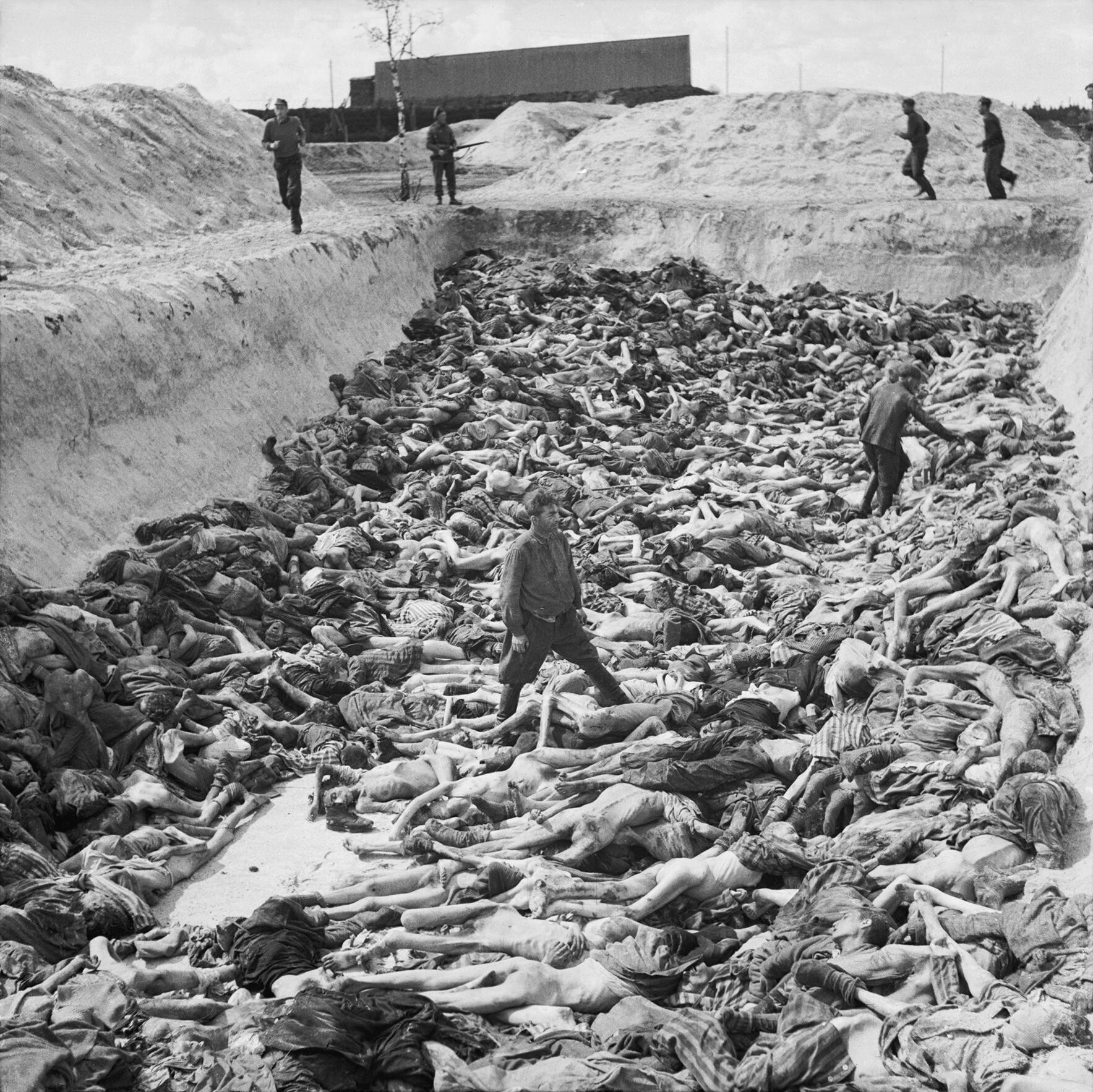
KZ Bergen-Belsen, April 1945

Entsprechend dem Fortschritt der alliierten Angriffe gegen die Hitler-Koalition wurden Überlebende in den Lagern zu sehr verschiedenen Zeitpunkten befreit. Als Beispiele werden hier jeweils KZ genannt, die von einem der Alliierten als erste in seinem Frontabschnitt erreicht wurden.

### 1944
- 23. Juli: Die Rote Armee befreite das KZ Majdanek als erstes der großen KZ bzw. Vernichtungslager im von Deutschland besetzen Polen.
- Im August 1944 konnten auch westliche Journalisten erstmals aus dem KZ Majdanek berichten (Titelgeschichten des Life-Magazin am 28. August und in der New York Times am 30. August 1944).

### 1945
Im Osten:
- 27. Januar: Das KZ Auschwitz-Monowitz wurde am Vormittag, das Stammlager Auschwitz I und das Vernichtungslager Auschwitz-Birkenau am frühen Nachmittag durch die Soldaten der sowjetischen 322. Division befreit.[176]

Im Westen:
- 11. April: Um 14:30 Uhr erreichte die 6. Panzerdivision der 3. US-Armee das Konzentrationslager Buchenwald.
- 12. April: Das KZ Westerbork in den Niederlanden wurde von kanadischen Soldaten befreit.
- 15. April: Das KZ Bergen-Belsen wurde durch die Wehrmacht an britische Truppen übergeben.
- 29. April: Die Befreiung des Konzentrationslagers Dachau fand durch US-Truppen statt, die bei ihrer Ankunft u. a. den Todeszug aus Buchenwald entdeckten. Dieses KZ bei München war Ziel verschiedener Evakuierungs- und Todesmärsche gewesen, auf die Häftlinge geschickt wurden.
- Am 10. Mai konnten in Flensburg die letzten KZ-Häftlinge befreit werden.[177]

Die Alliierten Truppen konfrontierten in einigen Fällen die Bevölkerung der umliegenden Orte mit den Taten in Konzentrationslagern, auch kam es zu Dokumentationsfilmen wie Nazi Concentration Camps (1945).

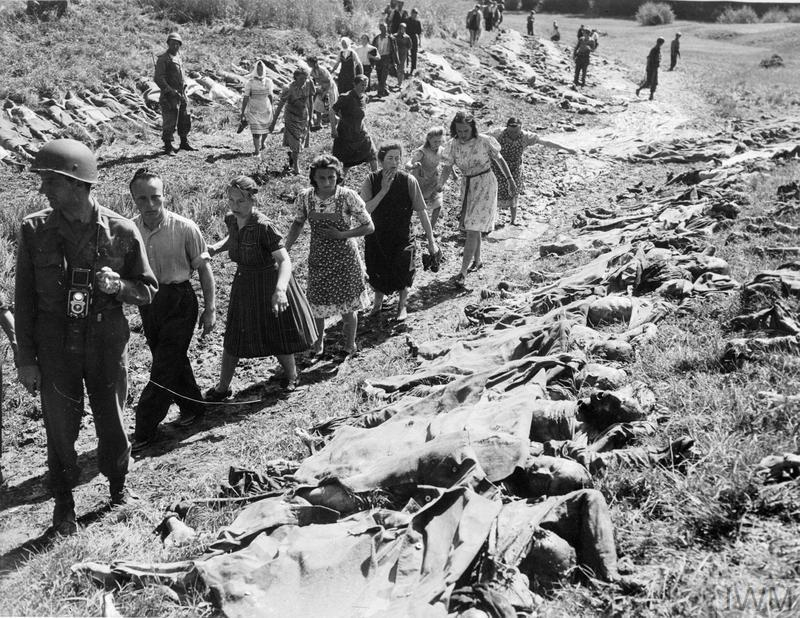
Deutsche Zivilisten müssen an den Toten der Evakuierungstransporte vorbeigehen, Nammering bei Passau, April 1945
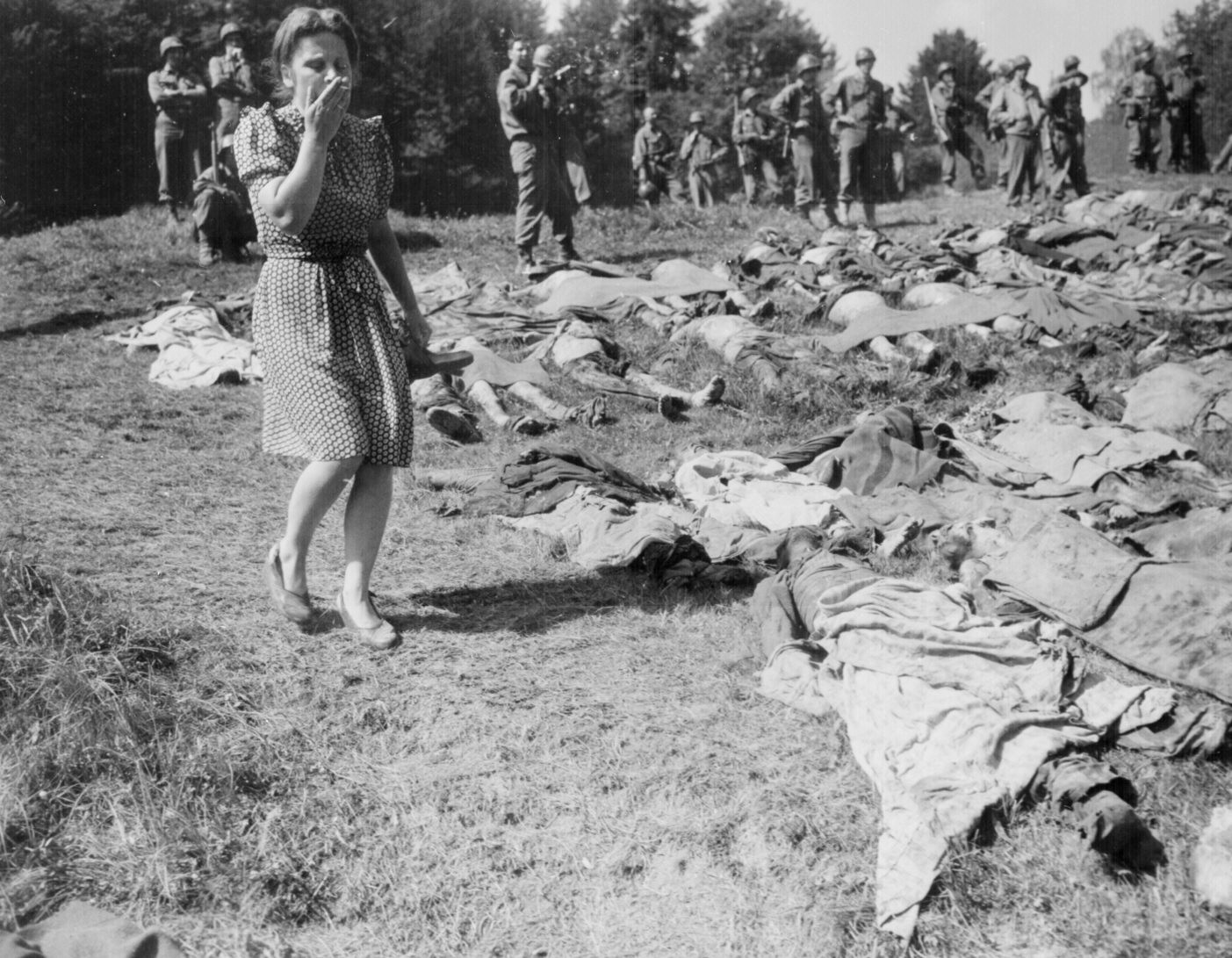
Deutsches Mädchen beim Anblick von exhumierten Opfern eines Evakuierungszuges
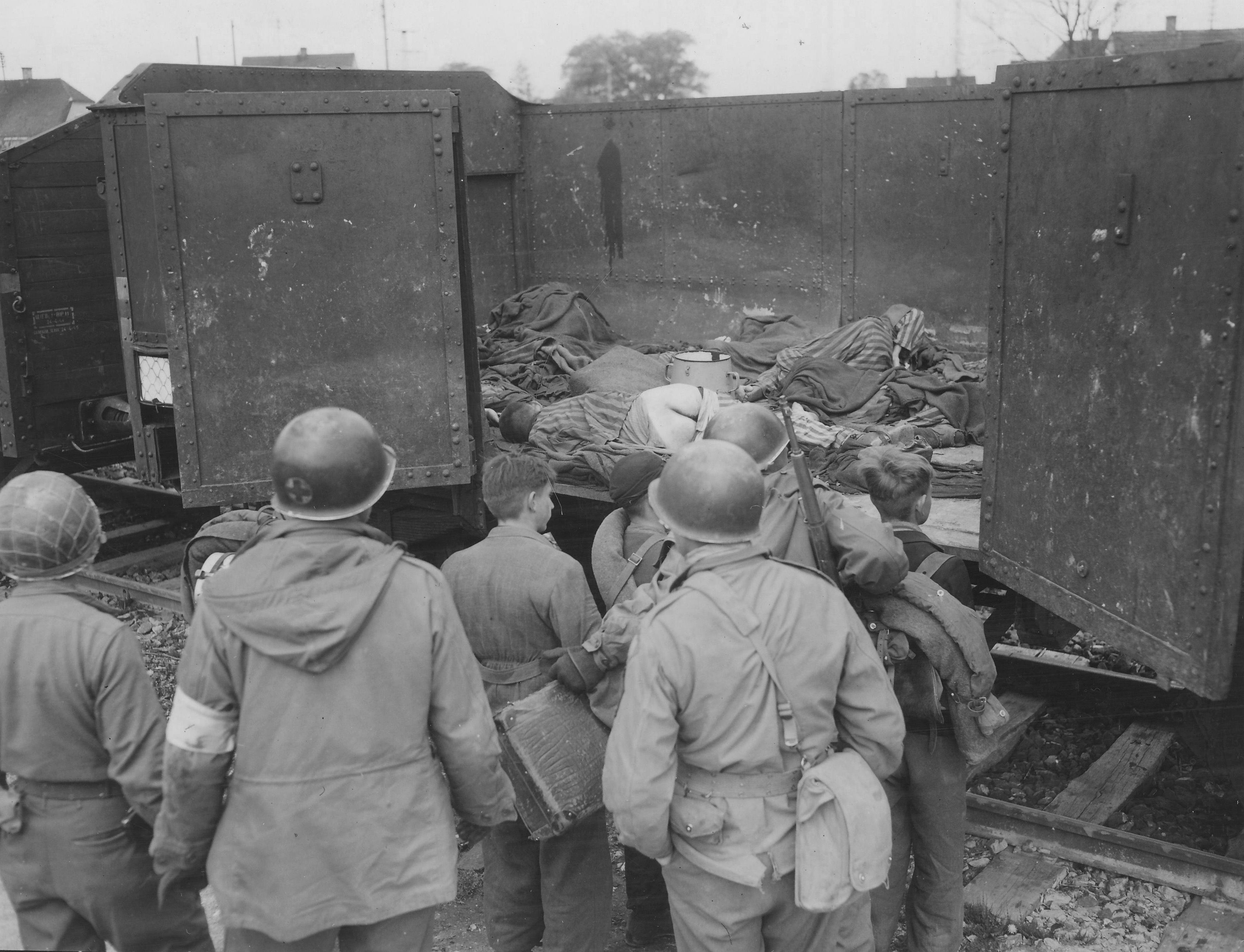
Im KZ Dachau: Die Hitlerjugend vor dem Todeszug (30. April 1945)

### Versorgung der Überlebenden, Rückführung und Auswanderung
Fast überall in den befreiten Lagern entstanden Häftlingsvereinigungen, die dort zunächst wichtige soziale (Überlebens-)Funktionen für die Mitgefangenen ausübten.

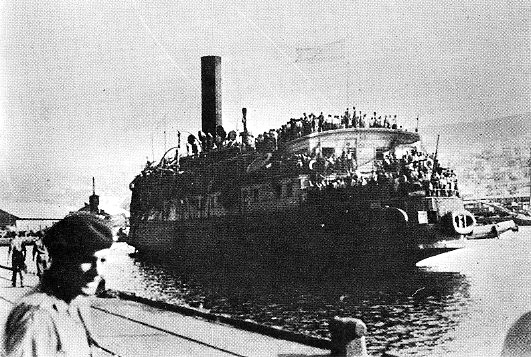
Ankunft des abgefangenen Flüchtlingsschiffs Exodus, Haifa 1947

Die Holocaustüberlebenden stellten unter den NS-Opfergruppen die am schlimmsten beeinträchtigte Gruppe dar, und ein großer Teil davon konnte oder wollte nicht mehr in seine Ursprungsländer (speziell in Ost- und Südosteuropa) zurückkehren. Die West-Alliierten waren schlecht auf diese Opfergruppe vorbereitet, und der Harrison-Report legte das schon im August 1945 offen. Er führte dazu, dass die United Nations Relief and Rehabilitation Administration, das Intergovernmental Committee on Refugees (Evian-Komitee) und mit deren sukzessiver Auflösung ab 1946 die Nachfolgeorganisation International Refugee Organisation zusammen mit jüdischen Hilfsorganisationen eine zielgerichtetere Hilfe organisierten. Die überlebenden Juden versuchten teilweise im Rahmen von Bricha (Flucht aus Ost- und Südosteuropa) und Alija Bet (illegale Einwanderung ins Mandatsgebiet) illegal nach Palästina oder teils in die westalliierten Besatzungszonen zu gelangen. Die USA stellten nur wenige Einreisevisen aus, und das Vereinigte Königreich verhinderte die Einreise ins Mandatsgebiet Palästina, um das Zahlenverhältnis zwischen Juden und Arabern nicht zu verändern. Um die Flüchtlingskrise zu lösen, wurde 1946 das Anglo-Amerikanische Untersuchungskomitee geschaffen, und die UN-Generalversammlung verabschiedete 1947 den UN-Teilungsplan für Palästina. Mit dem Abzug der Briten aus Palästina 1948 erfolgte die Staatsgründung Israels. Überlebende konnten von da an legal nach Israel einwandern. Das Lager Föhrenwald diente am längsten (bis 1957) als Lager für jüdische Displaced Persons in der Bundesrepublik Deutschland.

## Folgen

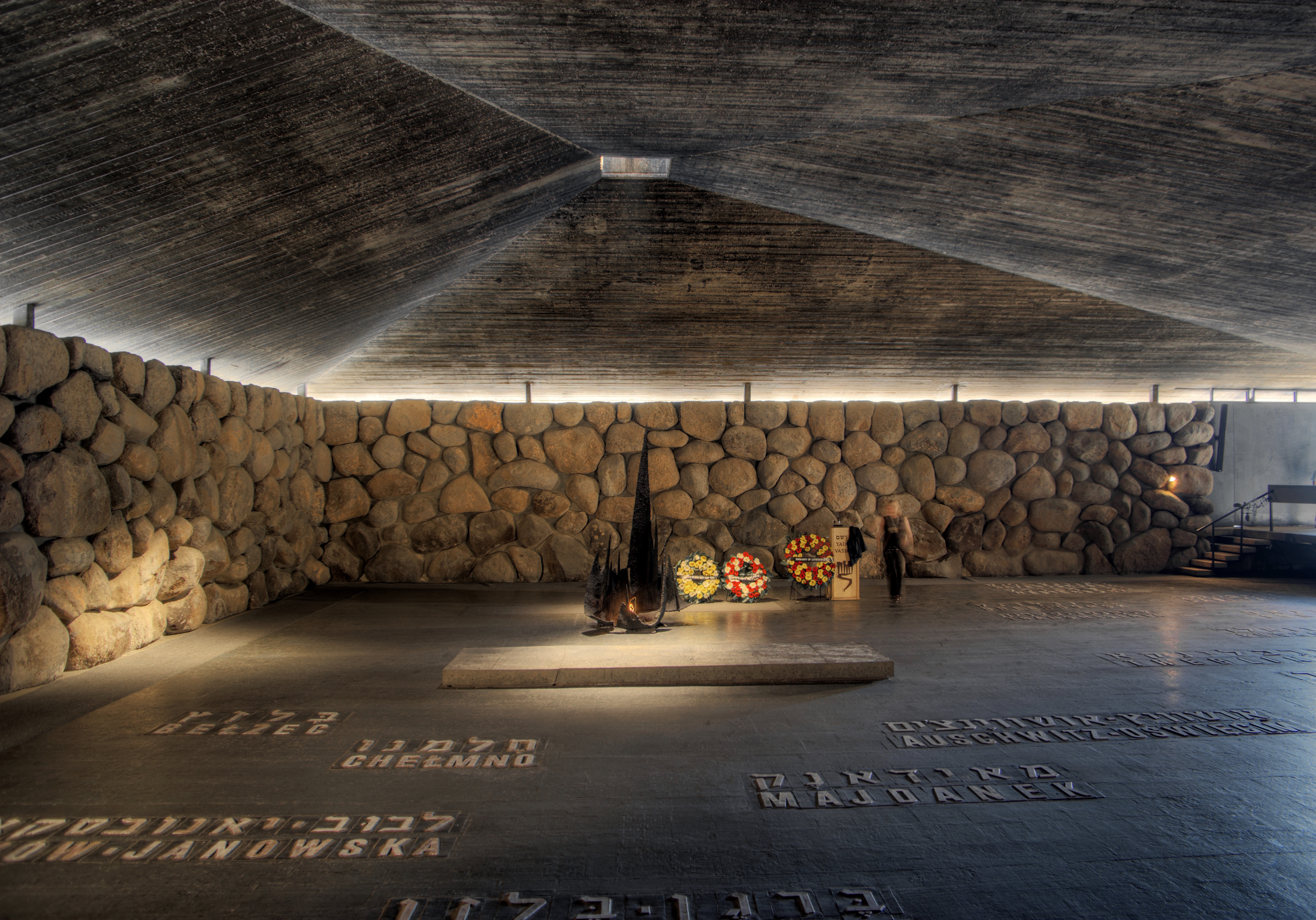
Gedenkstätte Yad Vashem in Jerusalem, Halle der Erinnerung

### Traumatisierung der Überlebenden
Viele Überlebende der Vernichtungslager und Menschen, die sich der drohenden Ermordung durch Flucht oder andere Umstände entziehen konnten, litten und leiden unter einer Posttraumatischen Belastungsstörung (PTBS). Der Psychiater und Psychoanalytiker William Niederland prägte dafür in den 1960er Jahren den Begriff vom Überlebenden-Syndrom. Einigen Holocaust-Überlebenden war und ist es zum Teil bis heute nicht möglich, über ihre Erfahrungen in den Todeslagern zu sprechen, andere berichteten und berichten als Zeitzeugen in den Auschwitzprozessen. Traumafolgen sind im Rahmen der transgenerationalen Weitergabe bis in die zweite und dritte Generation bekannt, können also Enkel und Urenkel der Überlebenden betreffen.

### Juristische Aufarbeitung
Das erste öffentliche Gerichtsverfahren zur Bestrafung nationalsozialistischer Verbrechen, der Kriegsverbrecherprozess von Krasnodar, fand noch während des Krieges statt, im Juli 1943. Die propagandistische, sowjetische Berichterstattung darüber verschwieg, jedoch, dass sich unter den Opfern der verhandelten Verbrechen im Umfeld des Sonderkommandos 10a viele Juden befunden hatten.
Das ganze Ausmaß der nationalsozialistischen Verbrechen kam erst ans Licht der Weltöffentlichkeit, als alliierte Truppen die Gebiete befreiten, in denen sich die Konzentrations- und Vernichtungslager befunden hatten. Auf der Konferenz von Jalta im Februar 1945 vereinbarten die Alliierten neben der Entmilitarisierung auch die durchgehende „Entnazifizierung“ Deutschlands für die Zeit nach ihrem Sieg. Auf der Potsdamer Konferenz Ende Juli 1945 bekräftigten sie diesen Beschluss, der auch die juristische Aufarbeitung der NS-Verbrechen einschloss.

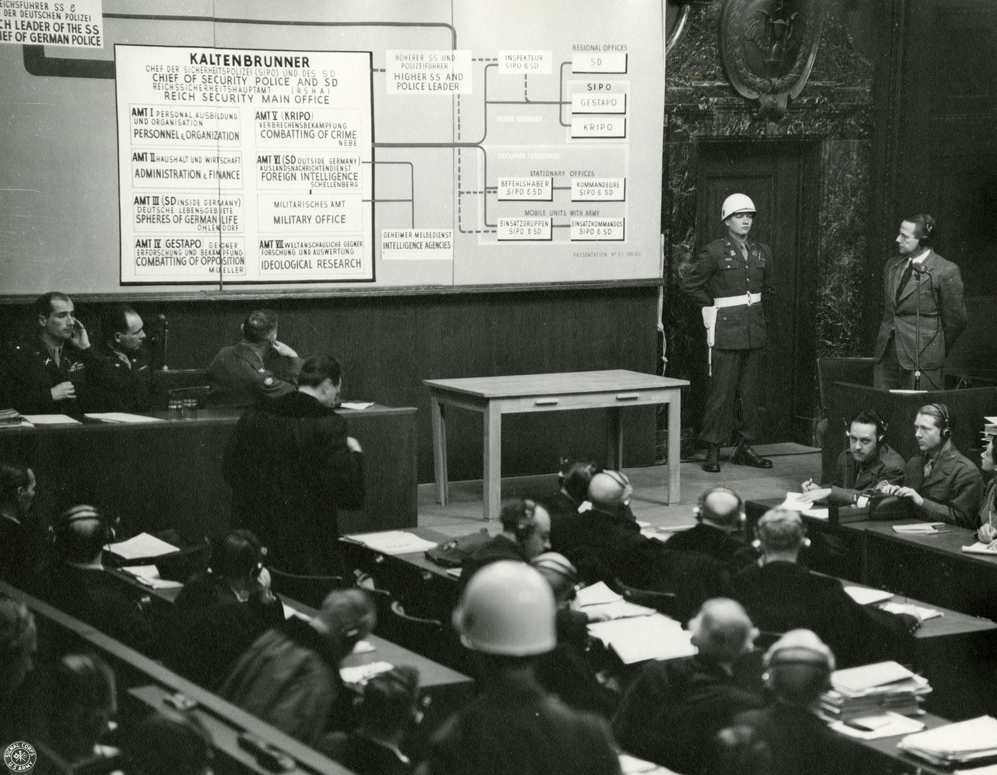
Einsatzgruppenleiter Ohlendorf als Zeuge beim Nürnberger Prozess, 1946

Die ersten Verfahren in Deutschland waren die von den alliierten Mächten angestrengten Nürnberger Prozesse, die zwischen 1945 und 1949 stattfanden. Im Prozess gegen die Hauptkriegsverbrecher, der am 20. November 1945 begann, wurde der Völkermord an den Juden unter Anklagepunkt 4, Verbrechen gegen die Menschlichkeit, verhandelt und nahm breiten Raum ein. So wurden im Gerichtssaal u. a. Dokumentaraufnahmen als Beweismittel für die in Auschwitz, Majdanek und anderen Konzentrationslagern begangenen Verbrechen gezeigt.
Im Nachfolgeprozess zu den Einsatzgruppen blieb der Tatbestand des Völkermordes an den Juden aus prozessökonomischen Gründen unterbelichtet, um unter dem Anklagepunkt Verbrechen gegen die Menschlichkeit eine extrem hohe Verurteilungsquote erreichen zu können. Nicht für jede Tat und jeden Beschuldigten musste dadurch nachgewiesen werden, dass sie Teil eines größeren gemeinschaftlichen Verbrechens waren. Ohlendorfs Aussagen, es hätte einen Befehl Hitlers gegeben, passte in die Strategien der Anklage (Rassenverfolgung der Juden) und der Verteidigung (Handeln auf Befehl), wurde daher vor Gericht kaum hinterfragt und trug in zentraler Weise zur Etablierung des intentionalistischen Narrativs vom Holocaust bei.
Als erstes Land nahm 1946 Polen den Tatbestand des Genozids in sein Strafrecht auf, den der Jurist Raphael Lemkin im Auftrag der UNO definiert und kodifiziert hatte. Basierend auf diesem Konzept, befasste sich das Oberste Nationale Tribunal Polens im Prozess gegen Amon Göth erstmals mit dem physischen Völkermord an den polnischen Juden als eigenständiger Opfergruppe.
Nach der Gründung der beiden deutschen Staaten im Jahr 1949 ging die Strafverfolgung in deren Zuständigkeit über. Sie kam in der Bundesrepublik aber infolge des Kalten Krieges bald zum Erliegen. Auch die Aufhebung von NS-Unrechtsurteilen erfolgte nur zögerlich, ebenso wie die Deutsche Wiedergutmachungspolitik etwa zur Entschädigung von enteigneten Juden. Die schleppende Strafverfolgung durch die bundesdeutsche Justiz wird oft mit mangelndem Interesse der Bevölkerung und dem Einfluss ehemaliger NSDAP-Mitglieder in Staat und Verwaltung erklärt. Die Initiative zur Aufspürung von Holocausttätern wurde häufig Privatleuten wie Simon Wiesenthal und Beate Klarsfeld überlassen.
In der DDR fanden einige Schauprozesse gegen untergeordnete Funktionsträger des NS-Regimes statt, in denen es weniger um deren individuelle Verantwortung als um Schuldzuweisungen an die westdeutsche Seite ging. Ehemalige NSDAP-Mitglieder konnten in der DDR Karriere machen, solange sie die führende Rolle der SED anerkannten. Sämtliche Pflichten zur Wiedergutmachung betrachtete die DDR-Führung mit den Reparationsleistungen an die Sowjetunion als erledigt an.
Erst durch den Ulmer Einsatzgruppen-Prozess kam es zu einer breiten öffentlichen Debatte zur mangelhaften Strafverfolgung aller NS-Verbrechen und 1958 wurde die Zentrale Stelle der Landesjustizverwaltungen zur Aufklärung nationalsozialistischer Verbrechen gegründet. Die westdeutsche Justiz führte daraufhin einige bedeutende Verfahren zum Holocaust: Erster Frankfurter Ausschwitzprozess, Verfahren gegen Hermann Krumey, Otto Hunsche, zum Massaker von Babyn Jar, Majdanek und weitere. Da das deutsche Strafrecht von 1871 bei der Beteiligung an einer Straftat zwischen Täterschaft und Beihilfe unterscheidet, wurden nur wenige (Exzess-)Täter wegen Mordes verurteilt. Der Großteil der Angeklagten erhielt von Gerichten, die mit vielen in der NS-Zeit verstrickten Juristen besetzt waren, nur schockierend milde Strafen wegen Beihilfe zum Mord. Das tote Triumvirat Hitler, Himmler und Goebbels sowie einige Extremtäter, die die Normen des NS-Unrechtsstaates aus eigener Motivation überschritten, standen im Vordergrund der Verfahren. Die Juristen und Schreibtischtäter, die den Holocaust geplant hatten, entschuldigten sich damit, nur Befehle befolgt zu haben.
Der von Fritz Bauer initiierte erste Auschwitzprozess in Frankfurt behandelte groß angelegt erstmals die Geschichte des größten deutschen Vernichtungs- und Konzentrationslagers und war eine Wendepunkt in der öffentlichen Wahrnehmung des Holocausts. Er offenbarte die organisatorische und ideologischen Grundlagen der antijüdischen Politik. Aber durch die – auch mediale – Konzentration auf die Taten einiger Exzess-Täter, die die Nazi-Regeln überschritten hatten, blieben die sozialen und bürokratischen Bedingungen öffentlich wenig beachtet. Die deutschen Richter und Journalisten wollten oder konnten die zentrale Bedeutung der Judenverfolgung noch nicht erkennen.
Die Zeugenberichte und das große Medienecho auf diese Prozesse machten die NS-Verbrechen vielen Deutschen bewusst, verstärkten aber auch öffentliche Forderungen nach einem „Schlussstrich“. Die Angeklagten in den Auschwitz-Prozessen ließen keine Reue erkennen und beriefen sich stets auf den sogenannten „Befehlsnotstand“. Ihre Verteidiger und ein Teil der Medien versuchten, die Gerichtsverfahren als „Schauprozesse“ zu diskreditieren.
Auch Adolf Eichmann, der Organisator der Deportationen in die Vernichtungslager, den der israelische Geheimdienst Mossad 1960 aus seinem Fluchtland Argentinien nach Israel entführt hatte, berief sich auf den angeblichen Befehlsnotstand. Ab 1961 fand in Jerusalem der international viel beachtete Eichmann-Prozess statt. 1962 wurde der Angeklagte zum Tod verurteilt und gehängt. Die Prozessbeobachterin Hannah Arendt beschrieb die bürokratische Gefühlskälte, die Eichmann zeigte, in ihrem Buch „Eichmann in Jerusalem“ als „Banalität des Bösen“ und beförderte damit die Diskussion über die Tätermotive auch in der Bundesrepublik.
Das bundesdeutsche Strafgesetzbuch sah für Taten, die mit lebenslänglicher Freiheitsstrafe geahndet wurden, also auch für Mord, ursprünglich eine Verjährungsfrist von 20 Jahren vor. Daher stellte sich in der Bundesrepublik 1965 die Frage nach dem weiteren Umgang mit den NS-Verbrechen. Der Deutsche Bundestag fasste nach einer ersten Verjährungsdebatte zunächst den Beschluss, die Frist auf 1969 zu verschieben, indem er das Gründungsjahr der Bundesrepublik 1949 zugrunde legte. 1969 verlängerte er die Verjährungsfrist um 10 auf 30 Jahre und hob sie schließlich 1979 für Mord und Völkermord gänzlich auf.
Fritz Bauer hatte im Auschwitzprozess dafür plädiert, schon die Tätigkeit in einem Vernichtungslager als Beihilfe zum Mord zu bewerten, ohne dass dem Angeklagten eine individuelle Tötungshandlung hätte nachgewiesen werden müssen. Dem folgten die bundesdeutschen Gerichte zunächst jedoch nicht, so dass in den Verfahren, die auf den Auschwitzprozess folgten, nur die unmittelbar ausführenden Täter belangt wurden, die meist untere Ränge in der Befehlskette einnahmen. Die letzten größeren Verfahren gegen NS-Täter waren die Majdanek-Prozesse von 1975 bis 1981 vor dem Landgericht Düsseldorf. Von ursprünglich 15 Angeklagten wurden acht verurteilt, sieben davon zu Haftstrafen zwischen drei und zwölf Jahren, eine zu lebenslänglich. Das Urteil löste weltweite Proteste aus, weil es als zu milde empfunden wurde. Erst seit dem Urteil gegen John Demjanjuk im Jahr 2011 folgen deutsche Gerichte der Argumentation Bauers. Seither kam es zu einigen weiteren Verfahren gegen noch lebende SS-Mitglieder oder Bedienstete in den Lagern, zuletzt 2024 gegen die 99-jährige Irmgard Furchner, die als Stenotypistin, im KZ Stutthof gearbeitet hatte.
In Österreich wurden Kriegsverbrechen der NS-Zeit kaum strafverfolgt. Nur 20 Personen wurden seit 1955 in Österreich verurteilt, 23 freigesprochen. Ein kritisches Memorandum Simon Wiesenthals zum Umgang österreichischer Behörden mit NS-Verbrechen blieb folgenlos.

### Entschädigungen
Die alliierten Militäradministrationen für das besetzte Deutschland und Österreich erließen – ebenso wie die späteren Regierungen der Bundesrepublik, der DDR und Österreichs – Regelungen, die alle Maßnahmen des Hitler-Regimes zur Entrechtung und Enteignung der Juden außer Kraft setzten. Eine vollständige Entschädigung zumindest für die materiellen Verluste der Betroffenen fand nicht statt. Zahlreiche Überlebende der Vernichtungslager und ihre gesetzlichen Erben mussten zum Teil über Jahrzehnte vor deutschen und österreichischen Gerichten um die Rückerstattung von Eigentum oder um Entschädigungszahlungen klagen.
Die Regierung der DDR erklärte sich selbst als in einer antifaschistischen Tradition stehend. Sie wies bis kurz vor der Wende alle Ansprüche zurück, die sich aus Handlungen des Deutschen Reichs ergeben konnten. Nach bundesdeutscher Auffassung hingegen ist die Bundesrepublik Rechtsnachfolgerin des Reichs. Dies führte bereits unter dem ersten Bundeskanzler Konrad Adenauer zu einer Wiedergutmachungspolitik, die zumindest ansatzweise eine kollektive Entschädigung vorsah.
In Verhandlungen mit David Ben-Gurion einigte sich Adenauer auf Unterstützungszahlungen für den Staat Israel, der als Rechtsnachfolger der ermordeten Juden betrachtet wurde. Diese Zahlungen lagen nicht zuletzt im Interesse der Bundesrepublik, die geachtetes Mitglied der internationalen Staatengemeinschaft sein wollte. Die sogenannten Wiedergutmachungszahlungen werden von deutschen Rechtsextremisten bis heute abgelehnt. Sie stießen aber auch in Israel auf heftige Kritik („Blutgeld“).
Bis Ende 2010 erbrachte die Bundesrepublik nach Angaben des Bundesfinanzministeriums rund 68 Milliarden Euro an Entschädigungen für NS-Unrecht, darunter lebenslange Renten für rund 29.000 Überlebende von nationalsozialistischer Verfolgung. Stand 2022 wurden mehr als 80 Milliarden Euro an jüdische Opfer gezahlt.

### Kirchliche Aufarbeitung
Erste Erklärungen in der EKD nach Kriegsende wie das Stuttgarter Schuldbekenntnis (Oktober 1945) und das Darmstädter Wort (1947) nannten den Holocaust, den Antisemitismus und Antijudaismus nicht, sondern sprachen von einer Mitschuld der Christen am Weltkrieg, an Aufstieg und Verbrechen des Nationalsozialismus. Bereits diese allgemeinen Aussagen lösten in Westdeutschland weithin öffentliche Empörung und heftigen Widerspruch aus und fanden wenig Zustimmung. In einem Wort zur Judenfrage (1948) deutete die EKD-Leitung das „jüdische Schicksal“ sogar als Strafe Gottes zur Warnung für Juden und als Mahnung an sie, Christen zu werden. Erst ab 1950 distanzierte sich die EKD von dieser Sicht und vom Antisemitismus. In den 1960er Jahren begann eine intensive Diskussion, die sich seit der Rheinischen Synodalerklärung von 1980 in zahlreichen landeskirchlichen Bekenntnissen zum „ungekündigten Bund“ Gottes mit dem Volk Israel und in Verfassungsänderungen der Landeskirchen niederschlug: Das Christsein sei ohne jüdisches Leben selbst in Frage gestellt.
Inner- und außerhalb der katholischen Kirche ist das Verhalten von Papst Pius XII. während des Holocaust bis heute umstritten. Er hatte sich einerseits für die Rettung der römischen Juden eingesetzt, andererseits zum Holocaust geschwiegen, obwohl ihm die Tatsachen bekannt geworden waren. Die im März 2020 geöffneten Vatikanakten liefern neue, brisante Einblicke in das Handeln von Papst Pius XII. im Zweiten Weltkrieg. Kurz nach seiner Wahl im März 1939 führte er geheime Gespräche mit Hitlers Gesandtem Philipp von Hessen, in denen er im Austausch für sein Schweigen zu NS-Verbrechen Freiheiten für die katholische Kirche in Deutschland forderte. Besonders heikel ist, dass die Dokumente offenbaren, wie Hitler Vorwürfe des sexuellen Missbrauchs – oft in Verbindung mit Kindsmissbrauch – als Druckmittel einsetzte, um den Papst zu Zugeständnissen zu bewegen.
Trotz zahlreicher Hilferufe verfolgter Juden blieb Pius XII. zunächst still, um die institutionelle Sicherheit der Kirche zu gewährleisten. Erst als 1943 die SS in Rom einmarschierte, rettete er rund 4000 Juden durch Kirchenasyl, was die moralische Ambivalenz seines Handelns heute umso deutlicher erscheinen lässt. Die kritische Auseinandersetzung mit der eigenen Schuld an Antijudaismus und Antisemitismus und mit der Verantwortung von Katholiken für den Holocaust begann erst nach Pius’ Tod im Jahr 1958. Sein Nachfolger Johannes XXIII. sprach die Juden erstmals in der Geschichte des Papsttums als „Brüder“ an. Das von ihm initiierte Zweite Vatikanische Konzil verabschiedete 1965 die Erklärung Nostra aetate, die die Gottesmordtheorie zurückweist, die Eigenständigkeit des Judentums anerkennt und die Bekämpfung des Antisemitismus zur christlichen Pflicht erklärt.

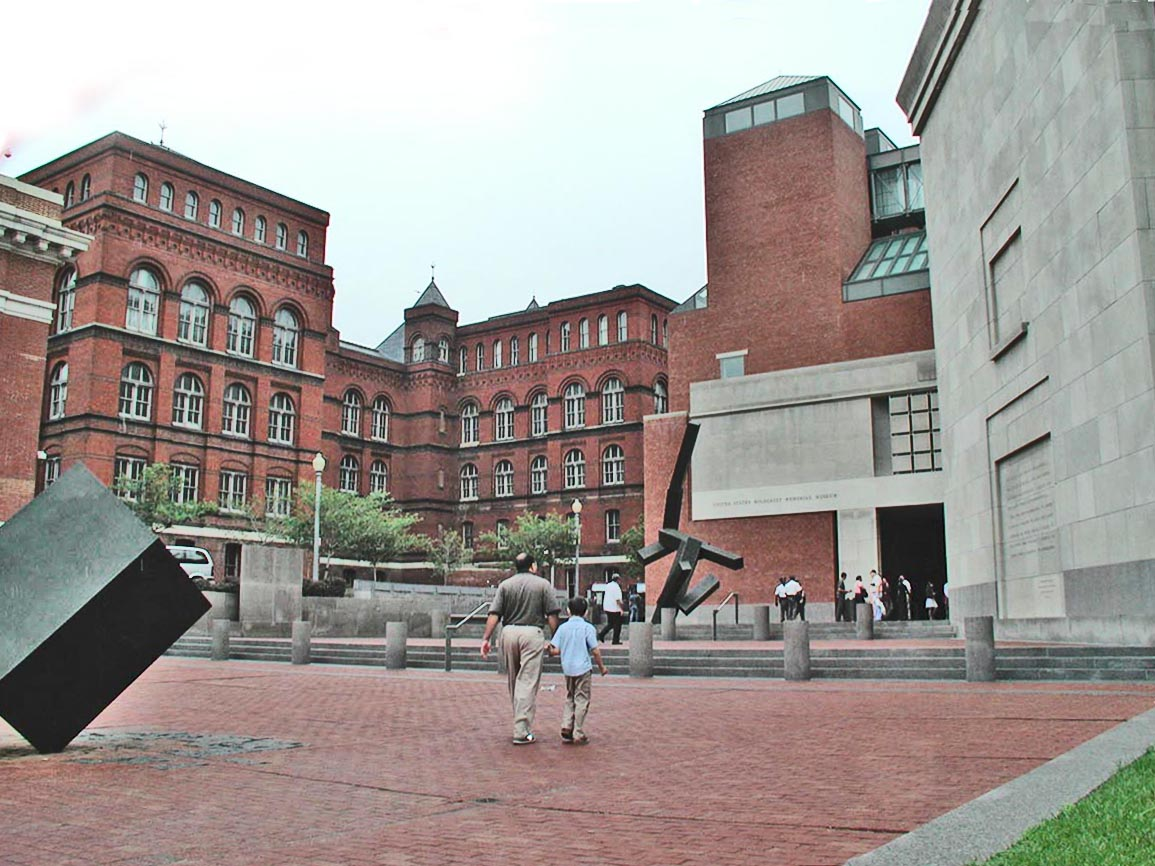
United States Holocaust Memorial Museum, Washington, D.C., seit 1993

### Leugnung und Verharmlosung
Antisemiten und Geschichtsrevisionisten begannen unmittelbar nach Kriegsende, den Holocaust entweder zu leugnen oder zu relativieren, manchmal sogar ihn zu verherrlichen. Holocaustleugnung ist eine Grundtendenz im Rechtsextremismus, wird auch von Teilen der Neuen Rechten, des Islamismus und Antizionismus vertreten und hat sich zu einer international vernetzten Strömung entwickelt. Leugnung und Relativierung ordnet die Antisemitismusforschung als sekundären Antisemitismus ein.
Holocaustleugnung ist in der Bundesrepublik Deutschland nach § 130 Abs. 3 StGB als Volksverhetzung, nach § 189 StGB als Verunglimpfung des Andenkens Verstorbener strafbar. Ähnliche Gesetze gegen Holocaustleugnung gelten auch in einigen anderen Staaten.

### Mahnung und Erinnerung

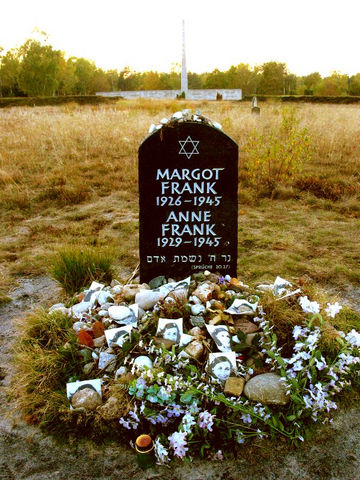
Gedenkstein für Margot und Anne Frank im ehemaligen KZ Bergen-Belsen

Weltweit werden jährlich verschiedene Holocaust-Gedenktage begangen, z. B. Mitte April in Israel als Nationalfeiertag der Jom haScho’a am 27. Nissan des jüdischen Kalenders: Es heulen die Sirenen im ganzen Land, und die Nation steht für eine Minute still. In Israel lebten am Holocaust-Gedenktag 2021 etwa 179.000 Holocaust-Überlebende.
Heute erinnern zahlreiche Mahnmale und Museen in der ganzen Welt an den Holocaust (siehe Liste der Gedenkstätten für die Opfer des Nationalsozialismus). Zudem leisten Initiativen und Organisationen auf unterschiedlichsten Ebenen und mit den unterschiedlichsten Mitteln ihren Beitrag zur Erinnerung und Aufarbeitung des Holocaust. Einige solche Initiativen der Versöhnungsarbeit sind zum Beispiel die Aktion Sühnezeichen und die österreichischen Gedenkdienste.
Die bedeutendste Holocaustgedenkstätte ist Yad Vashem in Jerusalem, wo sich unter anderem die Allee der Gerechten unter den Völkern befindet. In Deutschland und den ehemals deutsch besetzten Gebieten sind vor allem die Gedenkstätten auf den Geländen der ehemaligen Konzentrationslager von Bedeutung, insbesondere das polnische Staatliche Museum Auschwitz-Birkenau. Bedeutende Einrichtungen sind etwa das Dokumentationszentrum des Bundes Jüdischer Verfolgter des Naziregimes in Wien, das US-Holocaust Memorial in Washington, D.C., das ungarische Dokumentationszentrum in Budapest, das Jüdische Museum in Berlin und das 2005 eingeweihte Denkmal für die ermordeten Juden Europas in Berlin. Die Datenbank JewishGen eröffnet genealogische Einblicke. In vielen europäischen Städten gibt es zudem sogenannte Stolpersteine, welche an Opfer der Nationalsozialisten individuell erinnern.
Im Mai 2021 wurde in Dubai (Vereinigte Arabische Emirate) mit der Dauerausstellung „We Remember“ im Museum Crossroads of Civilisation die erste öffentliche Dokumentation zum Holocaust auf der Arabischen Halbinsel eröffnet.
In Deutschland ist seit 1996 der 27. Januar Tag des Gedenkens an die Opfer des Nationalsozialismus. „Am 27. Januar 1945 wurde das Konzentrationslager Auschwitz durch russische Soldaten befreit. Auschwitz steht symbolhaft für millionenfachen Mord – vor allem an Juden, aber auch an anderen Volksgruppen. Es steht für Brutalität und Unmenschlichkeit, für Verfolgung und Unterdrückung, für die in perverser Perfektion organisierte ‚Vernichtung‘ von Menschen.“ Am 1. November 2005 erklärte die Generalversammlung der Vereinten Nationen den 27. Januar durch eine Resolution zum Internationalen Tag des Gedenkens an die Opfer des Holocaust. Seit 2006 wird er weltweit begangen.
Das Projekt A Letter To The Stars wurde im Frühjahr 2002 initiiert und ist ein wichtiges Zeitgeschichteprojekt in Schulen der Republik Österreich. 2008 wurden Zeitzeugen bzw. Überlebende aus Israel an viele Schulorte eingeladen. In Serbien wird am 22. April ein Nationaler Gedenktag des Genozids an den Serben, an den Holocaust und die anderen Opfer des Faschismus begangen.

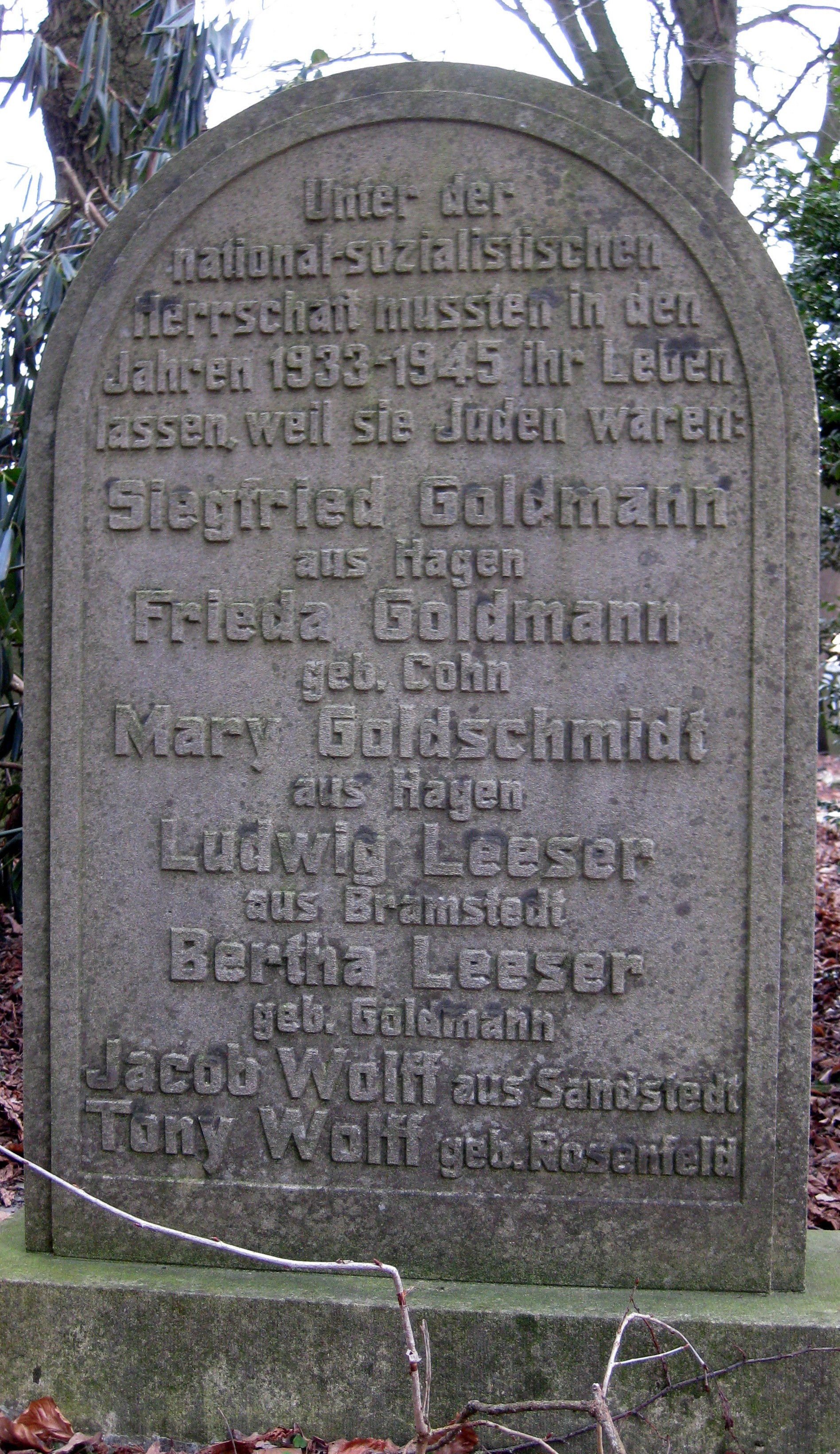
Grabstein auf dem Judenfriedhof in Hagen im Bremischen mit einer Inschrift, die auf den Holocaust Bezug nimmt

Die Wanderausstellung Sonderzüge in den Tod erinnert seit 2006 (Frankreich) bzw. 2008 (Deutschland) vor allem in Bahnhöfen an die Deportationen hunderttausender Menschen mit der damaligen Reichsbahn in die nationalsozialistischen Konzentrations- und Vernichtungslager.
Das Gedenkbuch – Opfer der Verfolgung der Juden unter der nationalsozialistischen Gewaltherrschaft 1933–1945 ist ein vom deutschen Bundesarchiv herausgegebenes Namensverzeichnis, das Personen auflistet, die wegen ihrer wirklichen oder vermeintlichen jüdischen Religion oder Herkunft der nationalsozialistischen Judenverfolgung zum Opfer fielen. Neben der gedruckten Ausgabe gibt es seit 2007 auch eine Online-Ausgabe.

### Künstlerische Verarbeitung
- 1942 wurde der komplette Roman Das siebte Kreuz von Anna Seghers veröffentlicht
- Primo Levi verfasste zwischen 1945 und 1947 seinen autobiographischen Bericht Ist das ein Mensch?
- Das Tagebuch der Anne Frank wurde in den 1947 durch ihren Vater Otto Frank veröffentlicht.
- 1958 erschien der Roman Nackt unter Wölfen von Bruno Apitz.
- Günter Kochan komponierte 1965 die Kantate Die Asche von Birkenau nach einem Gedicht von Stephan Hermlin aus dem Jahr 1949.
- Yishay Garbasz Ihre Arbeit befasst sich mit autobiographischen Themen wie der Holocaust-Vergangenheit in ihrer Familie[202]

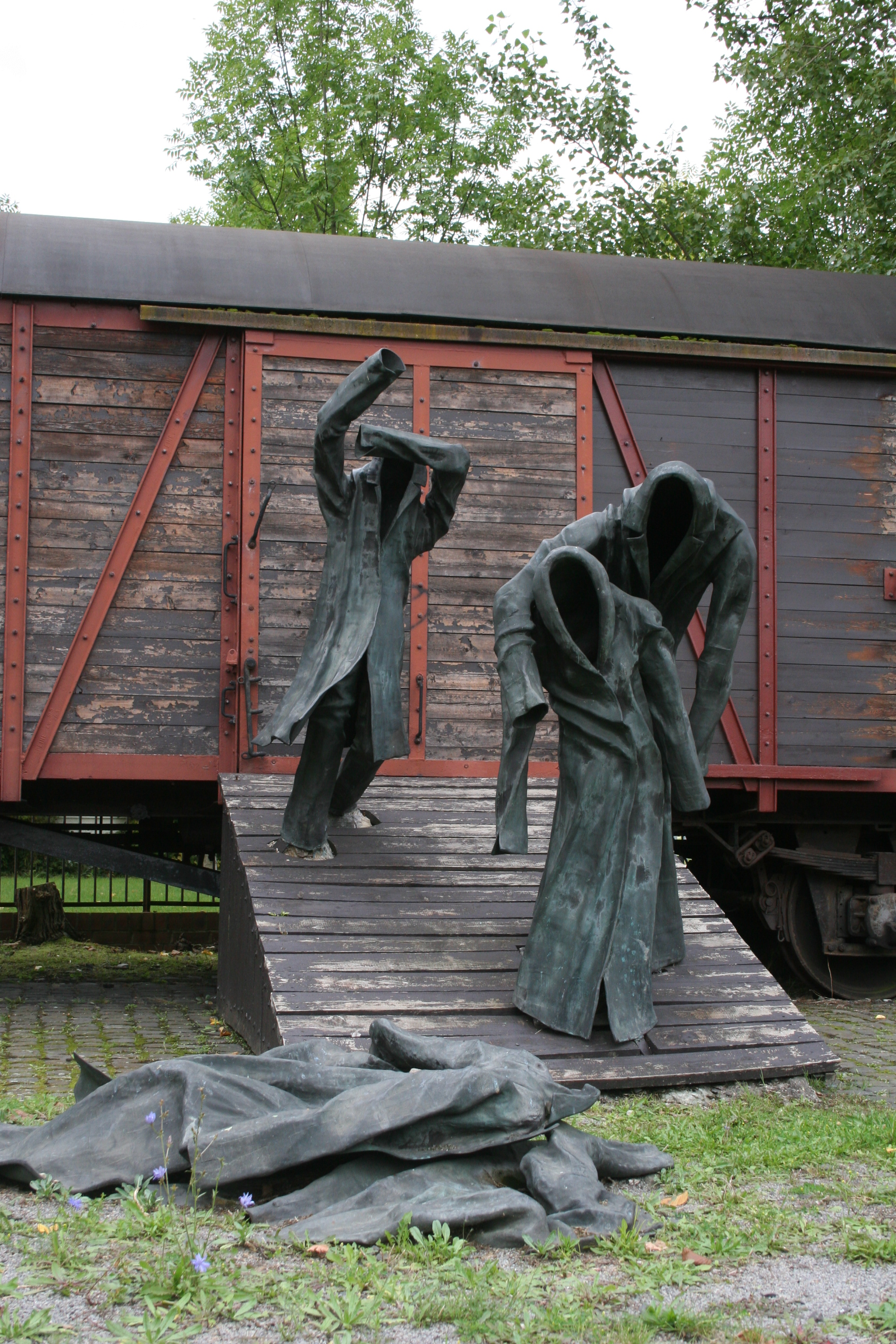
Mahnmal „Die Rampe“ von E. R. Nele in Kassel

- Die Bildhauerin E. R. Nele setzte sich in ihrem Werk mehrfach mit der Holocaust-Thematik auseinander. Das Mahnmal „Die Rampe“ (K 18 während der Documenta VII) steht in Kassel.[203]

### Filme
Der Hauptartikel Liste nennt sehr viele Titel; von ca. 70 Dokumentarfilmen und noch mehr Spielfilmen und Serien, in zeitlicher Abfolge der Entstehung. Die meisten Filme behandeln Einzelaspekte. André Singers und Claude Lanzmanns Dokumentationen versuchen mit ganz verschiedenen Stilmitteln das Gesamtgeschehen abzubilden. Oft wird die Lage der russischen Bevölkerung und der russischen Kriegsgefangenen in Deutschland ausgeblendet, deshalb hier ein Titel dazu. Hier wird also nur eine knappe Auswahl aus der Liste genannt:
- Night will fall – Hitchcocks Lehrfilm für die Deutschen, GB 2014, Regie André Singer (Entstanden direkt in der Nachkriegszeit; eine restaurierte Fassung)
- Janusz Korczak – Ein Leben für die Kinder, Polen, 1978, Regie Leszek Skrzydlo[204]
- Zeugen – Aussagen zum Mord an einem Volk, D 1981, Regie Karl Fruchtmann (erste umfassende Dokumentation des deutschen Fernsehens zum Holocaust)
- Shoah, F 1985, Regie Claude Lanzmann
- Grüningers Fall. Ch 1997, Regie Richard Dindo (Zur Situation an der Schweizer Grenze)
- Kindertransport – In eine fremde Welt, USA 2000, Regie Mark Jonathan Harris
- Wenn lang die Bilder schon verblassen… KZ Theresienstadt – Propagandafilm und Wirklichkeit, D 2005, Regie Thilo Pohle
- Der Letzte der Ungerechten, A/F 2013, Regie Claude Lanzmann (Über einen Juden aus Wien, der zur Kollaboration gezwungen wurde)
- Die Grauen der Shoah, dokumentiert von sowjetischen Kameramännern, F, 2014